# Татаро-Башкирское кладбище (Екатеринбург)
Тата́ро-Башки́рское кла́дбище — мусульманский некрополь Екатеринбурга. Расположено в Верх-Исетском административном районе. По состоянию на 2020 год не имеет четкой планировки и постоянного персонала. В центре кладбища расположен реконструированный в 2019—2020 годах обелиск в память советских воинов разных исповеданий. Также на территории кладбища находятся (по состоянию на январь 2022 года) два объекта культурного наследия.

## История кладбища
До второй половины XIX века в Екатеринбурге мусульмане проживали временно — это были прибывавшие в город жители татарских и башкирских деревень Екатеринбургского уезда и торговцы с территории Казахстана и Средней Азии.
Существенная по численности мусульманская община появляется в Екатеринбурге в 1880-е — 1890-е годы. По данным Христиана Мозеля (подполковника, который руководил проведением статистического описания Пермской губернии), в Екатеринбурге в 1860 году проживали только 36 мусульман (всего были учтены в городе 19937 человек). По данным городских переписей, в Екатеринбурге проживало мусульман:
- 1873 год — 104 мусульманина;
- 1887 год — 223 мусульманина.

По переписи 1897 года (фиксировала фактическое наличное население и проводилась 28 января, когда в Екатеринбурге было много приезжих мусульман-торговцев) в Екатеринбурге были учтены 678 мусульман. Местный статистический учет 1897 года выявил в Екатеринбурге всего 298 мусульман: 146 мужчин и 152 женщины.
Из 678 мусульман, зарегистрированных переписью 1897 года, большинство (582 человека) были татарами, а 58 человек были башкирами. Грамотных среди переписанных мусульман было около 33 %. Впрочем, образование выше начального уровня было (по переписи 1897 года) только у 2-х мусульман: у 1 татарки и у 1 башкира.
Согласно переписи 1897 года большинство учтенных в Екатеринбурге мусульман (около 80 %) были крестьянами, а еще 18 % были мещанами.
Данные о дате начала захоронений на кладбище разнятся. В экспертизе 2021 года, проведенной Олегом Букиным, сообщается, что первые захоронения появились в середине XIX века. «Наша газета» сообщает, что первые могилы на кладбище появились в 1879 году. О прирезке к кладбищу 1,8 тысяч квадратных сажен земли ходатайствовал перед городской думой Екатеринбурга один из купцов Агафуровых. В итоге дума решила бесплатно выделить данный участок под мусульманские захоронения. Данное кладбище было создано на северо-западе Екатеринбурга — рядом с постройками Верх-Исетского района.
К концу XIX века в Екатеринбурге сформировался мусульманский квартал с 1 школой и 2 частными молельнями (у Агафуровых и Богатиевых). Этот квартал располагался на северо-западе Екатеринбурга. С 1895 года в городе работали мектеб и медресе (в Екатеринбургском медресе в 1909 году обучались 60 детей). В Екатеринбурге функционировала пятиклассная школа для мусульманок, выпускницы которой могли продолжить обучение в учительской семинарии в Троицке.
К 1913 году мусульманское население Екатеринбурга существенно возросло. По данным переписи домовладельцев, проведенной в сентябре 1913 года, в Екатеринбурге было выявлено 956 мусульман российского подданства. По данным адресного стола, на 1 января 1913 году в Екатеринбурге (не считая детей до 14 лет, учащихся любого возраста низших и средних учебных заведений, заключенных, военнослужащих и жителей пригородов, в том числе жителей Верх-Исетского завода) было зарегистрировано 3993 мусульманина (2854 мужчины и 1139 женщин).

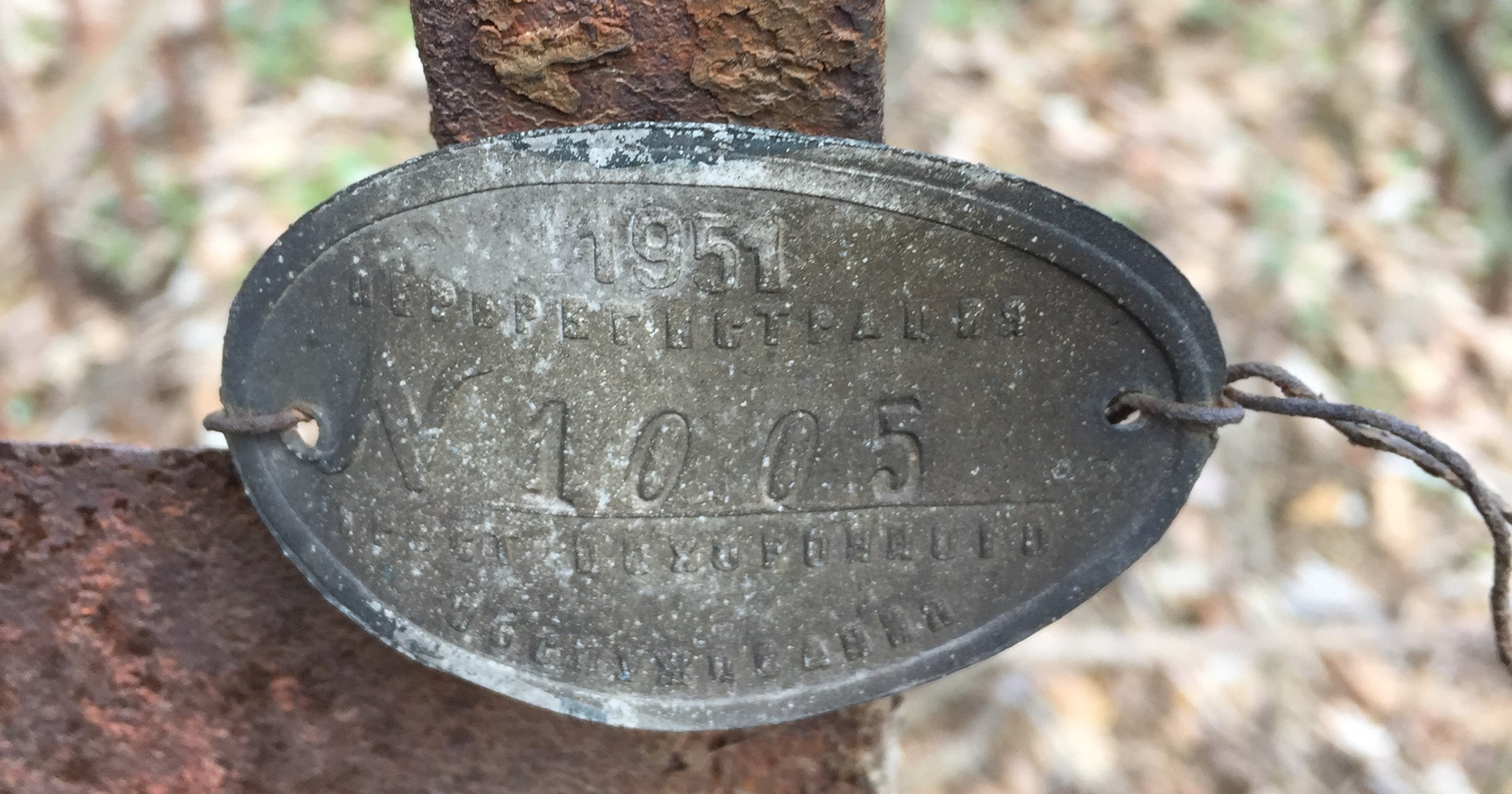
Номерная бирка Треста похоронного обслуживания Свердловска о перерегистрации могилы на Татаро-Башкирском кладбище, проведенной в 1951 году

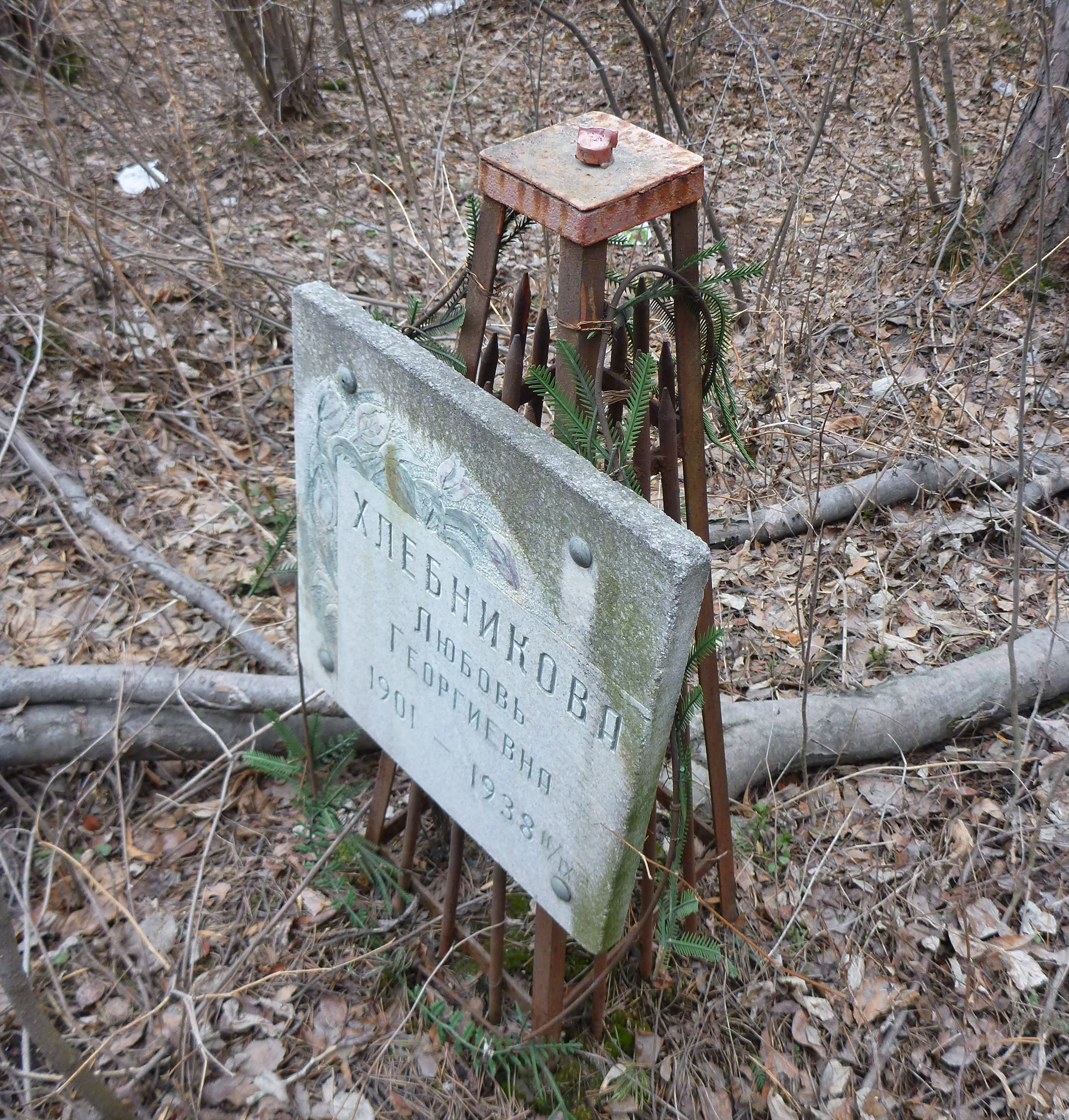
Секулярное захоронение Любови Хлебниковой (1938 год)

В советский период кладбище перешло (как и остальные кладбища) городским властям. В этот период некоторые захоронения были снабжены специальными номерными бирками. Кроме того, уже в 1930-е годы фиксируются случаи появления на кладбище секуляризированных захоронений. В частности, есть захоронение Любови Хлебниковой 1938 года.
В СМИ сообщалось, что последние захоронения на кладбище были в начале 1960-х годов. Об этом же сообщается в историко-архивной справке, составленной «Службой городских кладбищ» 15 января 2015 года.

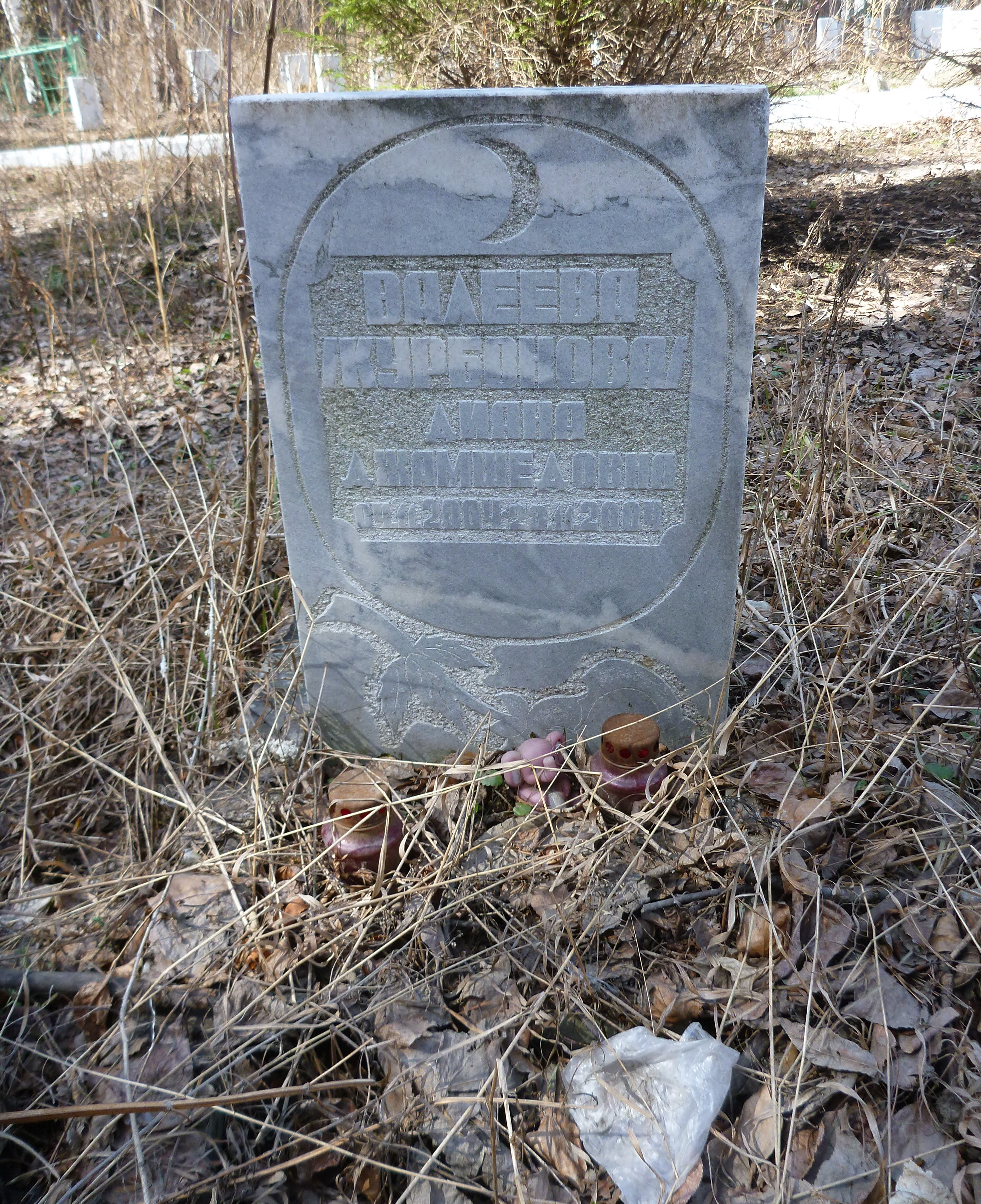
Отдельное захоронение младенца — Валеевой-Курбоновой, 2004 год

Тем не менее, на кладбище имеются несколько более поздних родственных захоронений — 1990-х годов. В частности, Багир Габитов, умерший в 1993 году, похоронен в могиле Шейхудтдина Габитова, скончавшегося в 1945 году. Кроме того, на кладбище есть захоронения 2000-х годов. В частности, имеется отдельное детское захоронение 2004 года.
В конце 1980-х — начале 1990-х годов была неудачная попытка сноса кладбища.
В 1993 году сотрудники Свердловского областного краеведческого музея Л.И Зорина и С. А. Корепанова вместе с Б. Ш. Галеевым (потомок Агафуровых) осмотрели и сфотографировали надгробия Агафуровых на Татаро-Башкирском кладбище.
В 2006 году на кладбище было совершено два нападения. В результате разбили около десяти надгробий и сожгли кладбищенскую сторожку. После погромов верховный муфтий безуспешно просил Владимира Путина посодействовать в раскрытии преступления и в предоставлении кладбищу статуса мемориального. По состоянию на 2006 год на кладбище еще был смотритель — Г. К. Ахметшина.
С 2007 года мусульманская община Екатеринбурга стала проводить субботники по уборке кладбища (рубка веток, покраска ограждений могил).
В 2013 году кладбище находилось в заброшенном состоянии и не охранялось.
С 1 февраля 2015 года постановлением Главы Администрации города Екатеринбурга Александра Якоба № 321 от 17 февраля 2015 года Татаро-Башкирское кладбище было формально закрыто для новых захоронений (кроме родственных урновых).
В 2019 году заместитель председателя землячества татар Екатеринбурга Эльдар Бурханов говорил, что уборку на кладбище проводят, чтобы оно не попало под застройку. Поэтому в 2019 году Бурханов говорил, что в планах мусульман было поставить на кладбище постоянного охранника.

## Кладбище как место коллективных молитв

Разгромленная сторожка Татаро-Башкирского кладбища, где проводились пятничные молитвы. На заднем плане виден обелиск, позднее пропавший. Фото 1968 года

На кладбище существовала мусульманская молельня, однако время её возникновения неизвестно. Средне-Уральский казыят в 2006 году доказывал, что молельня появилась в XIX веке, почти одновременно с созданием кладбища. Однако в дореволюционных справочниках по Екатеринбургу молельня на кладбище не упоминается. У екатеринбургских мусульман в дореволюционный период не было своей мечети, но официально действовал Екатеринбургский молельный дом, у которого согласно «Ведомостям мечетей и духовных лиц Оренбургского магометанского духовного собрания», спустя всего три года после переписи 1897 года было 318 прихожан (170 мужчин и 148 женщин). При этом для получения разрешения на строительство мечети требовалось наличия 200 прихожан-мужчин. До 1894 года религиозными делами занимался в Екатеринбурге имам из деревни Татарская Караболка (регистрировал акты гражданского состояния местных мусульман), с 1894 году в городе стал служить собственный имам, появился муэдзин (он жил в доме Агафуровых).
В 1920-е годы в городе были закрыты мусульманский молельный дом, мектебе и медресе. В 1920-е годы для молитв мусульмане использовали переданный им особняк в центре города.
В 1930-е — 1980-е годы кладбище использовалось для коллективных молитв свердловских мусульман. В Свердловске, население которого в советский период превысило миллион человек, проживало много татар и башкир, а мечеть до конца 1980-х годов власти открывать не разрешали.
В 1930-е годы на кладбище (после закрытия решением Уралоблисполкома от 5 марта 1930 года о передаче здания свердловской мечети под детский сад) действовали двое пожилых представителей Центрального духовного управления мусульман: нелегальный мулла Манаф Галимов (1876 года рождения) и избранный в 1928 году свердловским мутаваллием Камалетдином Мусакаевым (с 1933 года он исполнял обязанности мутаваллия нелегально). Один из них официально исполняли обязанности сторожа кладбища.
Несколько лет на кладбище исполнялись обряды. На религиозные праздники на кладбище собиралось более 2 тысяч верующих.
В 1936 году в отношении руководства Центрального духовного управления мусульман было возбуждено уголовное дело, ставшее позднее известным как дело ЦДУМ. Высших мусульманских духовных лиц обвиняли в шпионаже в пользу Японии. В отношении духовных лиц, подчинявшихся Центральному духовному управлению мусульман, стали возбуждать на местах уголовные дела. Одно из таких дел (дело № 11999) было возбуждено в Свердловске в 1937 году в отношении Галимова и Мусакаева.
В газете «Социализм Юлы» вышла статья «Разгромить контрреволюционное гнездо» о нелегальной мусульманской общине на кладбище Свердловска:

Воспользовавшись слабой постановкой антирелигиозной пропаганды в г. Свердловске, сгруппировавшись вокруг татарского кладбища, остатки мулл и муазинов, получили широкую возможность вести свою грязную подлую контрреволюционную работу. Они пытаются отравлять религиозным дурманом отсталую часть трудящихся. Встав на тонкий и хитрый путь, маскируясь, они стремятся вести антисоветскую, контрреволюционную работу.

5 лет тому назад в Свердловск приехал мулла дер. Муслимова Куншаковского р-на Челябинской области Галимов Маннаф. Он устраивается «сторожем» на татарском кладбище. Под маской «сторожа» он ведет свое темное дело. Он устраивает панихиды, читает коран и т. д. Наряду с этим этот бандит, под предлогом устройства «гаид» группирует вокруг себя все остатки контрреволюционных элементов из татар, готовит себе «кадры».

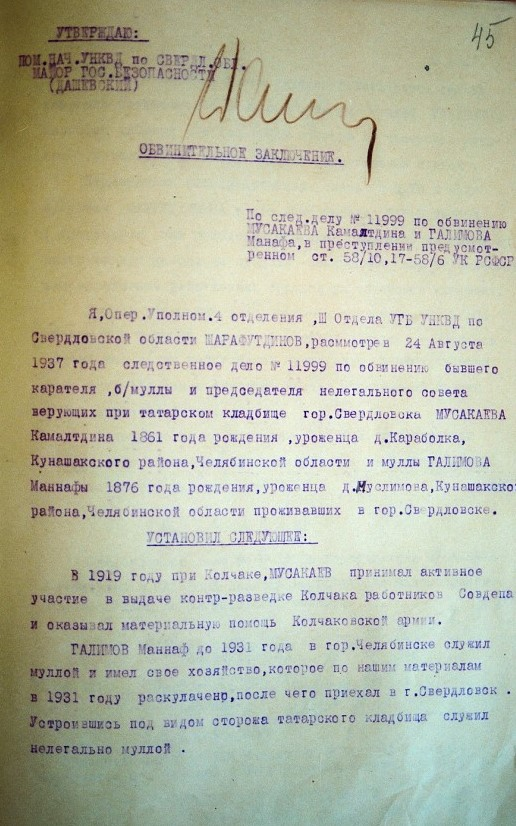
Первая страница обвинительного заключения в отношении К. Мусакаева и М. Галимова (дело № 11999)

Галимов и Мусакаев были в 1937 году арестованы. Они подтвердили на допросах факты религиозной деятельности на кладбище. В частности, Галимов сообщил о попытках организации легальной мусульманское общины:

… ЦДУМ нам почти в каждом письме ставил, как одну из ближайших задач, — организацию мусульманской религиозной общины и выборы муллы, предлагало, что эту задачу свердловские мусульмане обязаны выполнить и добиться от местного органа Советской власти юридического оформления. Мы эти вопросы ставили перед верующими, но за очень небольшим исключением стариков, нас никто не поддерживал, и мы законного «махалля» (религиозного совета) организовать не сумели. В части денежного сбора, мы эту задачу выполняли, сколько могли. Каждый праздник, то есть в «Ураза Байрам» и «курбан Байрам» в ЦДУМ через Мусакаева отправляли по сто и больше рублей
После следствия Галимов и Мусакаев были приговорены к расстрелу и казнены.
В послевоенный период группа мусульман на протяжении ряда лет безуспешно добивалась от властей возвращения им здания изъятой мечети Свердловска, а затем разрешения прибрести строительные материалы для постройки новой мечети. В 1945 году во всей Свердловской области официально действовала только одна мечеть (в деревне Новый Бугалыш), а ходатайства об открытии мечетей в других населенных пунктах области (в том числе в Свердловске) в 1946—1947 годах были отклонены властями по причине отсутствия свободных помещений.
В 1951 году уполномоченными свердловских мусульман были избраны Гарей Сайфутдинов и Ахмет Зиганьшин
Инициаторы постройки мечети — Сайфутдинов и Зиганьшин — безуспешно в первом полугодии 1954 года жаловались Уполномоченному Совета по делам религиозных культов Владимиру Рупасову на отказ Свердловского горисполкома разрешить постройку мечети.
Не добившись успеха, свердловские мусульмане приспособили для пятничных молитв сторожку Татаро-Башкирского кладбища, которую хорошо отремонтировали. В праздничные же дни молящиеся (не менее 1 тысячи человек в Ураза-байрам 1954 года) стояли также около могил — под открытым небом. Уполномоченный Совета по делам религиозных культов Владимир Рупасов так описал сложившуюся ситуацию в своем отчете от 1 июля 1954 года:

Группа верующих мусульман г. Свердловска.
Эта группа на протяжении ряда лет очень энергично добивается предоставления ей молитвенного здания. Вначале она ставила вопрос о возвращении ей бывшей мечети, но Свердловский горисполком отклонил это ходатайство по мотивам того, что здание этой мечети уже давно занято
под детское учреждение. Затем она стала изыскивать возможность аренды помещения или постройки новой мечети. В этом случае ее постигла снова неудача: предполагаемое к аренде помещение было забраковано комиссией горсовета, а в покупке деревянного сруба для постройки мечети горисполком отказал. В настоящее время она не теряет надежды о постройке новой мечети и ходатайствует об отводе места и изыскивает средства на приобретение стройматериалов.

Несмотря на мои предупреждения, а ранее — со стороны т. Березина (б[ывшего] уполномоченного), о недопустимости проведения молитвенных собраний вне молитвенного здания, инициаторы этой группы верующих хорошо отремонтировали помещение каверны на мусульманском кладбище и используют ее каждую пятницу для молитвенных собраний. Помещение вмещает более 50 человек, охотно посещается верующими. Особенно многолюдно было на мусульманском кладбище 2 июня 1954 г. в день Ураза-Байрам. На моление верующие стали собираться с утра и к 10 часам (к началу моления) было не менее 1000 человек, причем была и молодежь.

Описание разгрома сторожки. Надпись на старотатарском языке на обороте фото, сделанного в июле 1968 года. Автор надписи — Минлишакир Сайфуллин

В 1968 году сторожка на кладбище была разгромлена властями. Минлишакир Сайфуллин (он зафиксировал результат разгрома на фото) отметил в июле 1968 года, что в сумерках привели арестованных на 15 суток, которые сделали следующее:

…пришли на мусульманское кладбище и разгромили дом, в котором проводился обряд обмывания покойников. Наша фотография сделана после разгрома и приведения в негодное состояние кумганов, полотенца и салфеток. Там виднеются остатки алюминиевых носилок. Бревна похоронного здания были погружены и увезены на грузовых машинах. Такую мерзость, такое дело, содеянное в мирное время, не делали даже немецкие фашисты. Пусть Аллах позволит завершить это добром, справедливым судом…
Первая настоящая мечеть появилась в Екатеринбурге только в 1993 году. В 2019 году заместитель председателя землячества татар Екатеринбурга Эльдар Бурханов сообщил, что на кладбище планируется построить молельню. Попытка строительства здания (дома сторожа) на Татаро-Башкирском кладбище была предпринята. Однако в 2019 году муниципальная «Служба городских кладбищ» потребовала от общественников его узаконить. Общественники (они не были собственниками имущества на кладбище) узаконить его не смогли и директор «Службы городских кладбищ» Константин Калашников 3 июня 2020 года объявил о том, что постройка будет снесена. В июле 2020 года на кладбище прошла встреча чиновников Администрации Екатеринбурга (во главе с Александром Высокинским). На встрече вопрос о восстановлении дома на кладбище решен не был.

## Общая характеристика кладбища (на 2021 год)

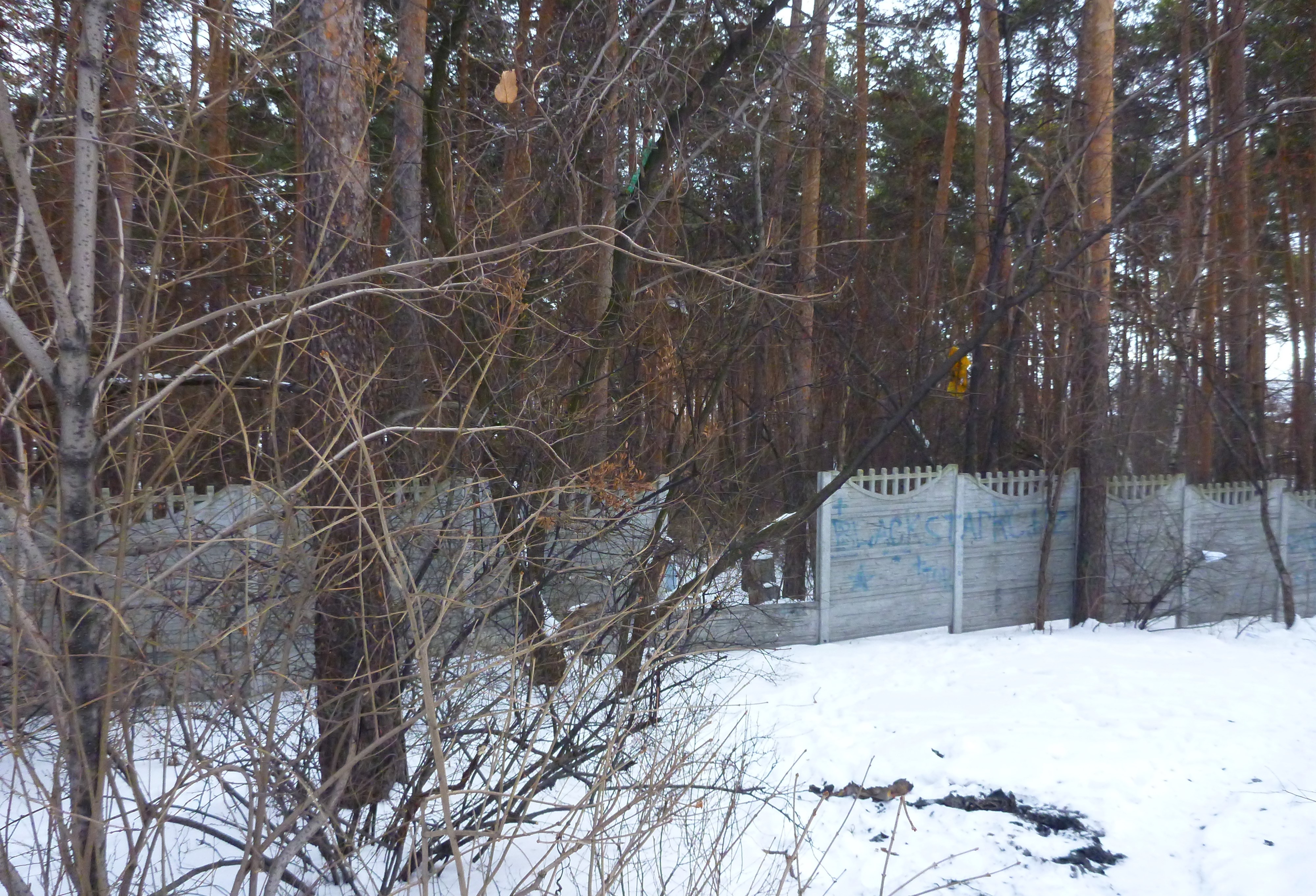
Ограда кладбища со стороны Васькиной горки (с проходом), 2020 год

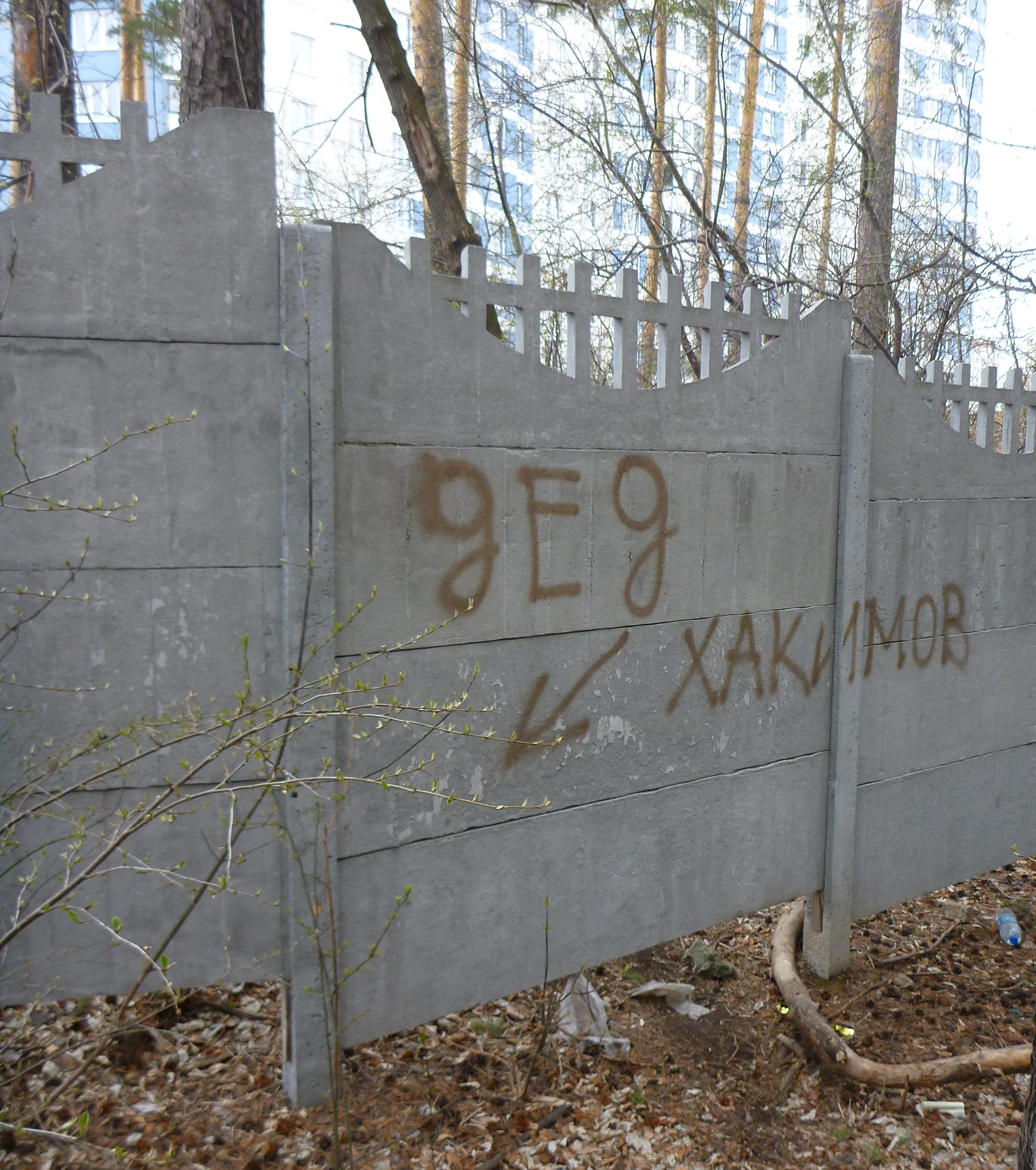
Надпись на заборе кладбища, указывающая на захоронение, 2021 год

Юридический адрес кладбища — город Екатеринбург, улица Репина, 40 (кадастровый номер участка 66:41:0304008:24). В описании СМИ кладбище названо как ограниченное улицами Репина, Металлургов и Черкасская. Площадь кладбища — 5 гектар.
По состоянию на 2020 год кладбище частично огорожено и поросло соснами. С другой стороны кладбище выходит на частично срытую Васькину горку, у которой расположены новые многоэтажные дома. С двух других сторон у кладбища расположены нежилые постройки частных организаций.
Полной базы лиц, похороненных на Татаро-Башкирском кладбище, обслуживающая организация — МКУ «Служба городских кладбищ» (по состоянию на 2021 год) не имела. Данная ситуация с инвентаризацией так описана в письме Управления жилищного и коммунального хозяйства Администрации Екатеринбурга от 5 марта 2021 года:

В настоящее время территория кладбища «Татаро-Башкирское» является закрытой, то есть захоронение традиционным способом (процесс помещения гроба с телом усопшего в землю) на территории кладбища не осуществляется в связи с тем, что свободные территории отсутствуют. Кремация, с дальнейшим урновым захоронением противоречит мусульманской традиции.

С момента создания Учреждения захоронения на кладбище «Татаро-Башкирское» не производились, в связи с чем учет захоронений на указанном кладбище не осуществляется.
Кладбищенская металлическая ограда охватывает некрополь частично — со стороны улицы Репина (с оборудованными входом и въездом). Со стороны Васькиной горки имеется участок бетонной ограды кладбища с проходом. От коммерческих организаций кладбище отделено глухим бетонным забором. По состоянию на июль 2020 года часть ограды была утрачена. На кладбище (по состоянию на 2020 год) не было контейнерных площадок и инженерных коммуникаций (в том числе подведенного электроснабжения).

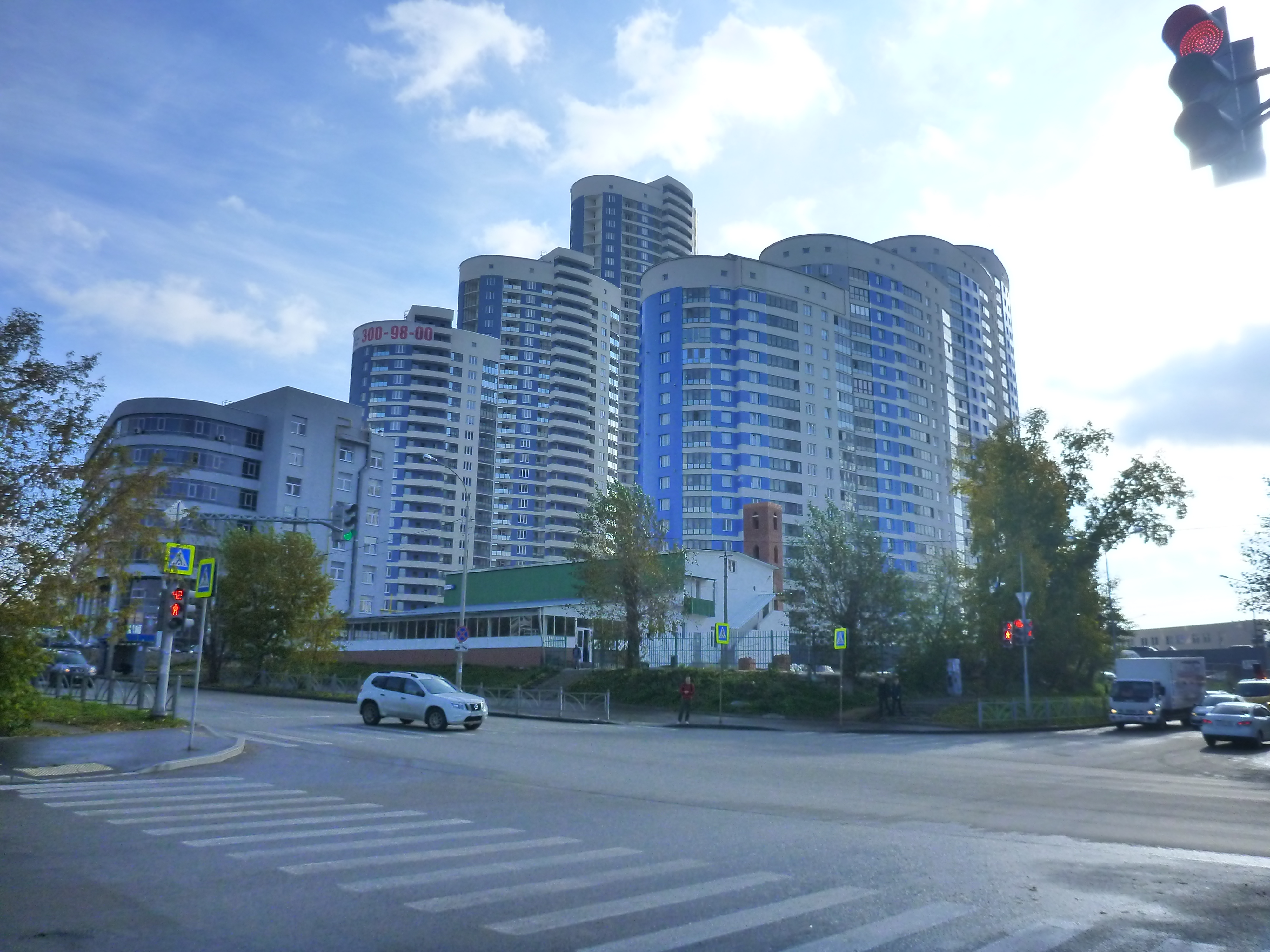
Мечеть имени Абу Ханифы. За ней два ряда многоэтажных домов, за которыми расположено Татаро-Башкирское кладбище

Постоянных сотрудников и административных построек на кладбище нет. Нет также торговых точек и культовых сооружений. Впрочем через Васькину горку от кладбища расположена действующая мечеть, перестроенная из советского кинотеатра «Комсомолец». Между мечетью и территорией кладбища расположены два ряда построенных в 2010-е годы многоэтажных жилых домов.

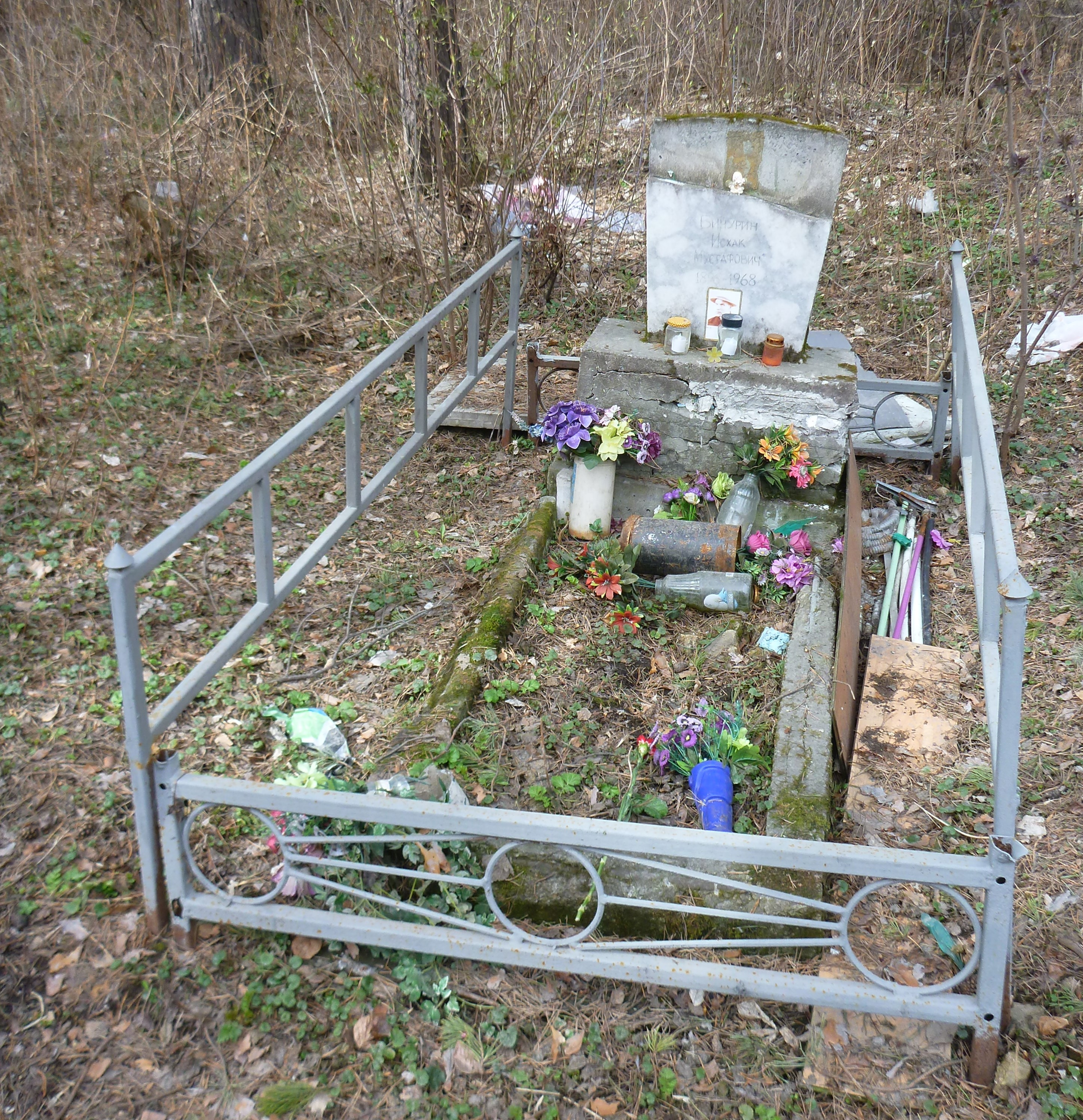
Лампадка и цветы на одном из захоронений. Фото 2021 года

У кладбища нет четкого деления на сектора. Однако в старой части кладбища расположен "каменный квадрат" - группа надгробий, огороженная невысокой оградой из дикого камня. Кроме того, на кладбище имеются две дорожки с твердым покрытием: одна (создана в 2020 году) ведет к обелиску павшим советским воинам, вторая (создана в 2021 году) ведет к семейному захоронению Агафуровых. Многие надмогильные памятники повреждены или разбиты. Некоторые захоронения посещаемые, на что указывает наличие искусственных цветов, лампадок, детских игрушек и т. п.
Надмогильные памятники на кладбище разной формы:
- Пирамидки — как высеченные из камня, так и сваренные из металлических конструкций (последние в основном, послевоенного периода);
- Плиты с закругленным навершием — сделанные из специальной смеси, а также высеченные из камня. Плиты в основном довоенного периода, но есть плиты 1960-х годов;
- Стандартные памятники-доски с цветником и прямым навершием — 1960-х годов (в небольшом количестве);
- Вертикальные плиты;
- Иные.

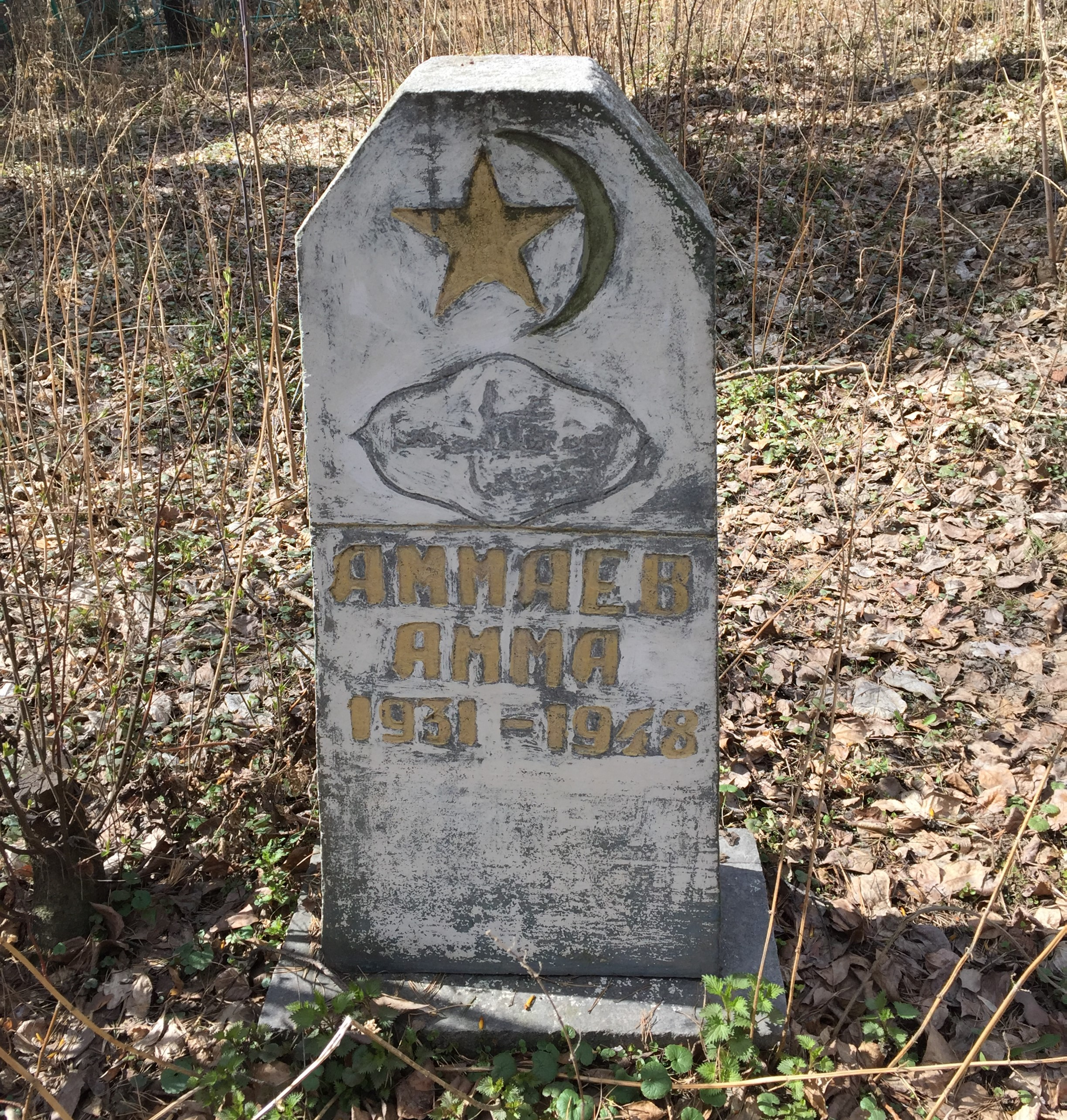
Надгробие Аммаева 1948 года со звездополумесяцем и дублированием арабской надписи русской

Надписи на памятниках сделаны на русском и на татарском языках (как на тюрки, так и на татарской кириллице). На некоторых памятниках есть дублирование на двух языках. На отдельных надгробиях есть арабские цитаты из Корана. Многие памятники (в основном довоенного периода) без фотографий.
Религиозные символы присутствуют на памятниках (включая надгробия 1960-х годов). Вместе с тем есть надгробия (преимущественно послевоенного периода) без религиозной символики. Встречаются сочетания религиозной символики и советских символов — например, соединение пятиконечной звезды и полумесяца. На нескольких памятниках имеется изображение православного креста.

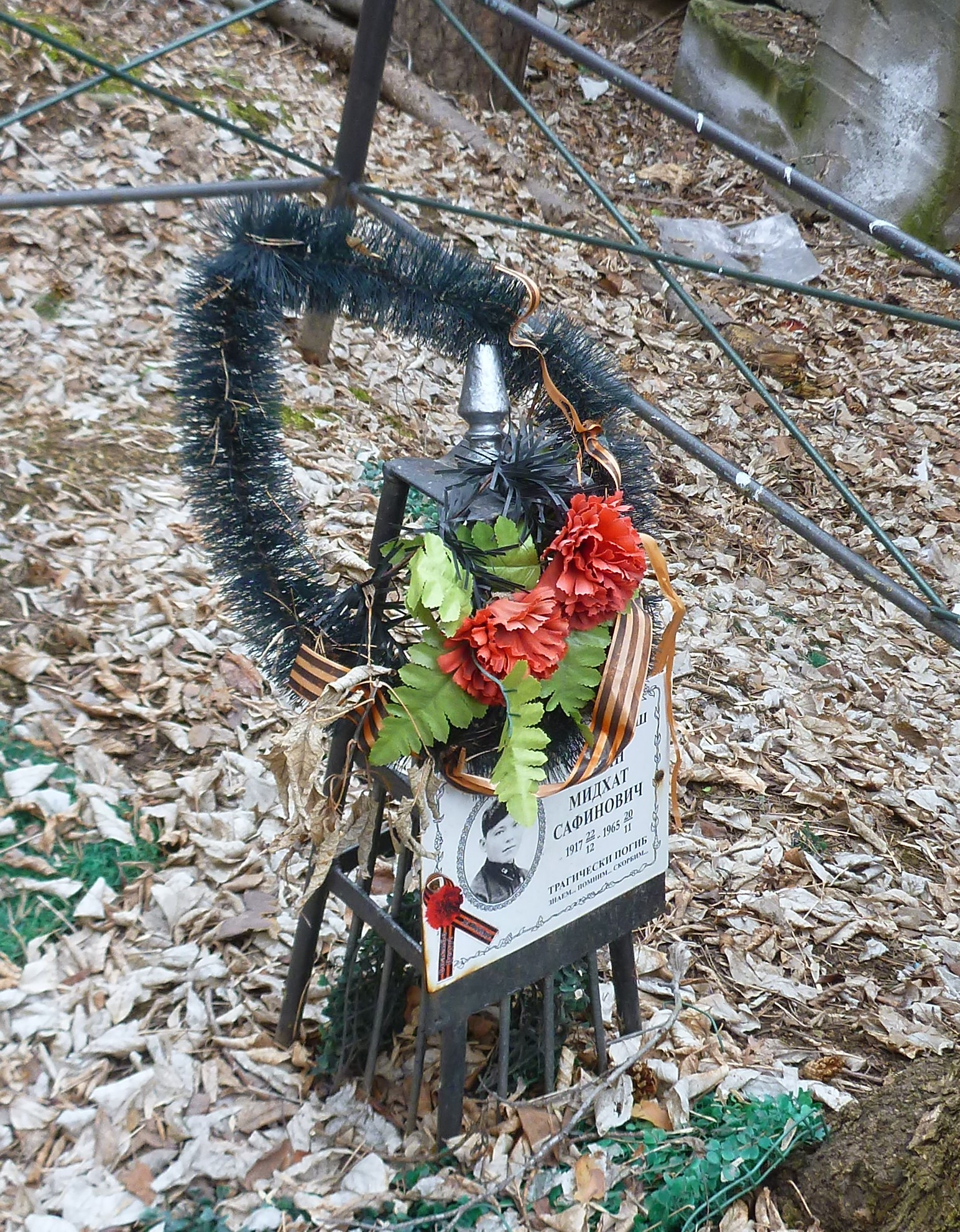
Георгиевская ленточка на захоронении погибшего в 1965 году капитана СМЕРШ Мидхата Сафина, фото 2021 года

На ограде кладбища (по состоянию на 2021 год) размещены баннеры об известных советских воинах, которые были мусульманами по рождению. Кроме того, на некоторых надмогильных памятниках (по состоянию на 2021 год размещены георгиевские ленточки.

Надгробные памятники Татаро-Башкирского кладбища
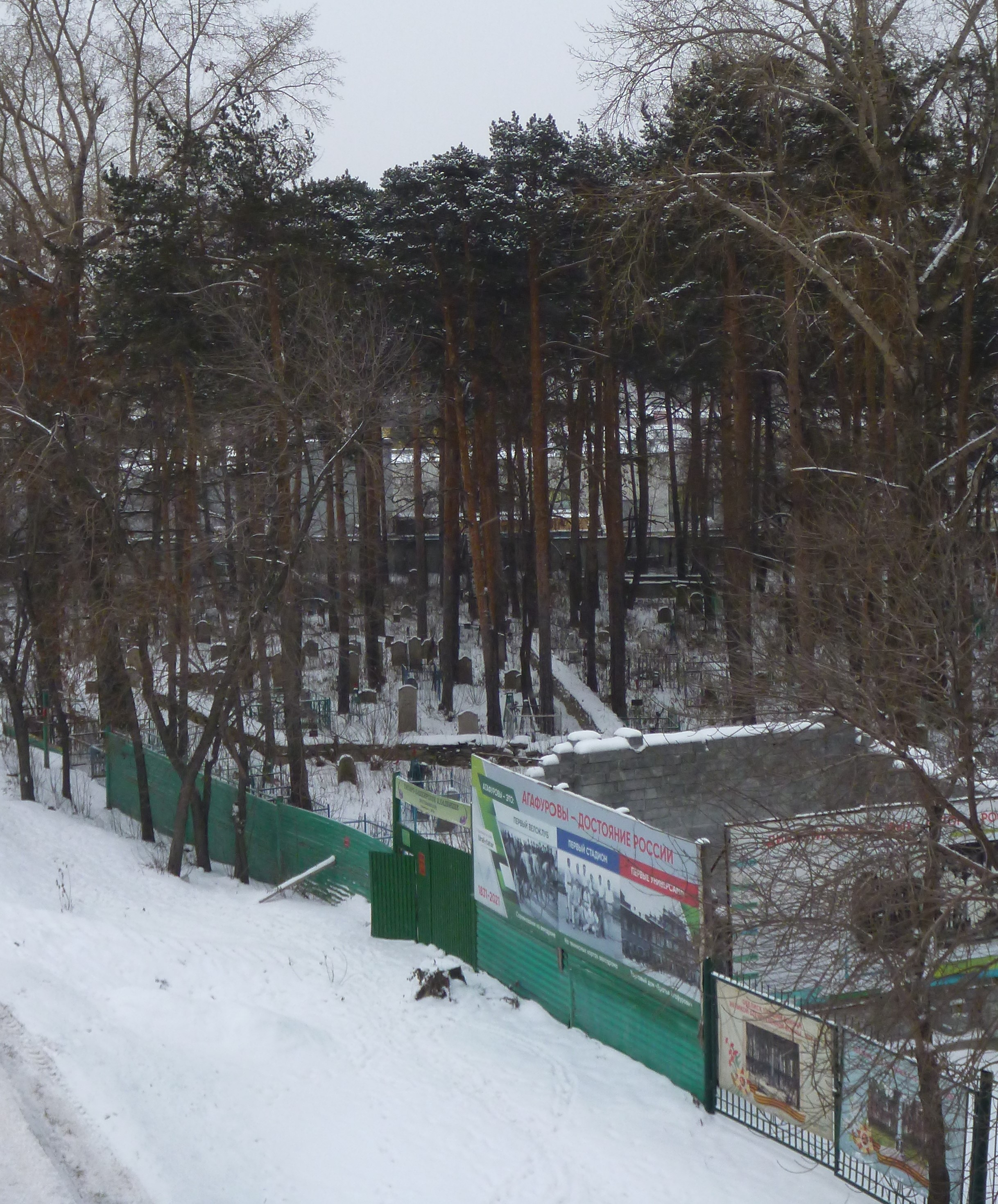
«Каменный квадрат» Татаро-Башкирского кладбища. Это сектор кладбища, огороженный частично оградой из дикого камня. Фото 27 декабря 2020 года
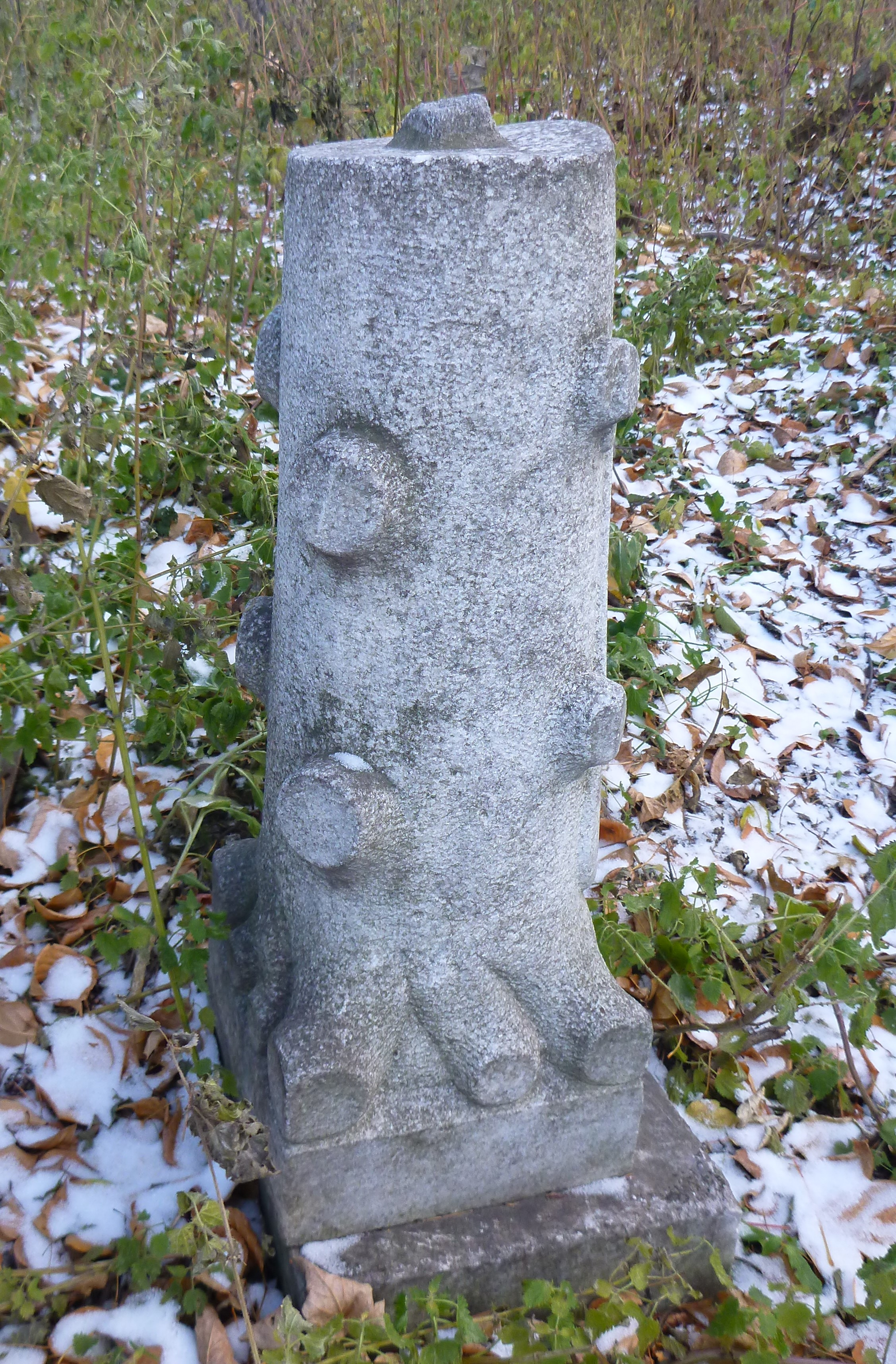
Памятник Гали Каримову (умер в 1929 году) в виде дерева с отрубленными ветвями и корнями
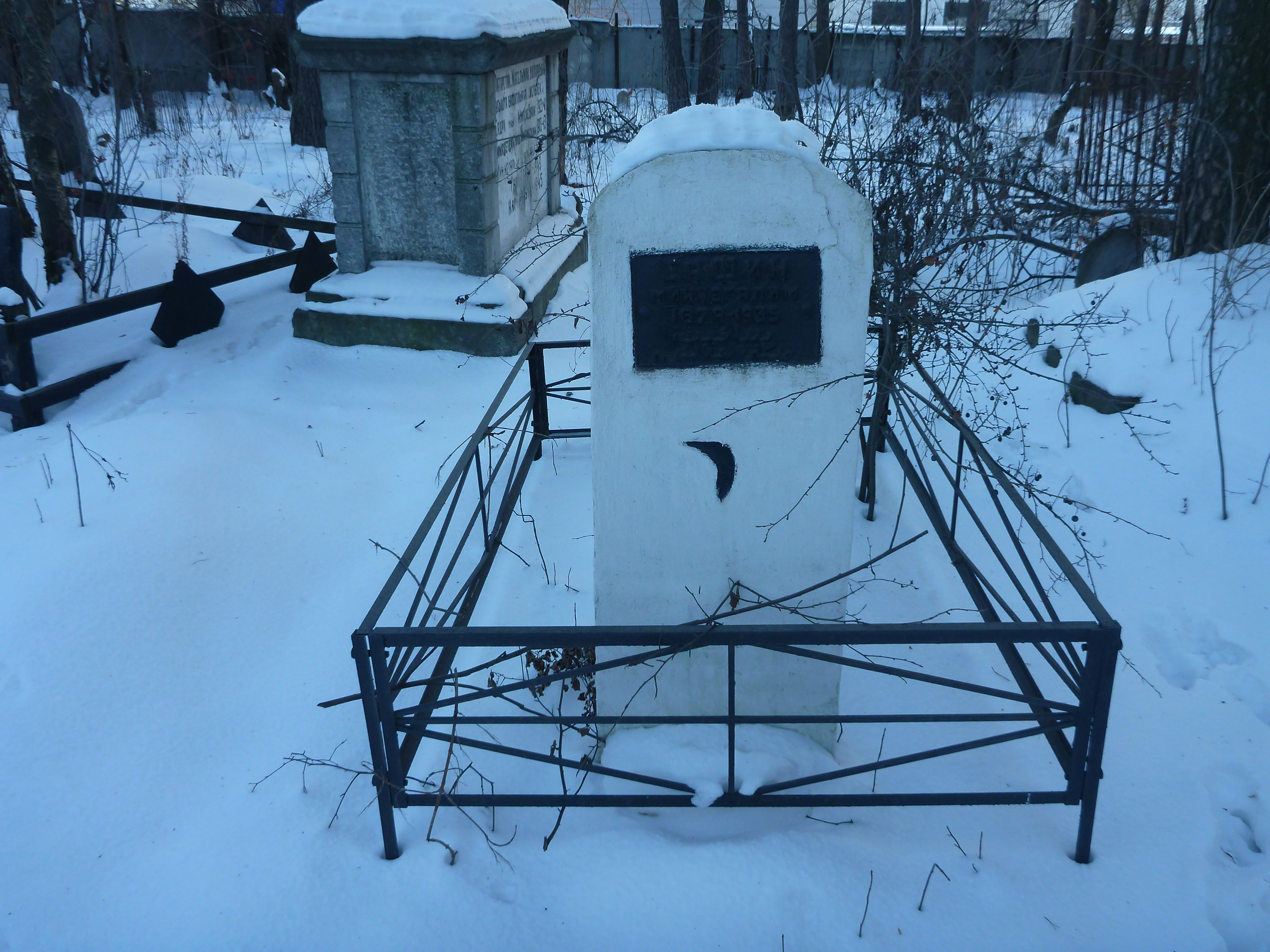
Дублирование надписи на надмогильном памятнике умершего в 1935 году на арабице и кириллице
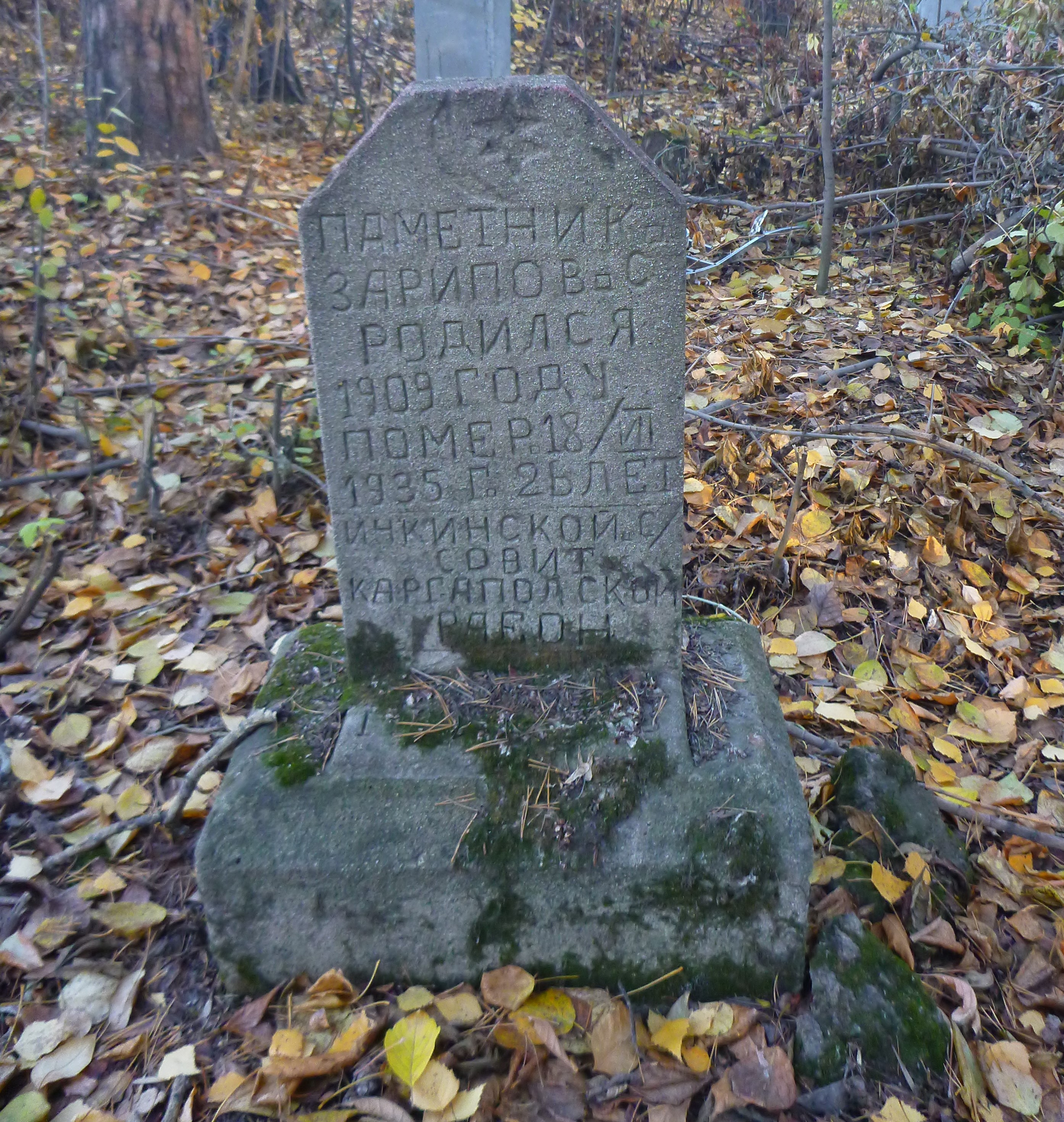
Памятник умершему в 1935 году с неграмотной надпись на русском языке
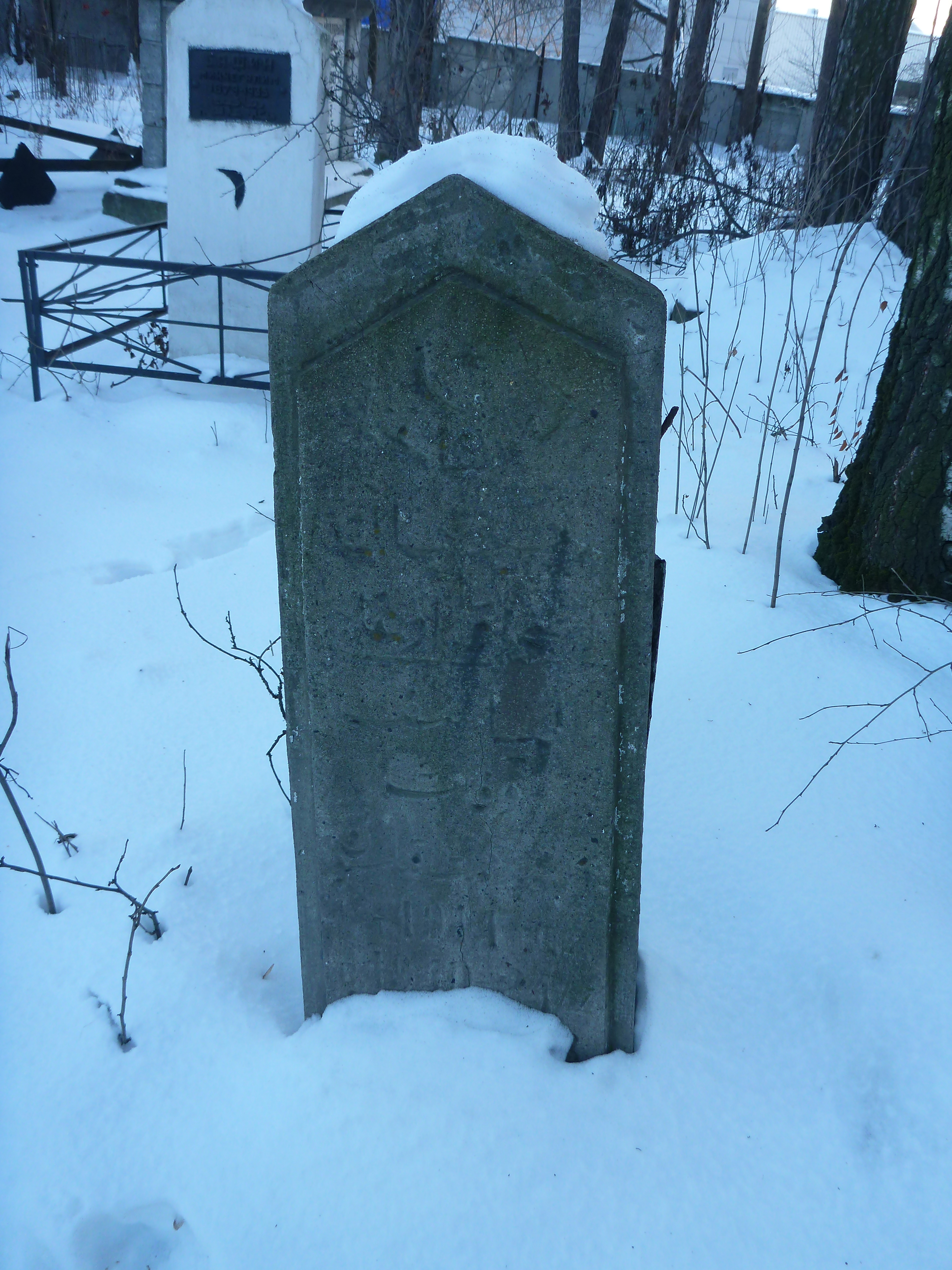
Соединение на памятнике умершему в 1940 году разных надписей: арабский текст, арабские и римские цифры
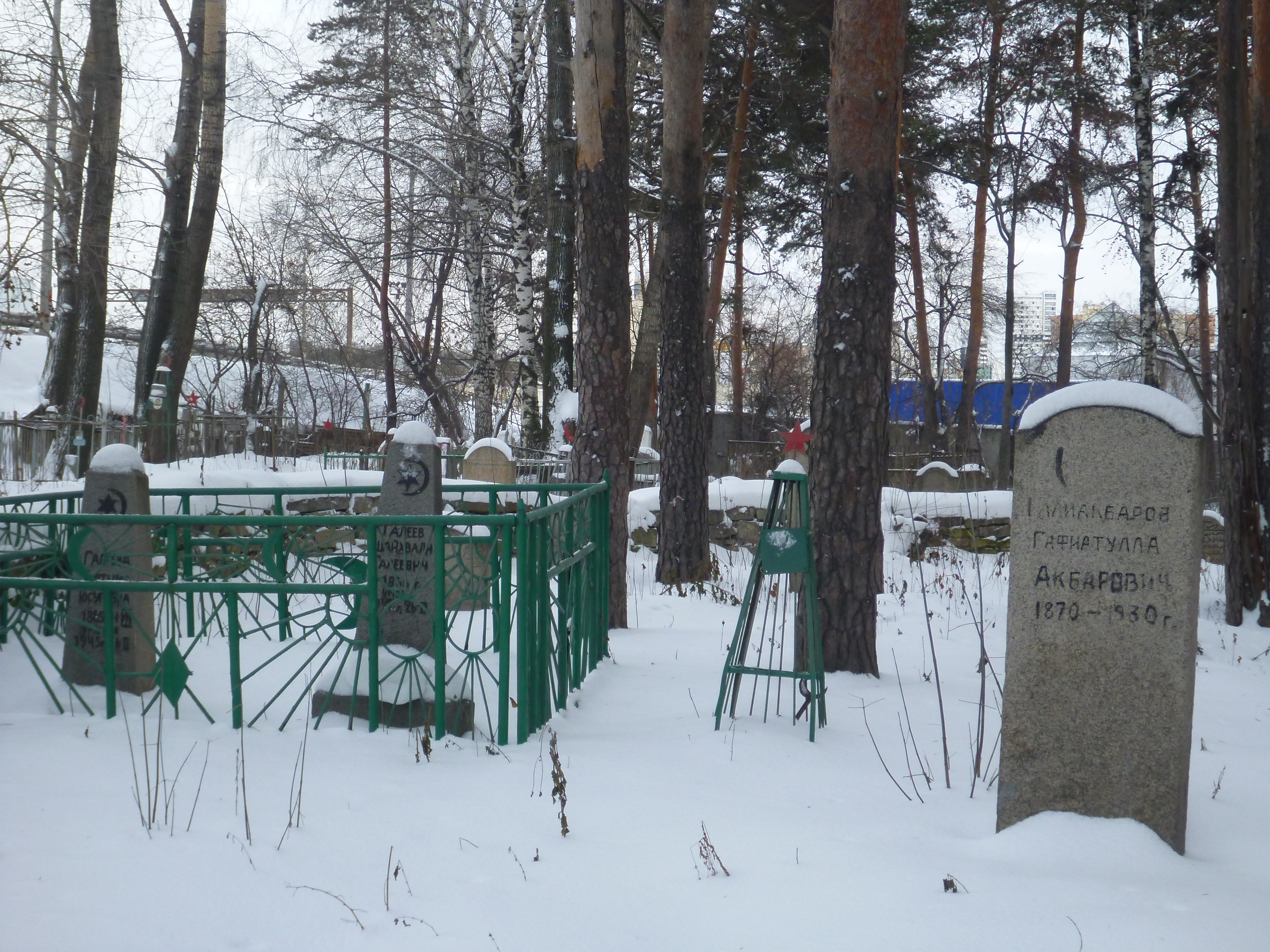
Русифицированные памятники умершим в 1930 и 1945 годах
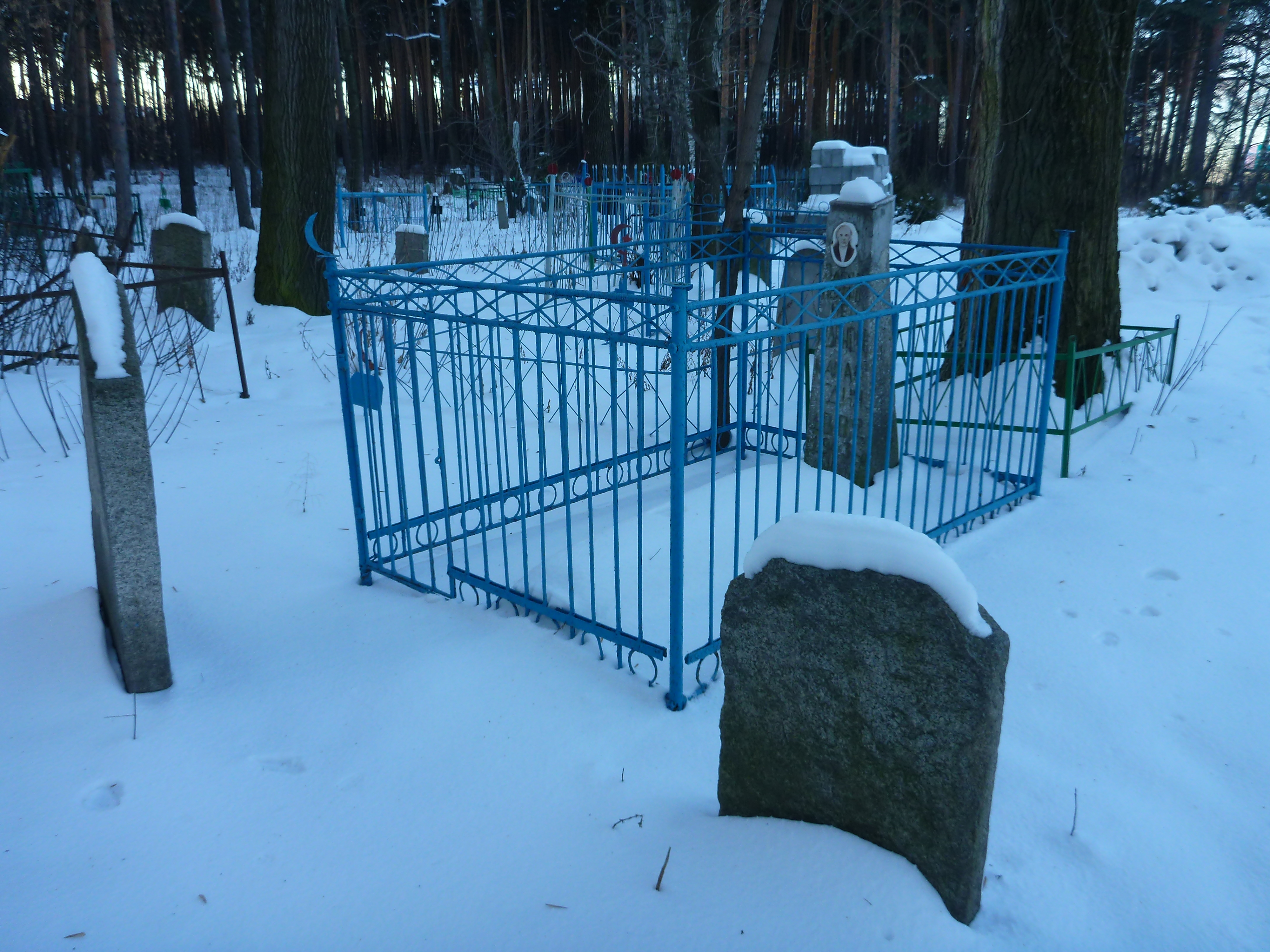
Секуляризованная могила умершего в 1943 году: появилась фотография
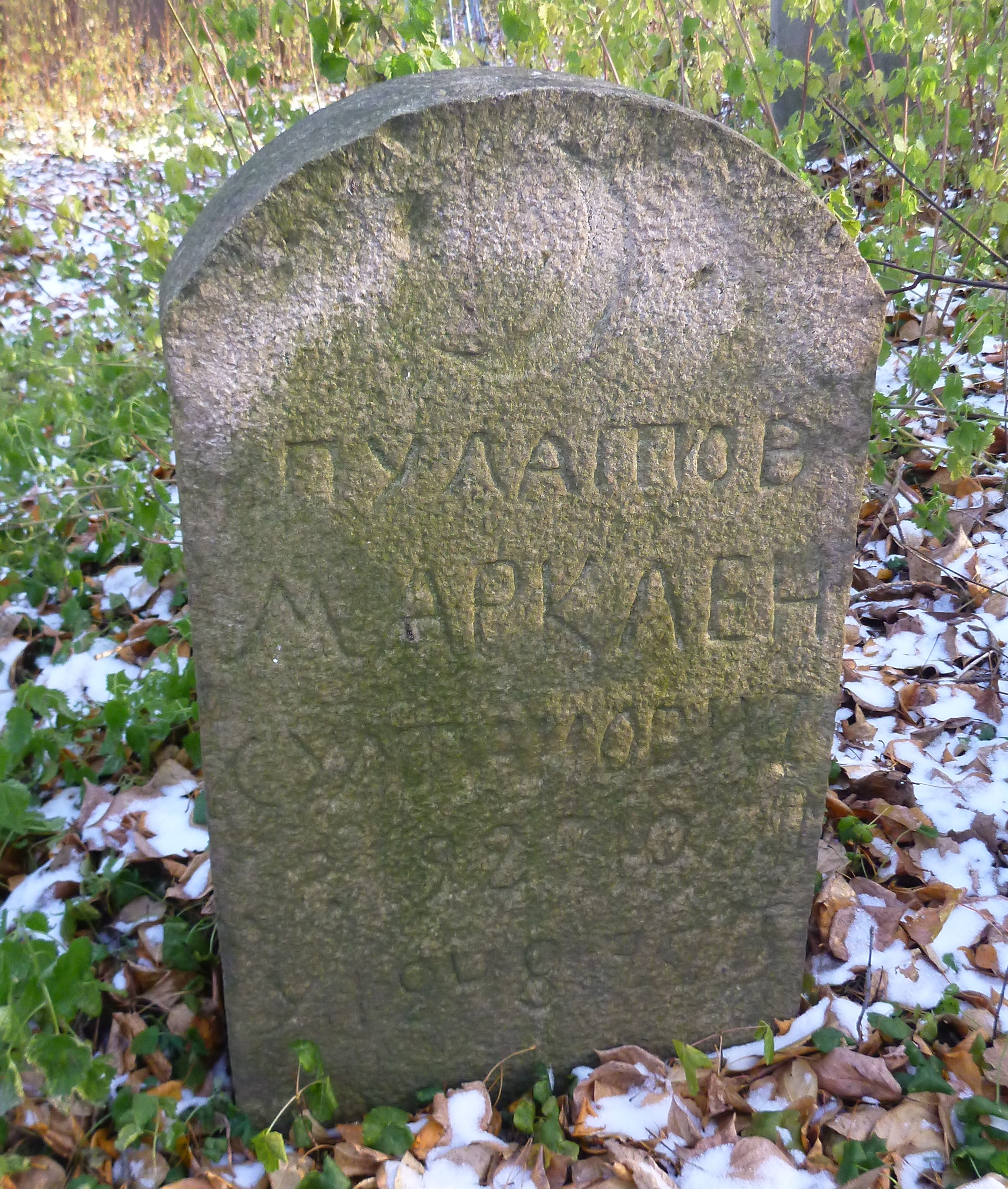
Надгробие умершего в 1948 году мусульманина 1925 года рождения с советским именем Марклен. Надпись на надгробии русская, но присутствует полумесяц
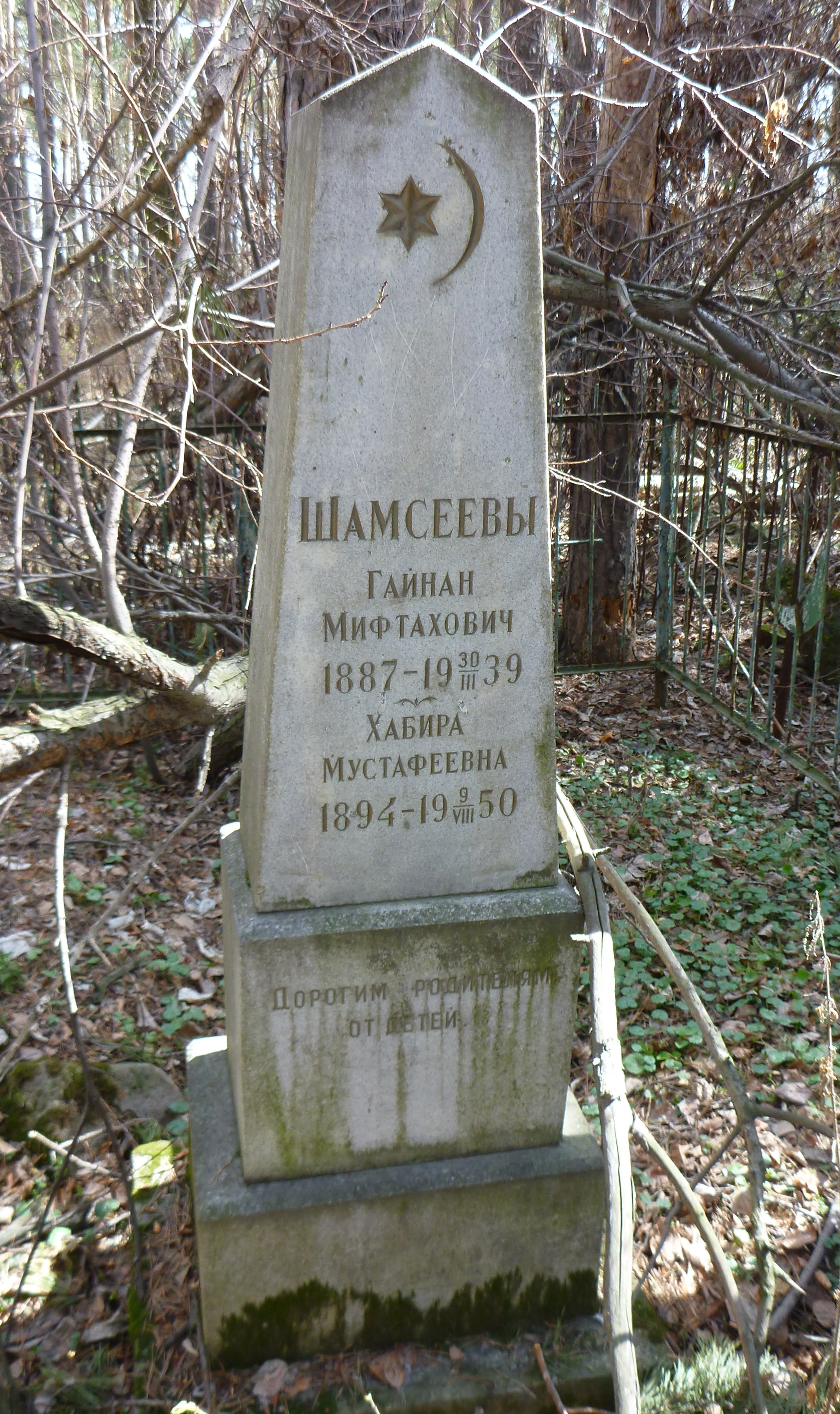
Семейное захоронение мужа и жены Шамсеевых (1950 год)
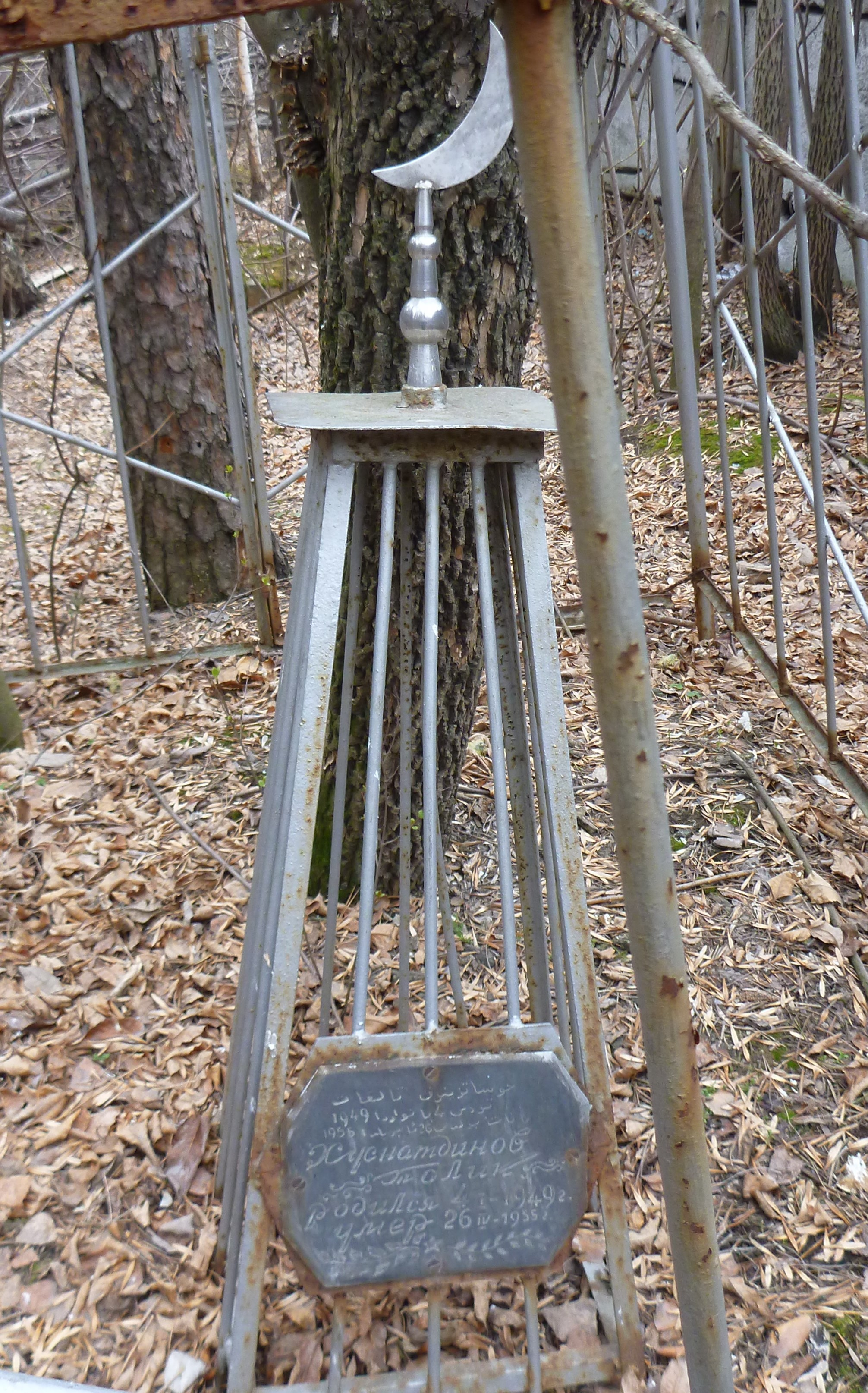
Детское захоронение Толика Хуснатдинова с полумесяцем и надписью на кириллицей, продублированной арабицей
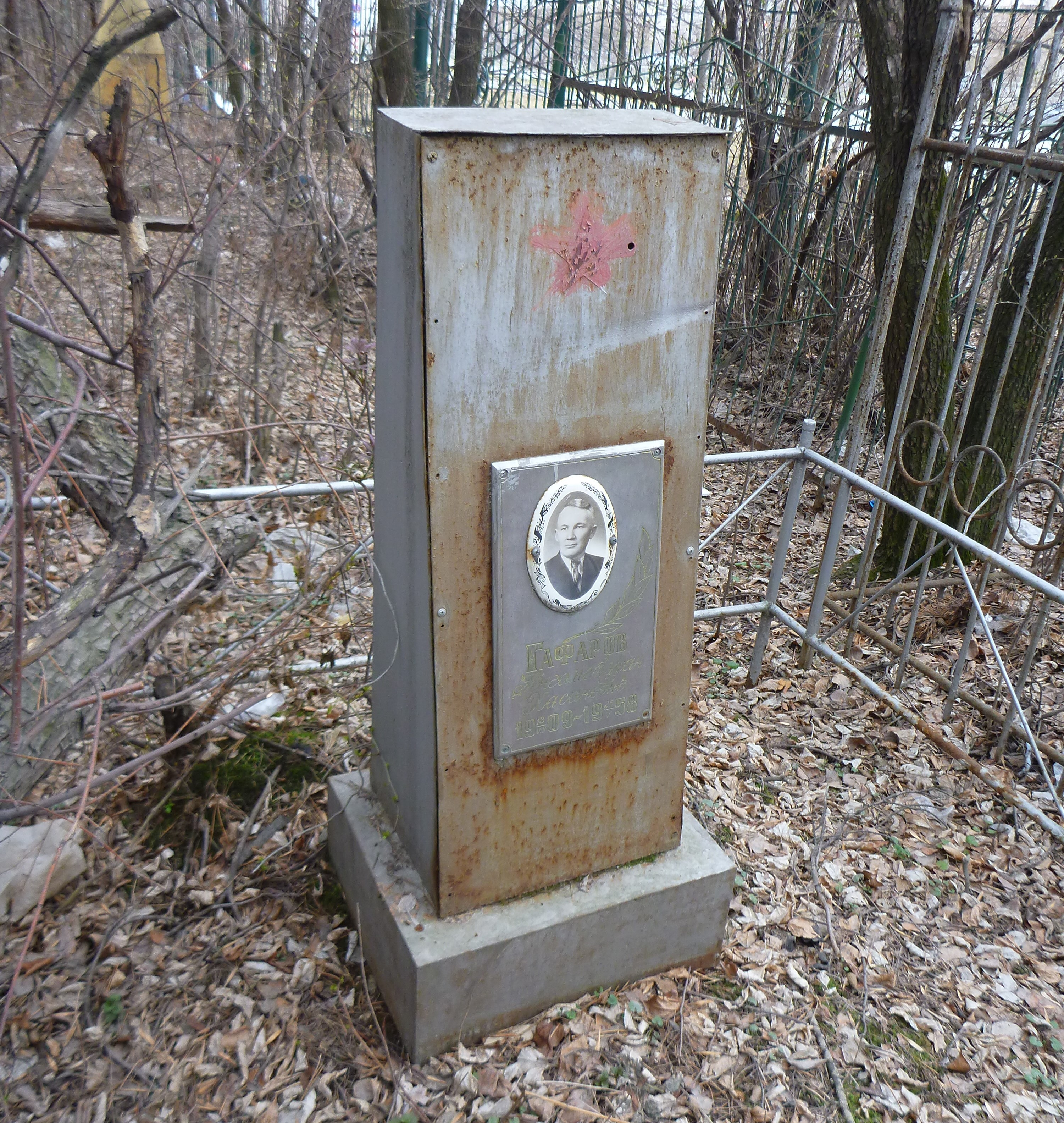
Полностью секулярное и русифицированное захоронение Гафарова, 1958 год
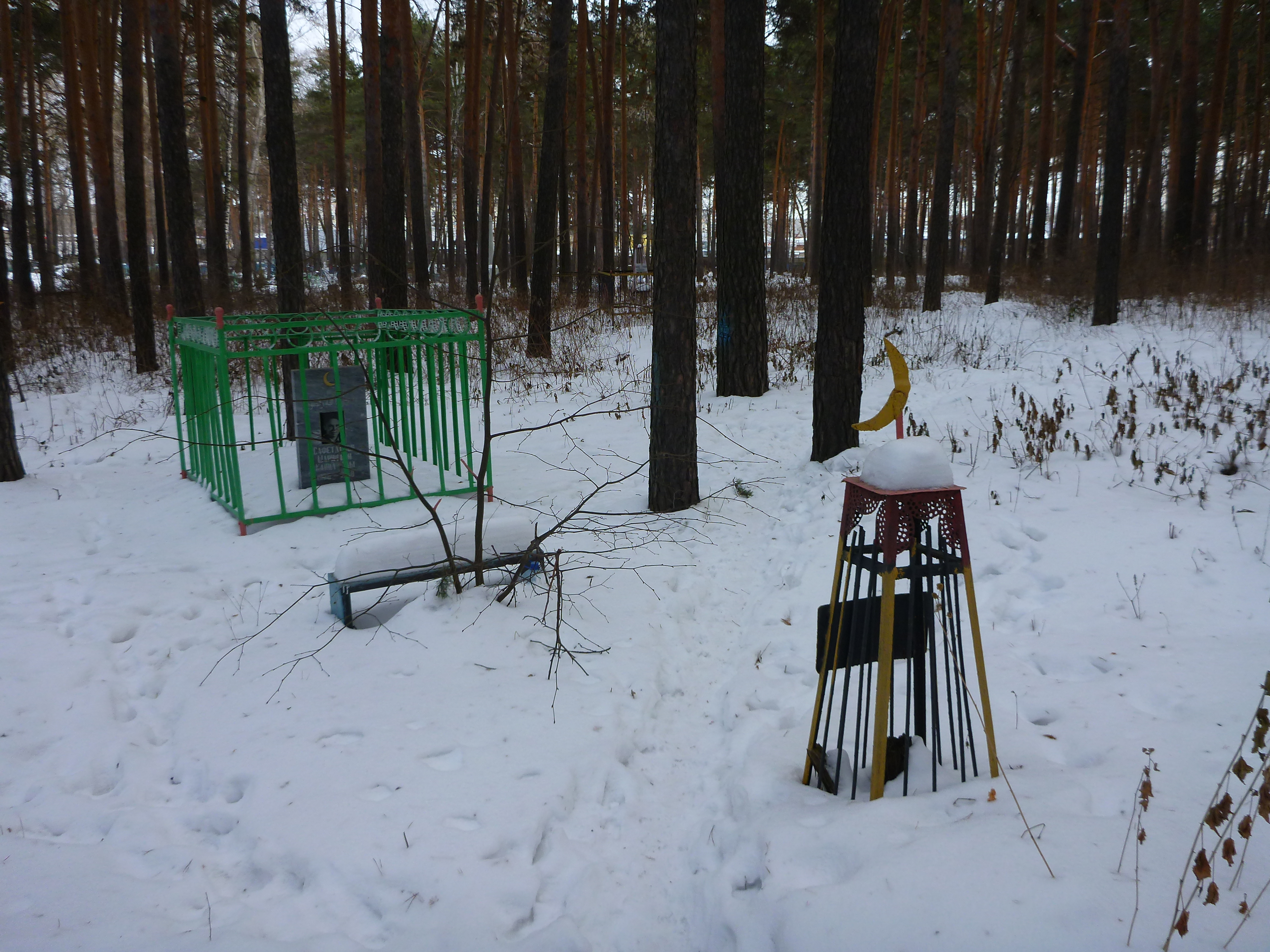
Могила умершего в 1958 году: типовой советский памятник, но с полумесяцем и с надписями как на арабице, так и на кириллице. Соседнее надгробие повёрнуто в противоположную сторону
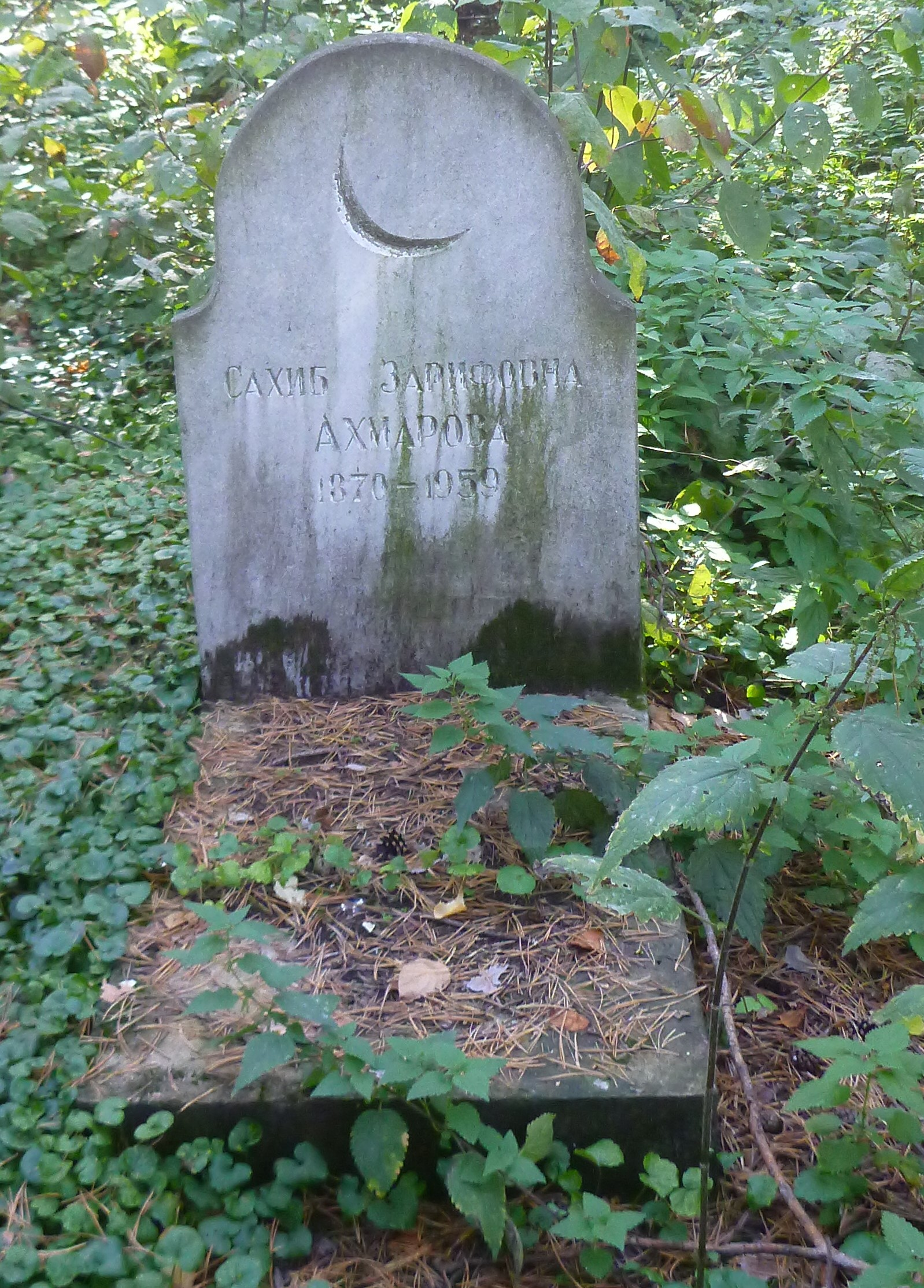
Захоронение старой мусульманки, родившейся в 1870 году и умершей в 1959 году. Форма надгробия несоветская, есть полумесяц, нет фото. Но надпись русская
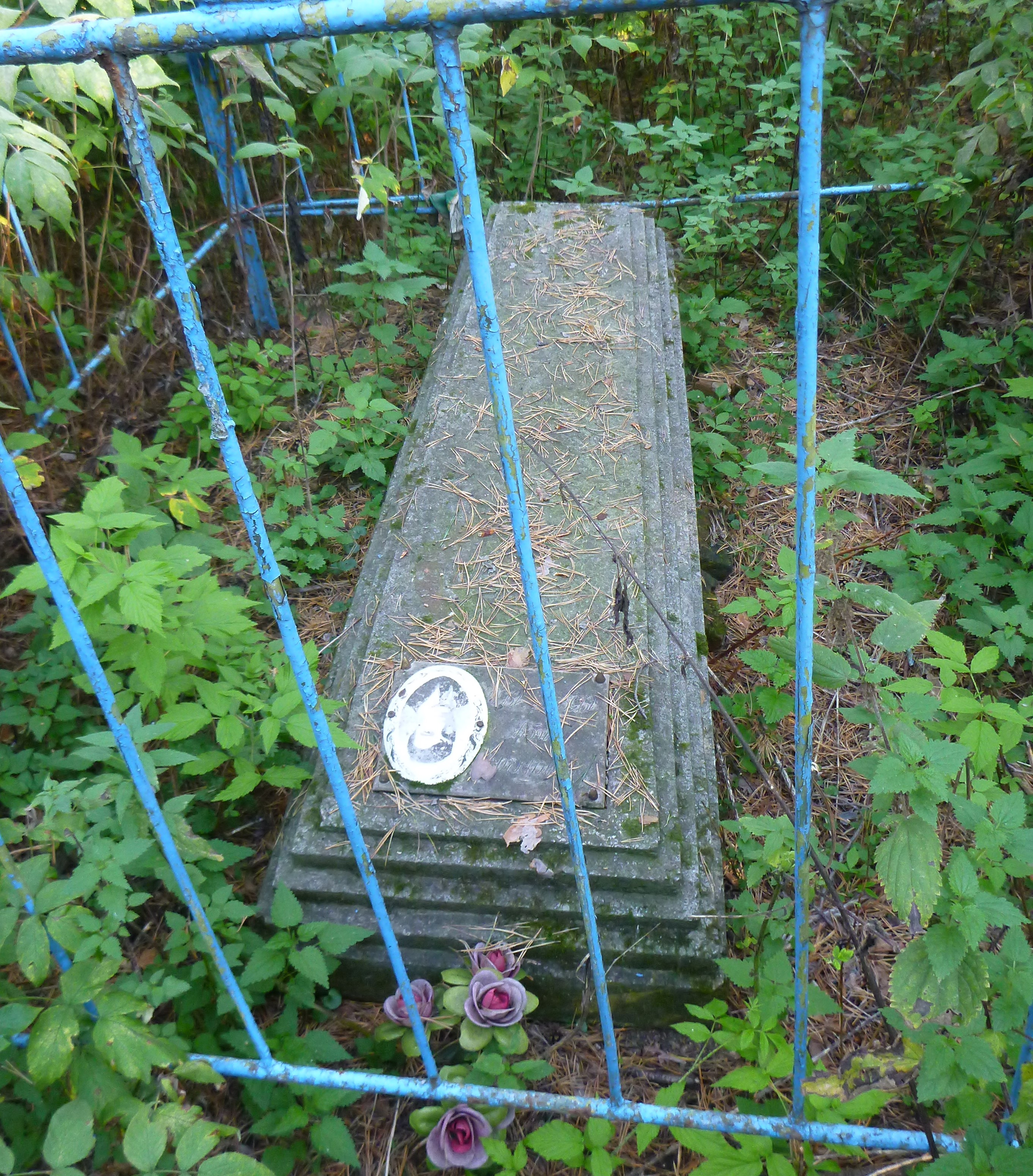
Русифицированное горизонтальное надгробие с фотографией и без религиозной символики мужчины, родившегося в 1959 году
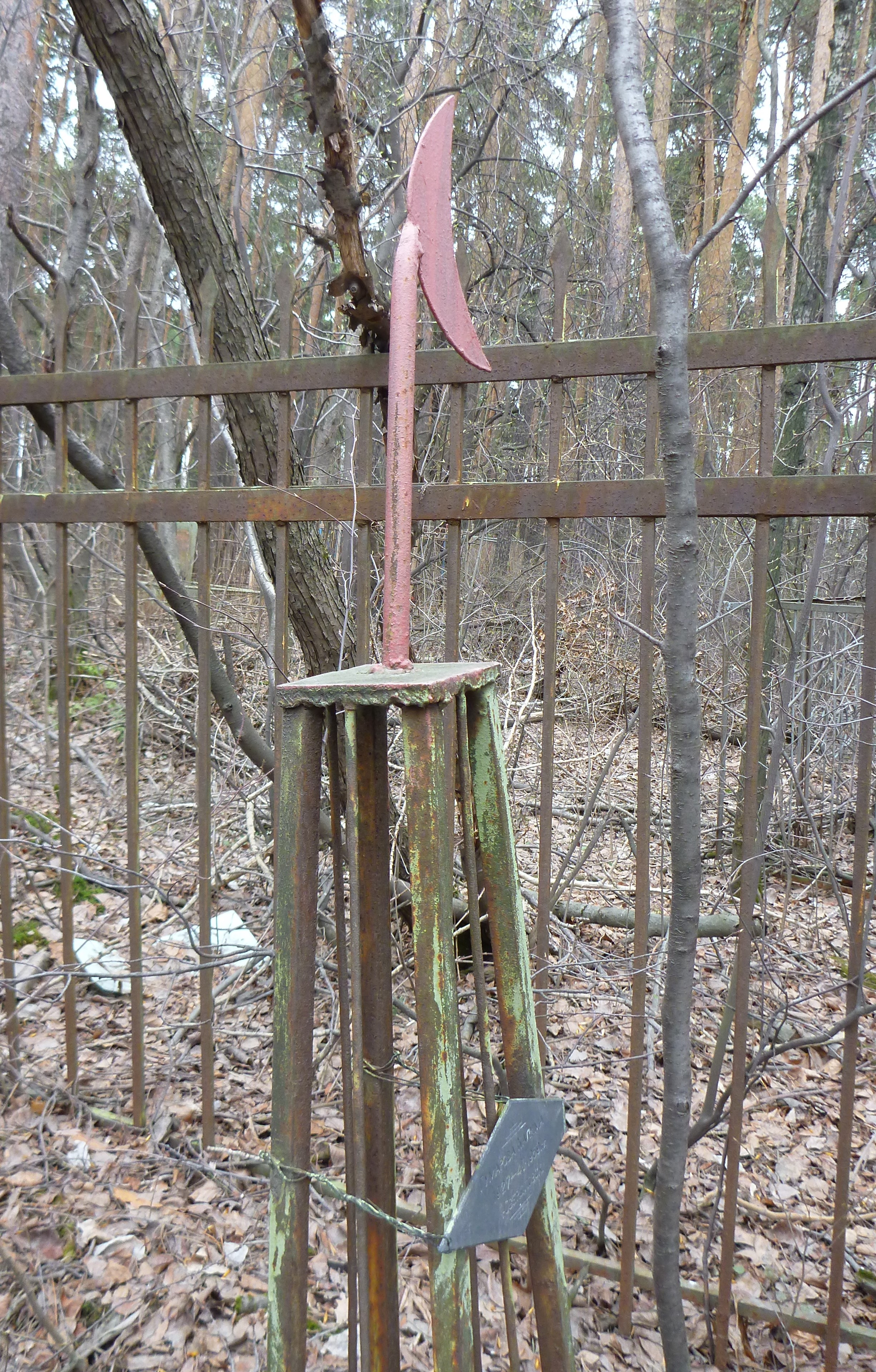
Захоронение Гумаровой 1959 года, видны полумесяц и секулярная табличка
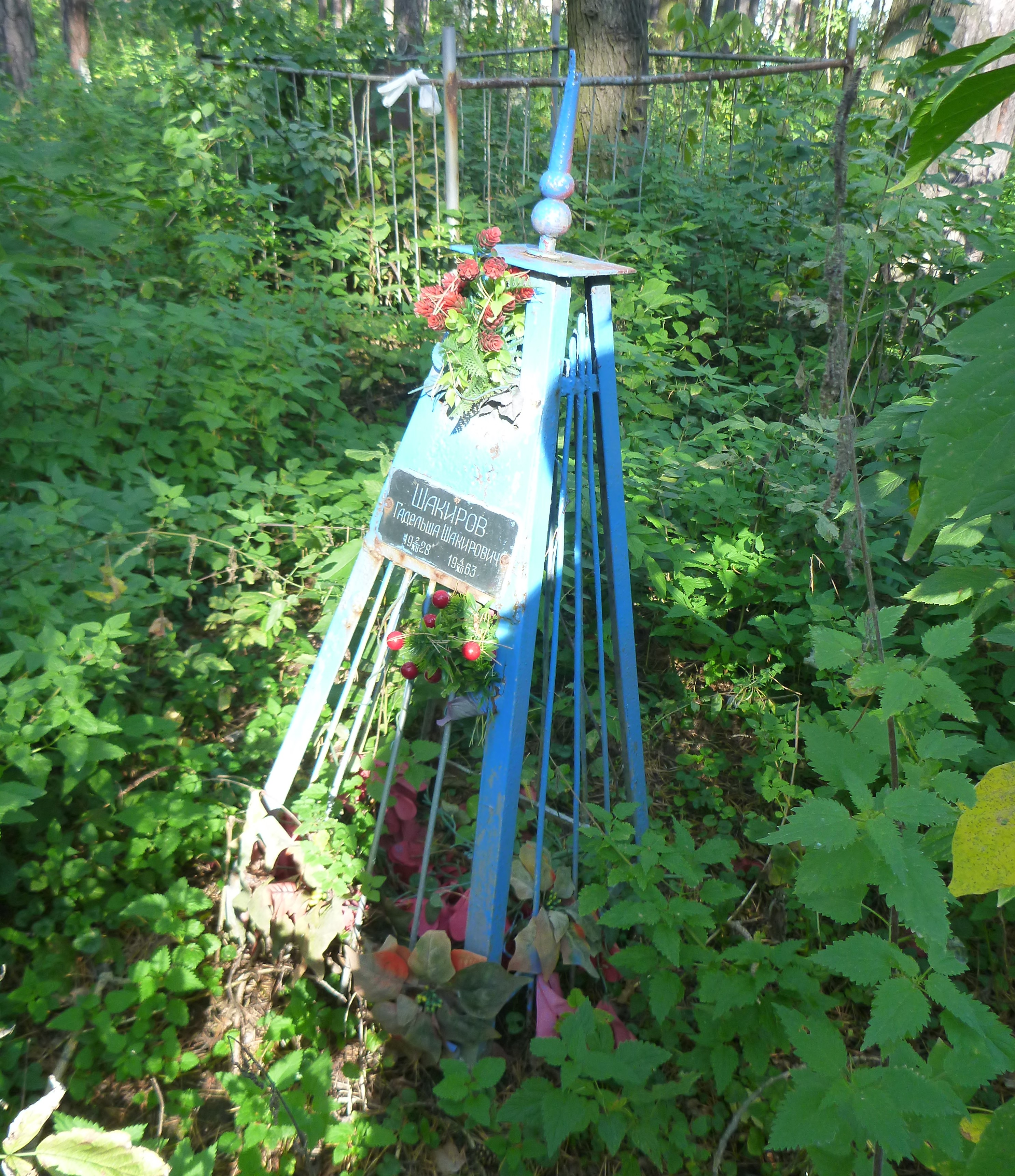
Русифицированное захоронение в форме пирамидки умершего в 1963 году. Религиозной символики нет
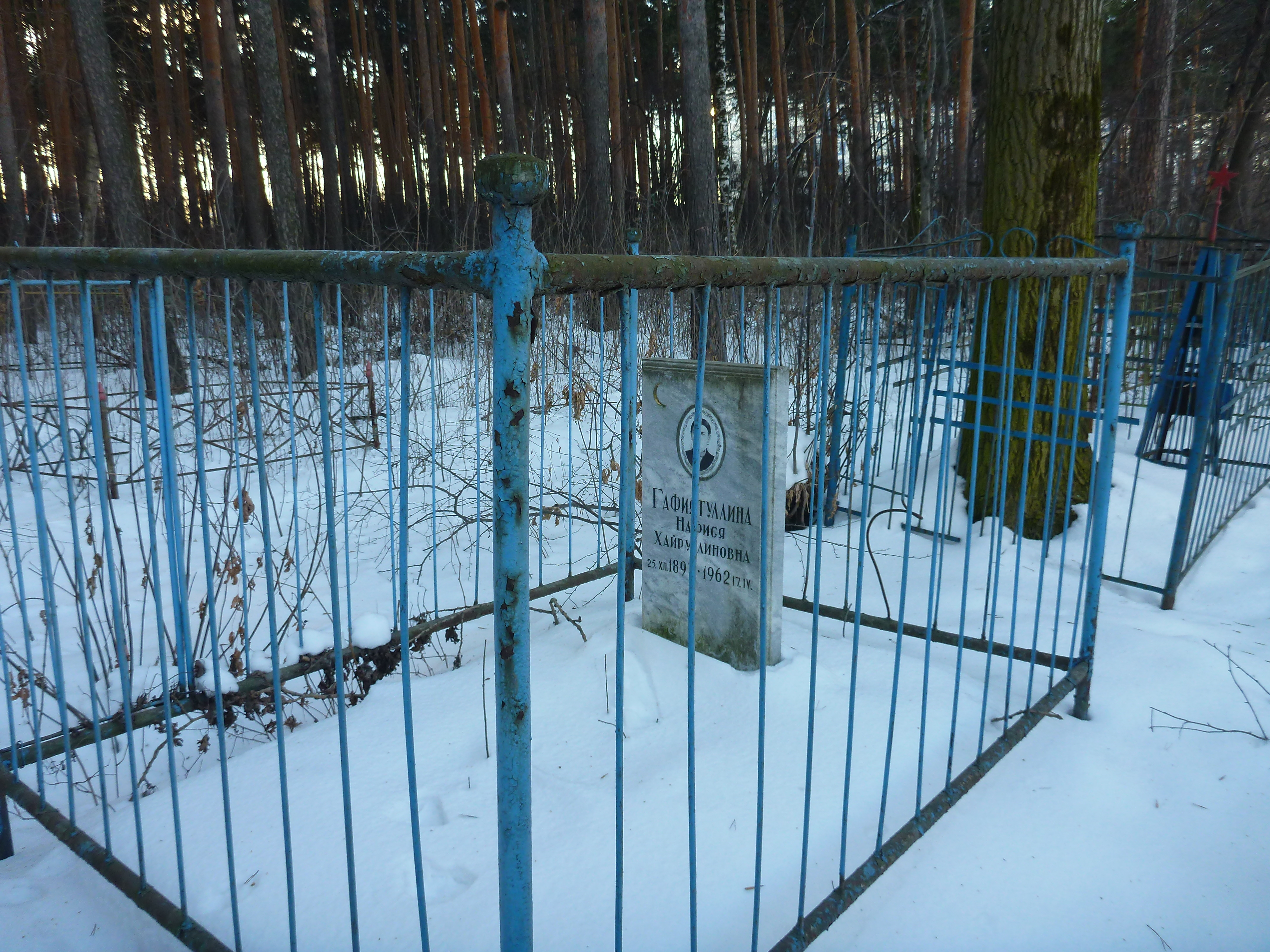
Надгробие умершей в 1962 году: типовой советский послевоенный памятник с фотографией и цветником. Отличается от немусульманских могил изображением полумесяца
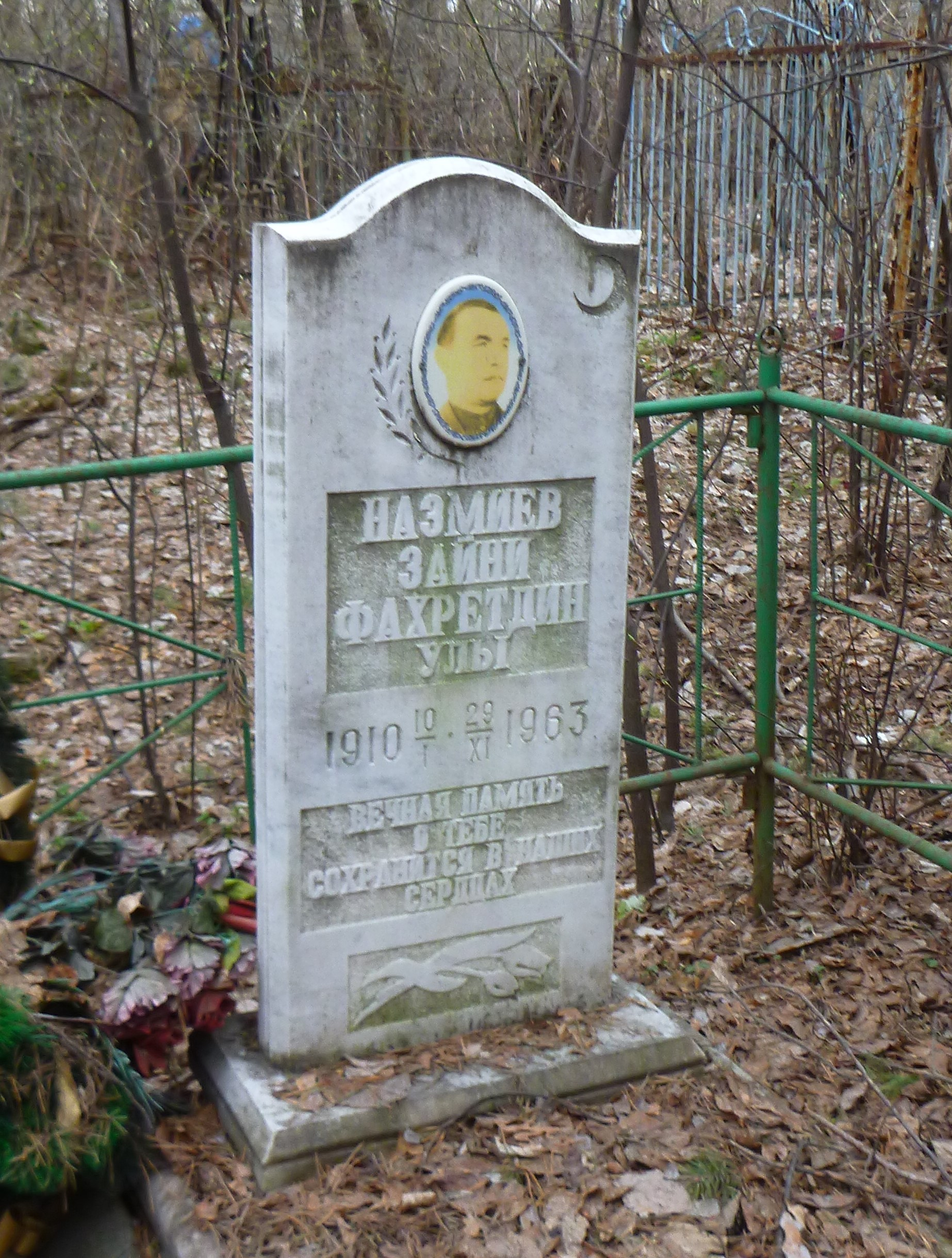
Мужское надгробие Назмиева, 1963 год в виде плиты. Есть полумесяц, но надпись по-русски
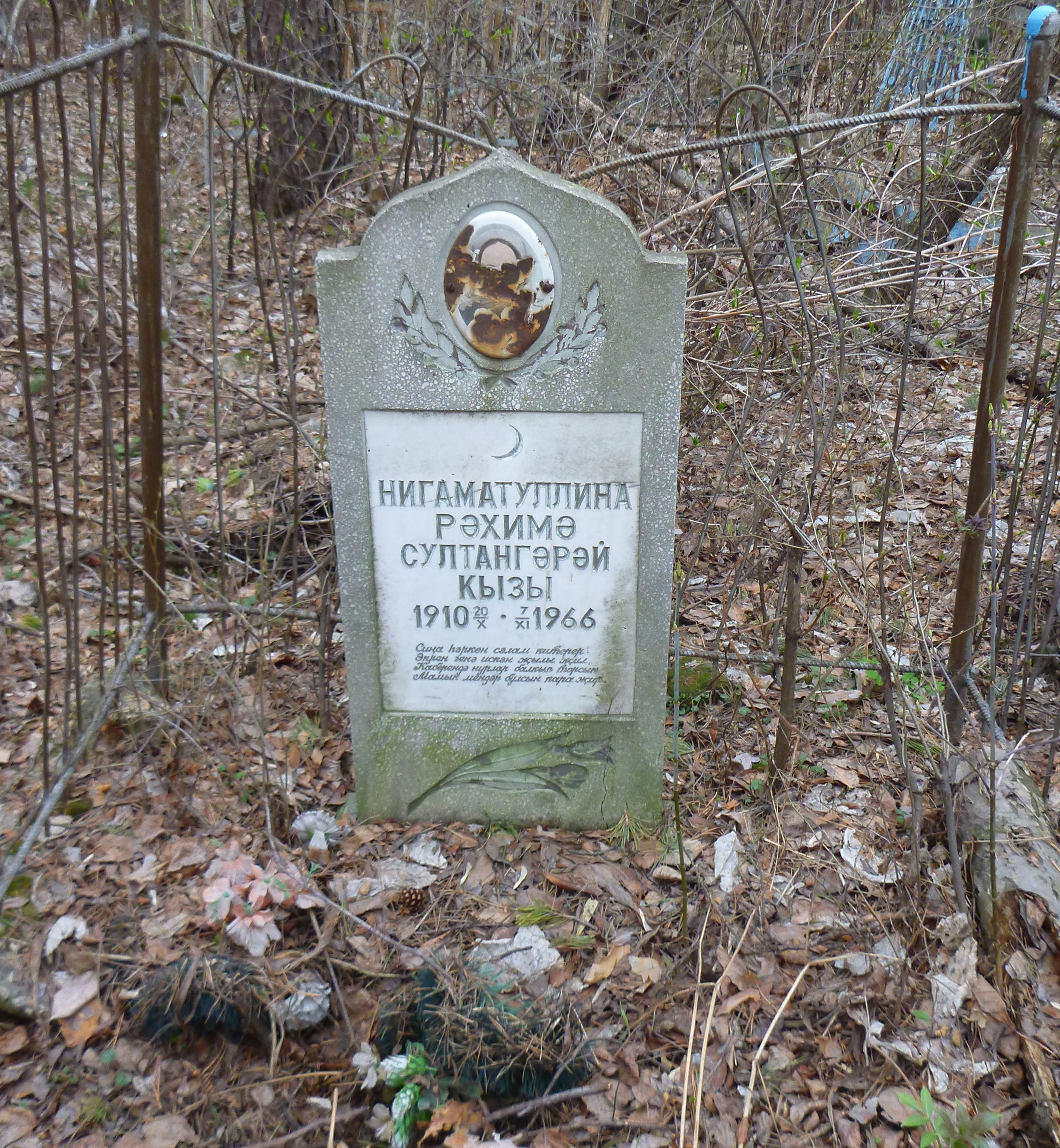
Женское надгробие 1966 года в форме плиты, с полумесяцем, но с надписью кириллицей по-татарски
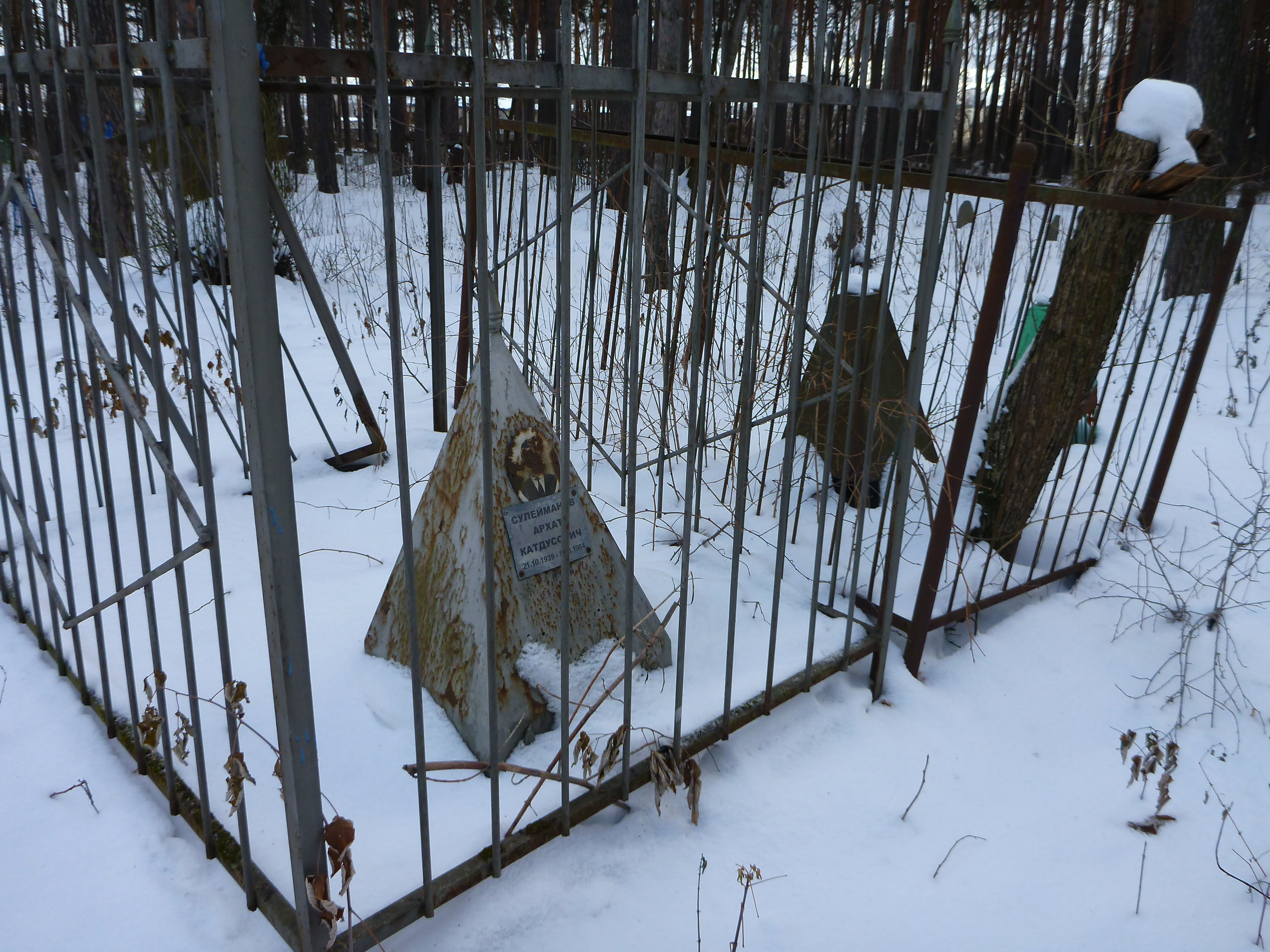
Секуляризированная и русифицированная пирамидка - надгробие умершего в 1964 году
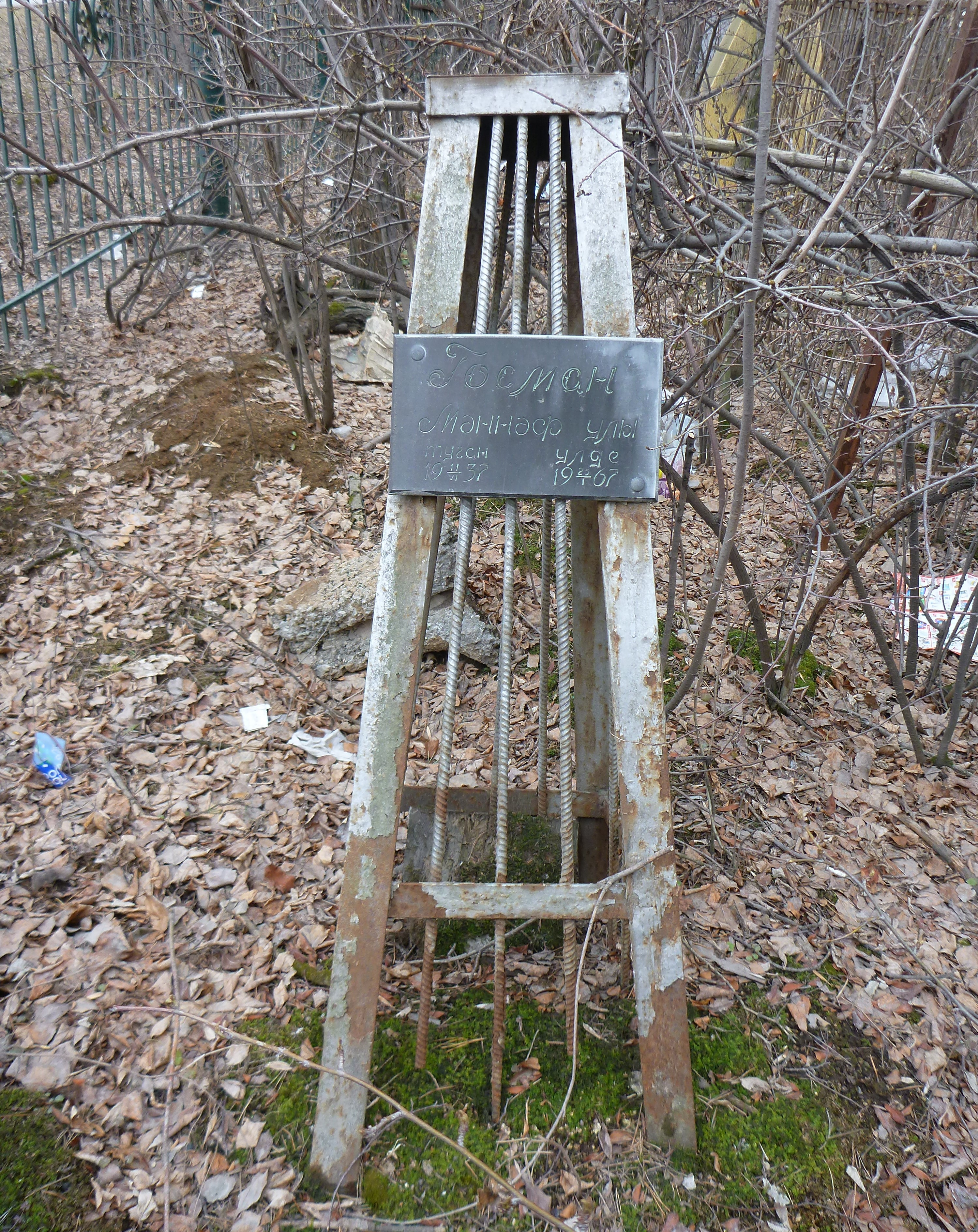
Секулярное захоронение Госман 1967 года, но только с татарской надписью
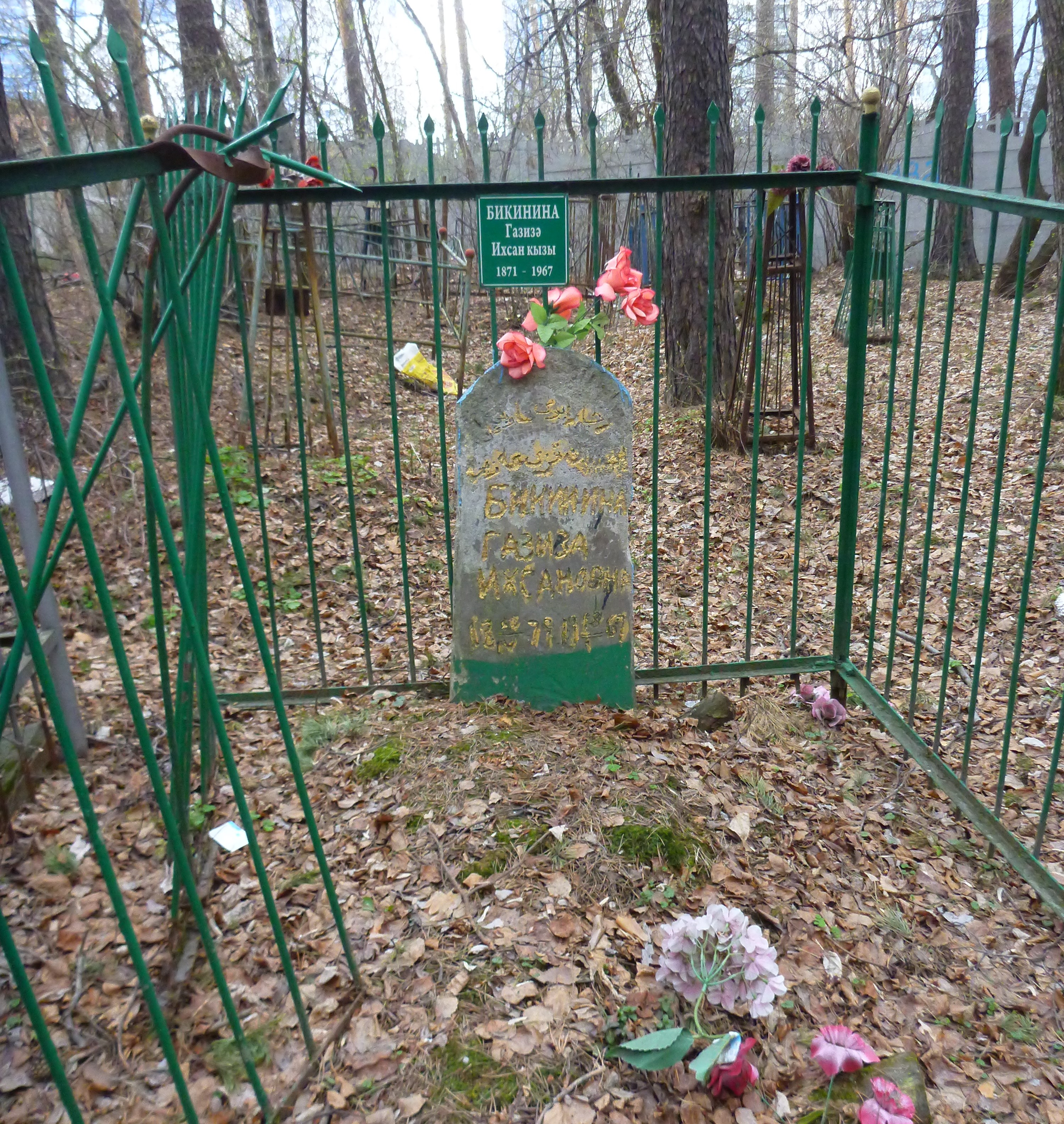
Женское захоронение 1967 года с русской надписью, продублированной арабицей
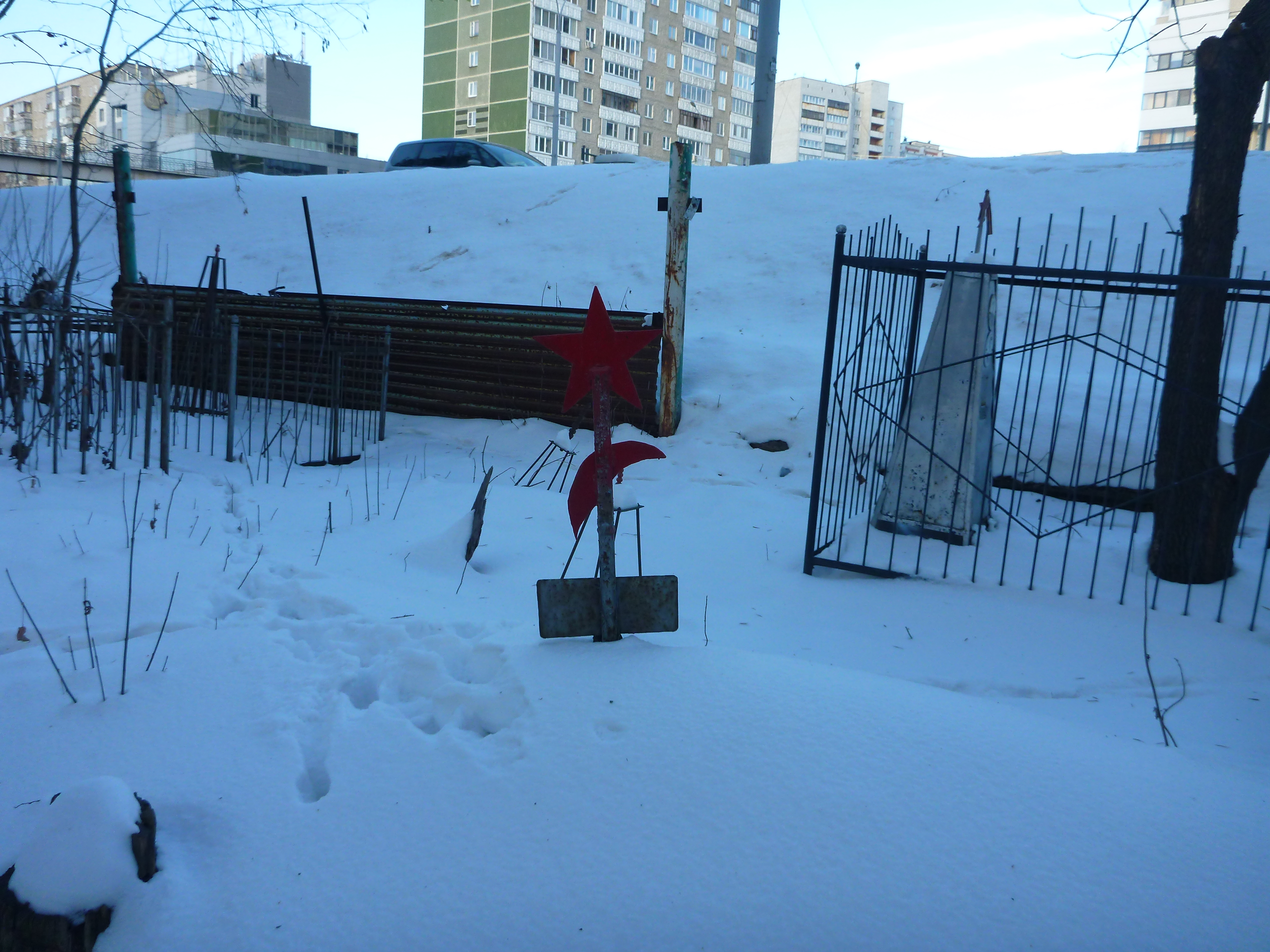
Пятиконечная звезда над полумесяцем
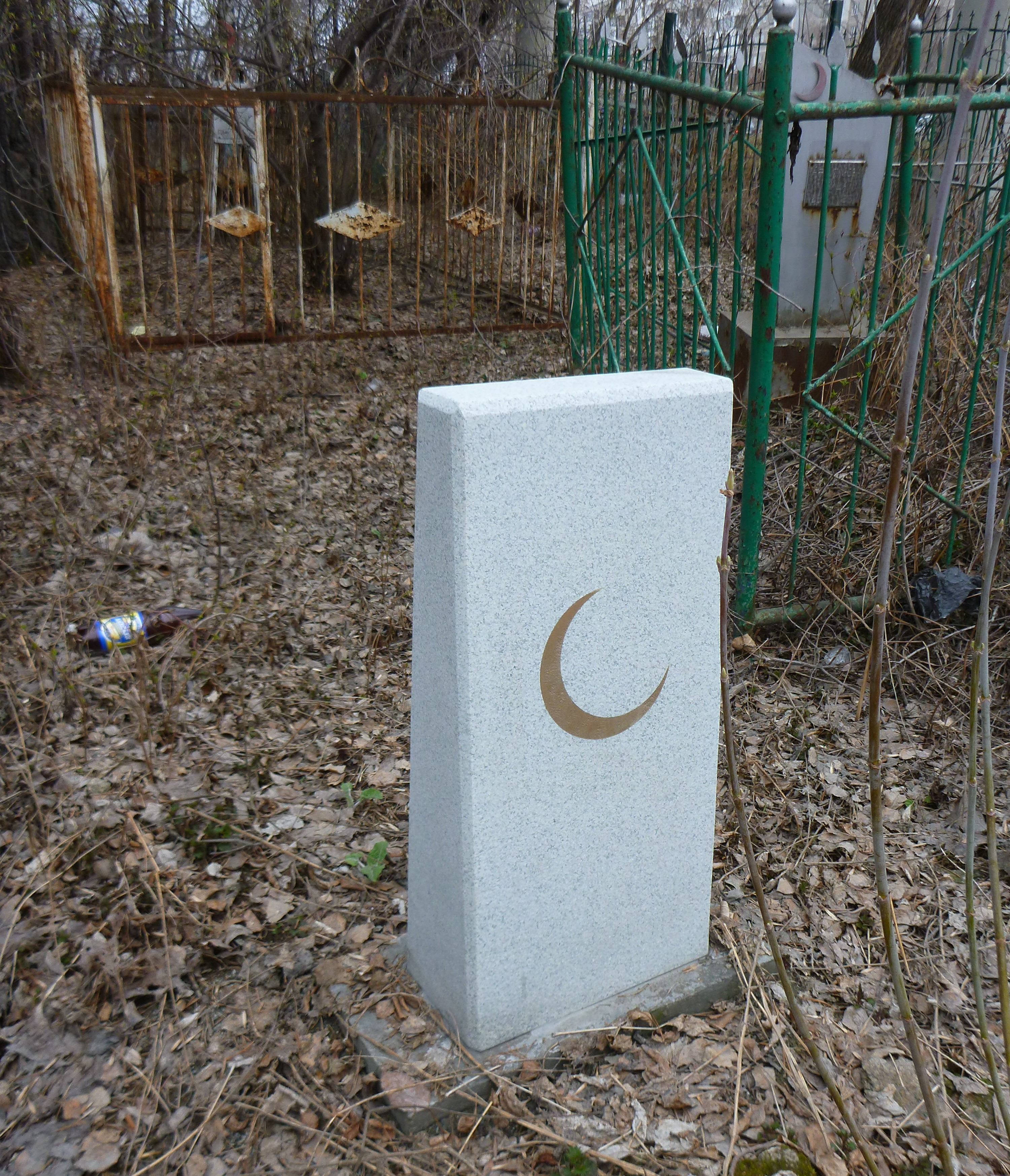
Обезличенный памятник с полумесяцем
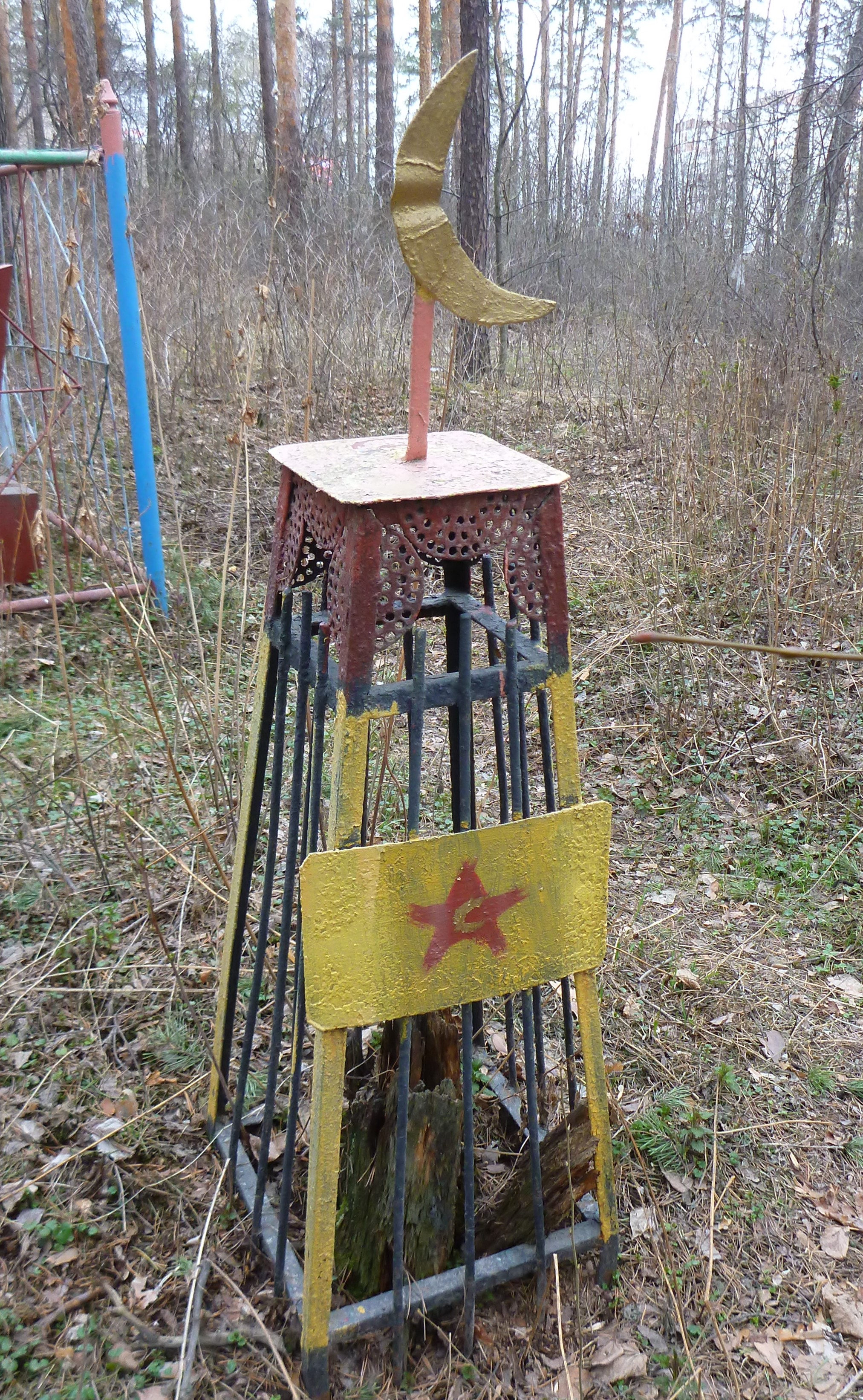
Полумесяц в пятиконечной звезде
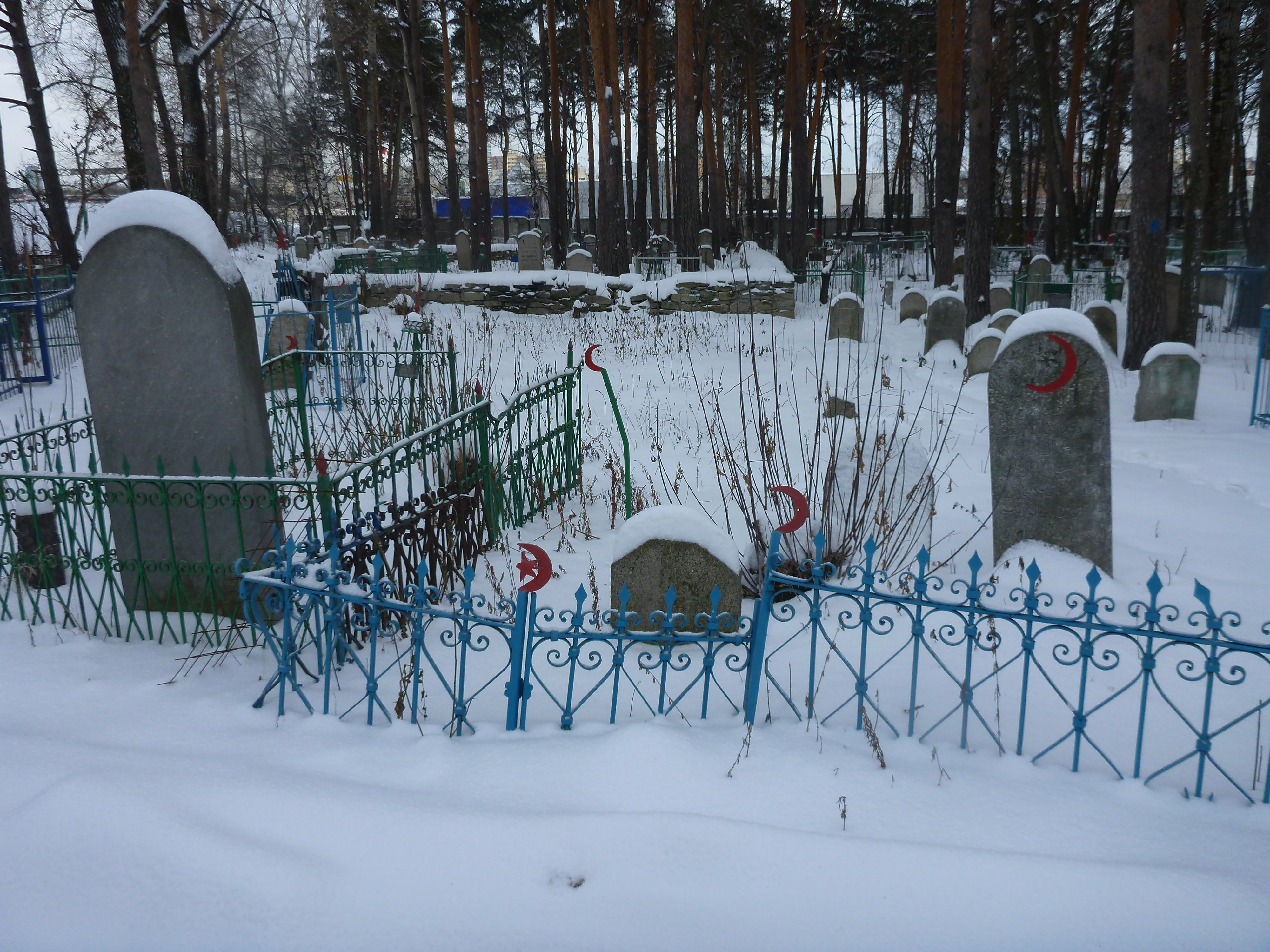
Соединение пятиконечной звезды и полумесяца
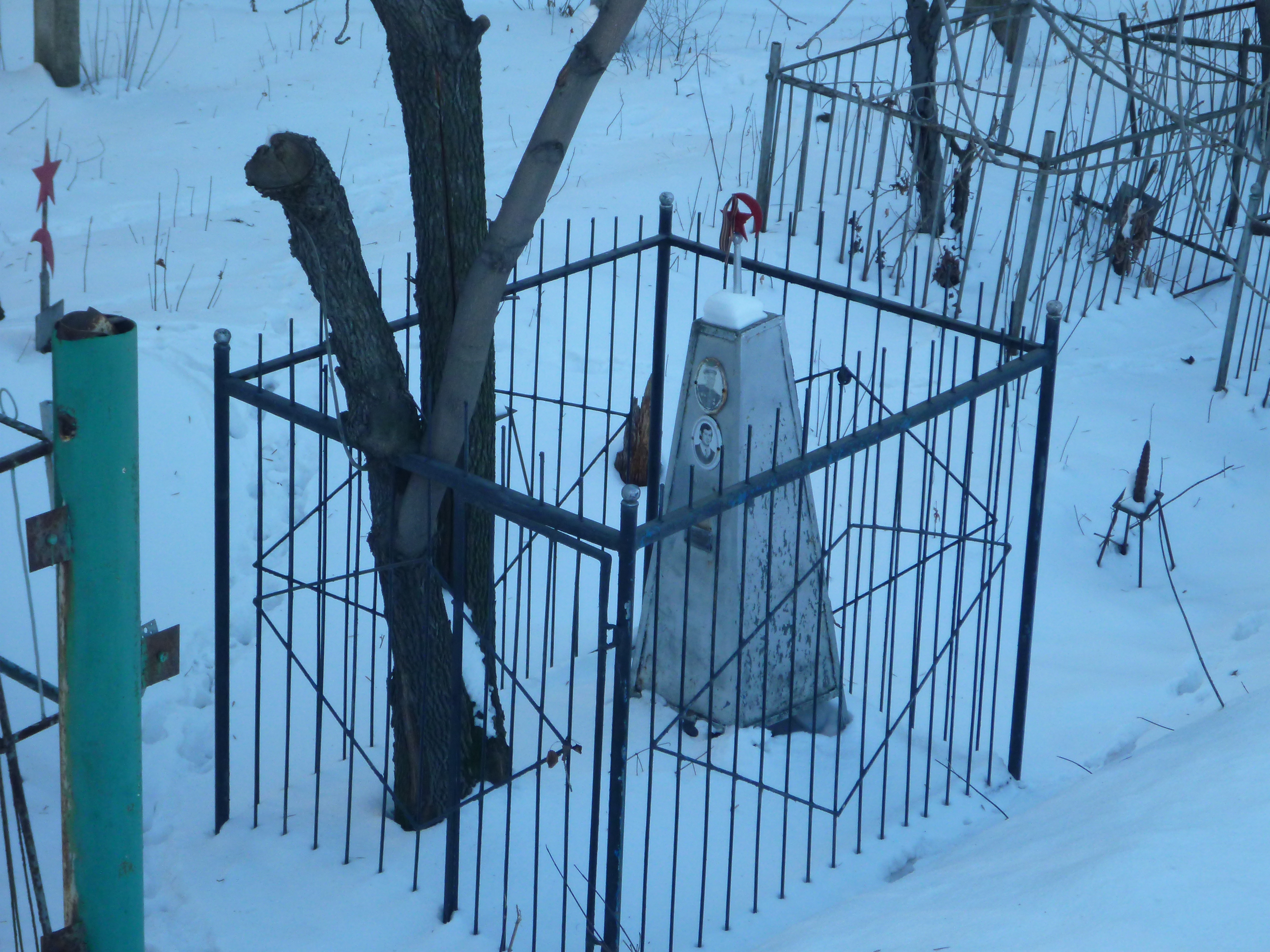
Постсоветское дополнение сочетания пятиконечной звезды и полумесяца — георгиевская ленточка
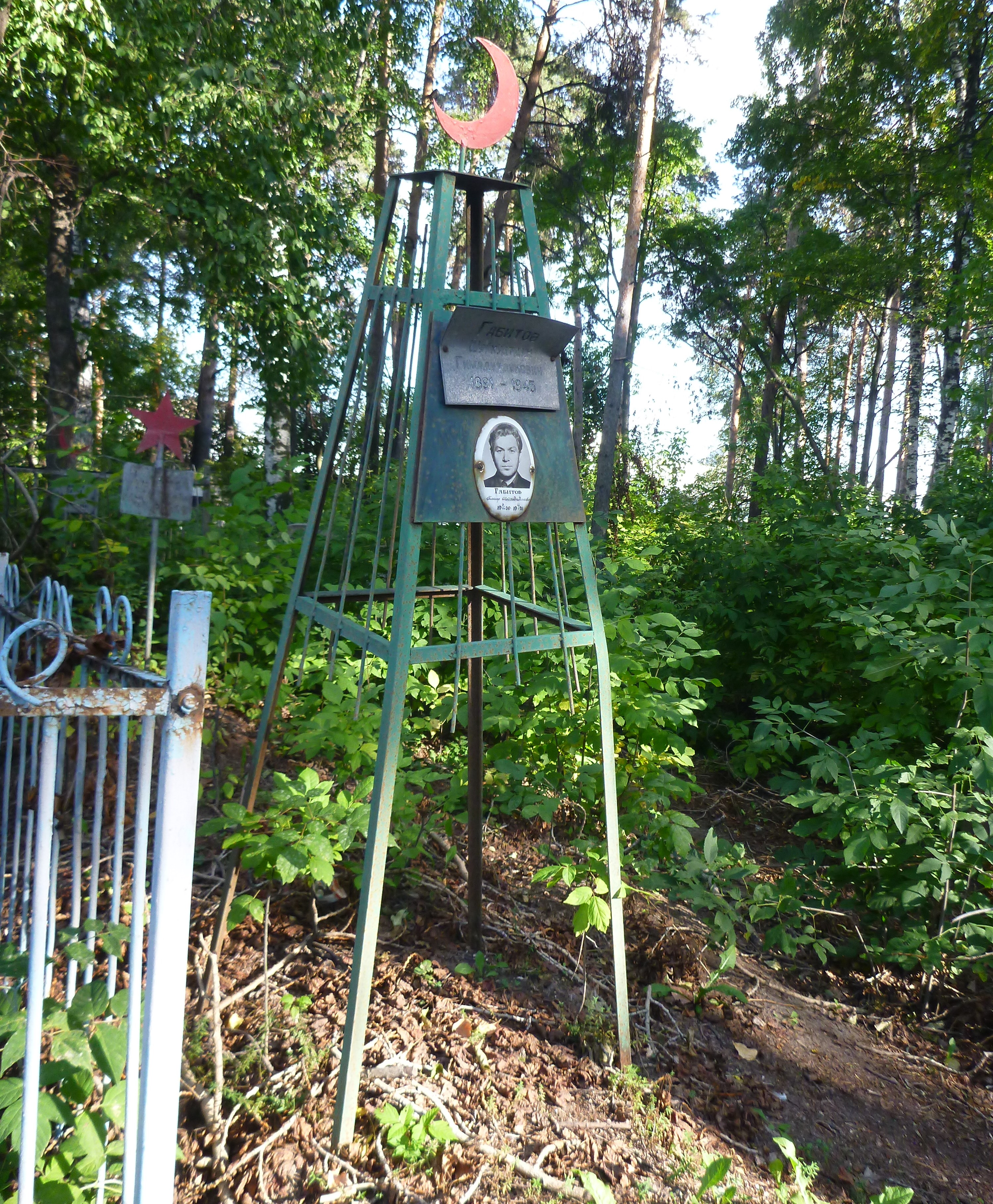
Захоронение Габитовых 1945 и 1993 годов на Татаро-Башкирском кладбище
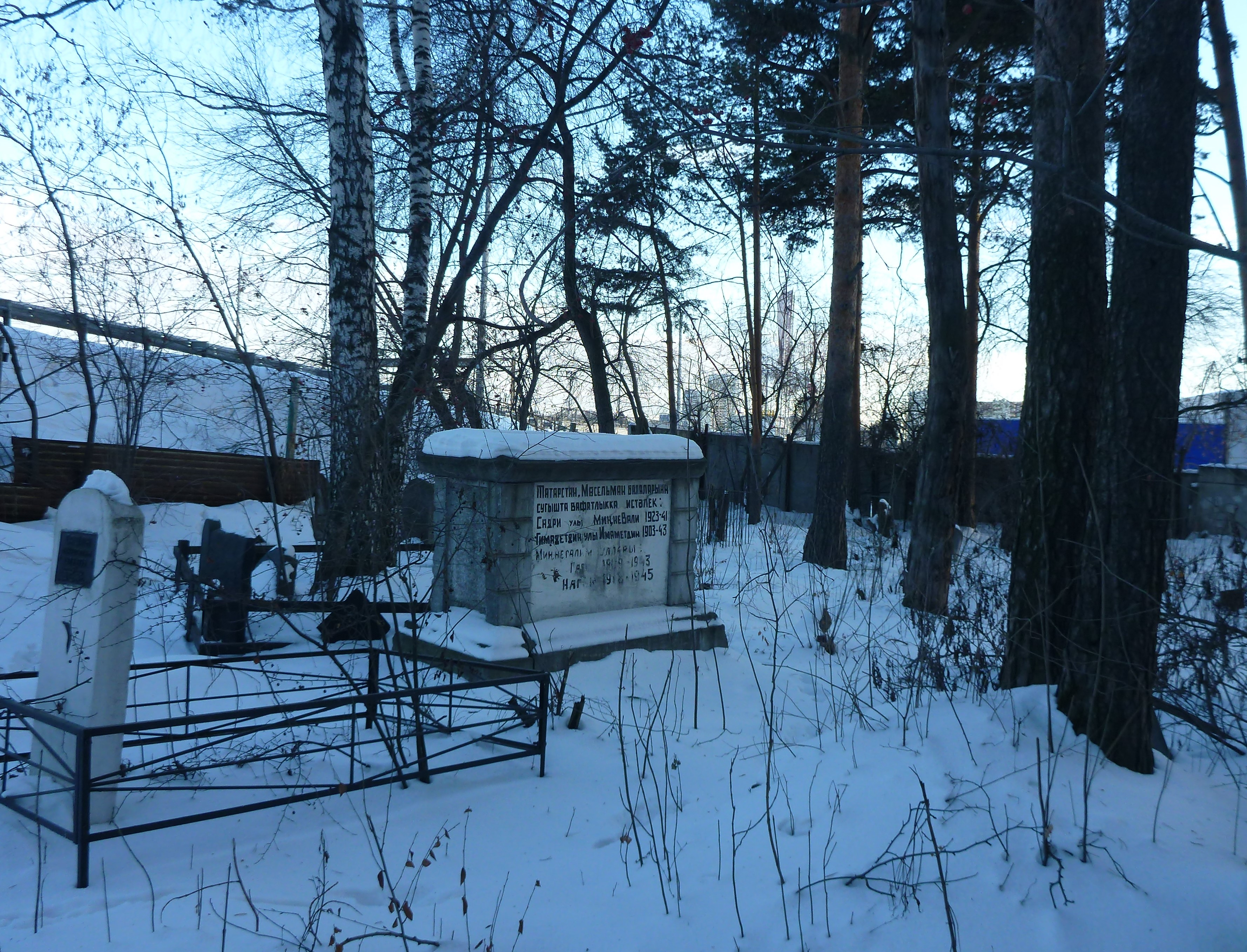
Памятник красноармейцам

## Обслуживающая организация
За годы существования кладбища его обслуживали (согласно исторической справке «Службы городских кладбищ» от 15 января 2015 года) следующие организации:
- В 1919—1943 годах — «Похоронное бюро»;
- В 1943—1969 годах — «Трест похоронного обслуживания»;
- В 1969—1984 годах — «Производственный комбинат № 1»;
- В 1984—2012 годах — Муниципальное унитарное предприятие «Комбинат специализированного обслуживания» (в 1994—2012 годах — Екатеринбургское муниципальное унитарное предприятие «Комбинат специализированного обслуживания»);
- Со 2 апреля 2012 года — Муниципальное казенное учреждение «Служба городских кладбищ».

## Исторические захоронения и объекты культурного наследия
В 2013 году Алексей Старостин отмечал, что на кладбище сохранилось значительное число представляющих художественную ценность мраморных и гранитных надгробий, в виде плит с орнаментальным декором и текстами, вырезанными в стиле «рокига». В 2006 году было обнаружено большое семейное захоронение Абубакировых, о которых ничего неизвестно. Тем не менее реестра захоронений нет. В архивной справке «Службы городских кладбищ» 2015 года сообщалось:

Система учета захоронений неизвестна. Журналы регистрации захоронений отсутствуют по неизвестной причине.
По состоянию на январь 2022 года на кладбище расположены два охраняемых государством объекта культурного наследия:
- «Семейное захоронение Агафуровых»;
- «Захоронения 21 советских воинов, умерших от ран в госпиталях г. Свердловска в 1941—1945 гг.», включенный в реестр с регистрационным номером 661710832130005.

### Семейное захоронение Агафуровых

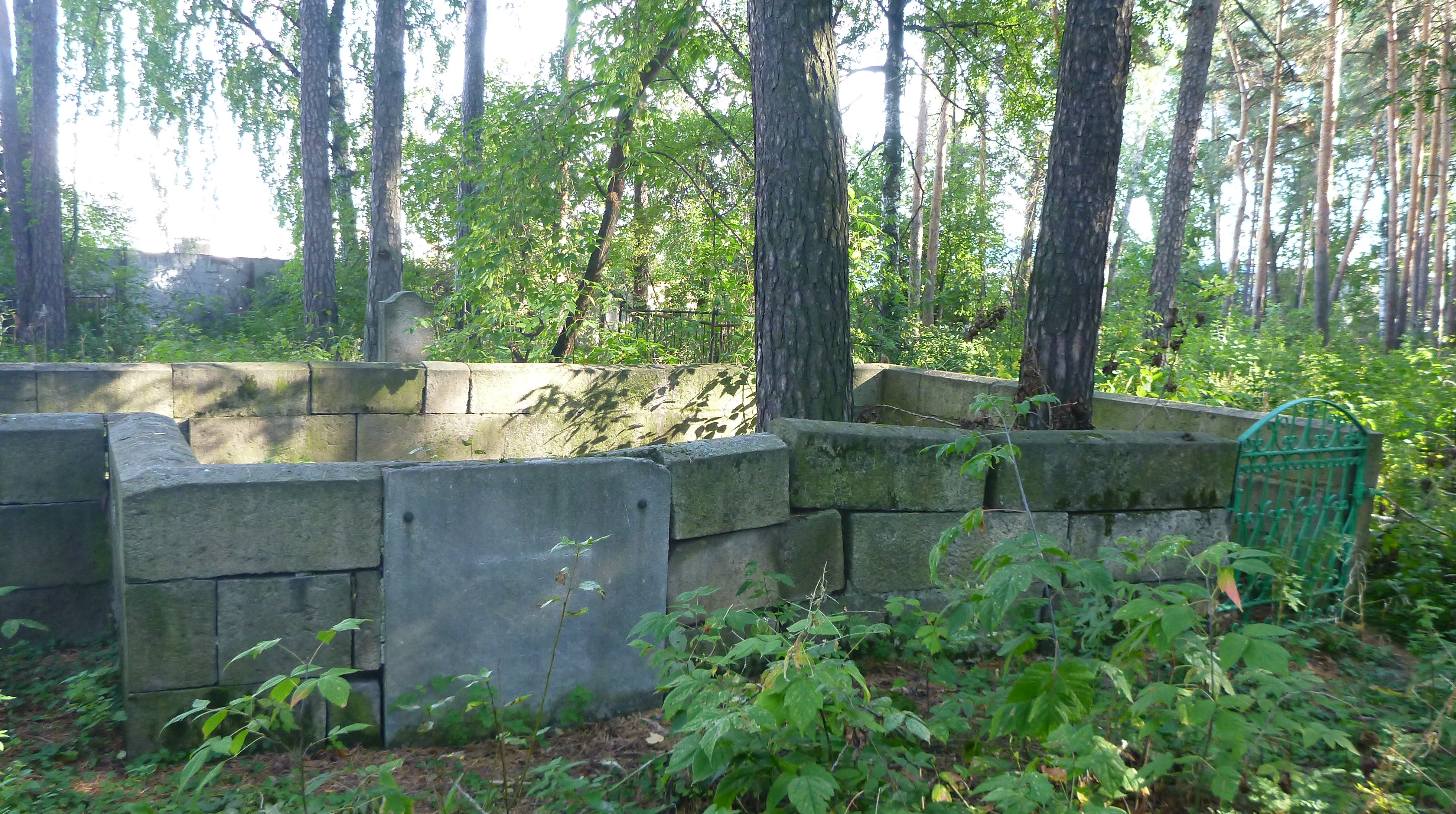
Семейный склеп Агафуровых на Татаро-Башкирском кладбище Екатеринбурга. Фото 2020 года

На кладбище расположено семейное захоронение Агафуровых, имеющее статус объекта культурного наследия (с января 2022 года). В 2006 году это захоронение визуально осмотрел Д. Сергеев, обнаружив там не менее пяти могил. Сергеев также смог прочесть надпись на камнях. указывающую, что тут похоронен Хисаметдин Агафуров: «1883 года октября 4 дня скончался Хисаметдин, раб Аллаха». В 2013 году кандидат исторических наук Алексей Старостин сообщил, что таких татарских мавзолеев в России известно только десять. В феврале 2021 года стало известно, что экспертиза признала обоснованным включения «Семейного захоронения Агафуровых» в Единый государственный реестр объектов культурного наследия (памятников истории и культуры) народов Российской Федерации" и отметила, что захоронение обладает исторической, мемориальной и архитектурной ценностью, а также важно в плане этнологии и эпиграфики. Автор экспертизы Олег Букин. Букин — руководитель градозащитной организации «Уральский Хронотоп». Именно Букин в 2019 году подал заявление на включение захоронения в список объектов культурного наследия. В акте экспертизы Букин указал, что данное семейное захоронение возникло в 1883—1918 годах.
По состоянию на 2021 год «Семейное захоронение Агафуровых» представляет собой ограждение в форме шестиугольника, сложенное из каменных блоков (материал — гранито-гнейс). К ограждению прикреплена мраморная плита с надписью размером 12 на 80 сантиметров. На плите надпись на старо-татарском языке, переведенная следующим образом:

Каждая душа вкусит смерть. Вечная память. 4 октября 1883 года умер Хисаметдин Абдуль Гафур. В 57 лет перешел из земного мира в вечный. Поистине мы принадлежим Аллаху и к нему наше возвращение. Пусть Аллах Господь наш путеводитель успокоит его с вечной верой. Амин. О господи просящих
В январе 2022 года «Семейное захоронение Агафуровых» приказом начальника Управления государственной охраны объектов культурного наследия Свердловской области получило статус объекта культурного наследия.

### Памятник Гали Каримову

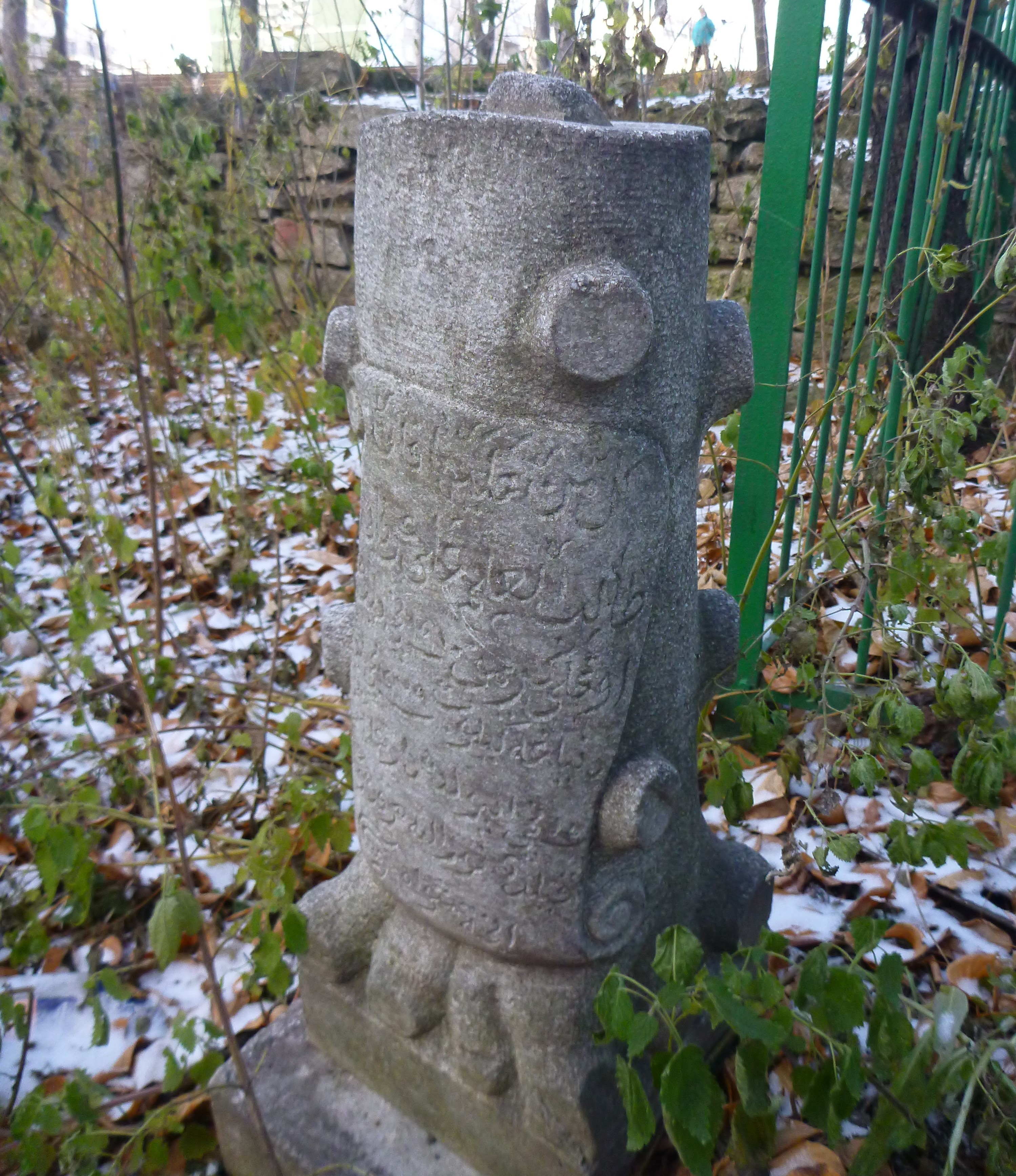
Надпись на памятнике Гали Каримову

На кладбище стоит небольшой по высоте (около метра) памятник, выполненный в виде дерева с отрубленными корнями и отсеченными ветвями. К дереву прикреплен свиток с арабскими религиозными изречениями и надписью на старотатарском языке:

Ученик Гали Гирфанович Каримов, родившийся в 1910 году, перешел в вечный мир 10 июля 1929 года

### Обелиск советским воинам Великой Отечественной войны

Обелиск советским воинам на Татаро-Башкирском кладбище. Фото 2020 года

На фотографии кладбища 1968 года хорошо виден высокий обелиск в виде столба.
В годы Великой Отечественной войны на кладбищах Свердловска (включая Татаро-Башкирское) хоронили советских воинов, умерших в госпиталях Свердловска. 4 июня 1981 года с 4-х кладбищ Екатеринбурга (включая Татаро-Башкирское) были вывезены для перезахоронения на Широкореченский мемориал останки, захороненных там советских воинов. Останки вывозили символически — на каждое кладбище предоставили по одному деревянному гробу для их сбора. Вместе с останками по сценарию перезахоронения следовало «произвести демонтаж всех стелл, надгробий и опорных стенок в местах массовых захоронений на указанных кладбищах». При этом сценарием предусматривалось:

С надгробных плит под личную ответственность представителей райисполкомов, выделенных на каждое кладбище, снять таблички с указанием фамилий захороненных воинов, надгробные плиты загрузить на автомашины-самосвалы и вывести на Шарташский каменно-щебеночный карьер, где сразу же переработать на щебень, а места бывших захоронений выровнять
После этого обелиск с Татаро-Башкирского кладбища пропал. В 2015 году на месте обелиска на Татаро-Башкирском кладбище один из старожилов показывал ровное место, поросшее крапивой.
Место же захоронения на Татаро-Башкирском кладбище решением Свердловского облисполкома № 75 от 18 февраля 1991 года было включено в «Государственный список памятников истории и культуры Свердловской области, принимаемых под местную государственную охрану».
По состоянию на 2007 году в «Своде памятников истории и культуры Свердловской области» значился в разделе «Мемориальные памятники» расположенный на Магометанском кладбище (именно так названо Татаро-Башкирское кладбище в «Своде») объект под названием «Захоронения 21 советского воина, умершего от ран в госпиталях г. Свердловска в 1941—1945 гг.». Других объектов культурного наследия «Свод памятников истории и культуры Свердловской области» на территории Татаро-Башкирского кладбища не указывал. Также «Свод памятников истории и культуры Свердловской области» не называет само кладбище в целом в числе объектов культурного наследия.

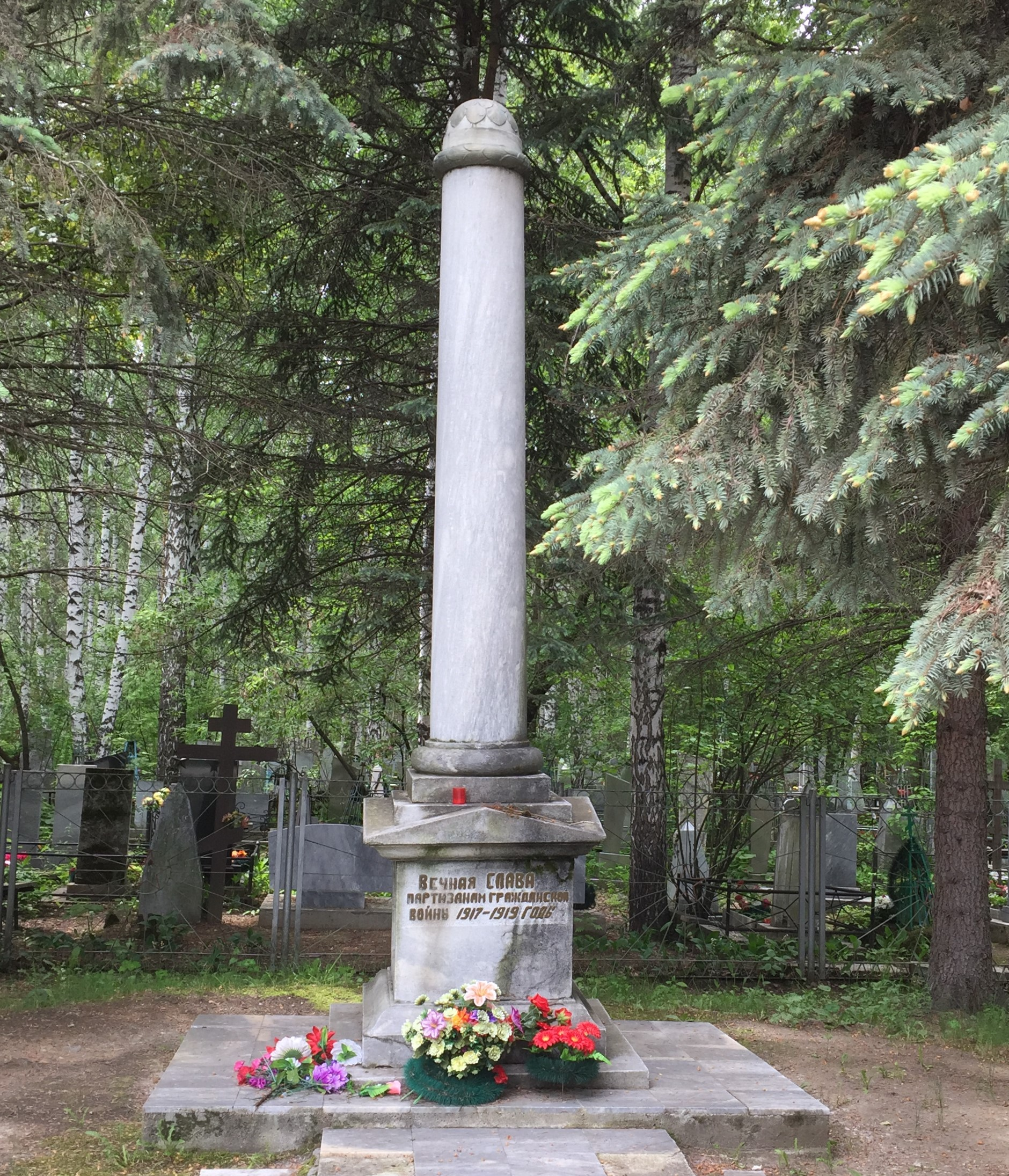
Обелиск партизанам Гражданской войны на Нижнеисетском кладбище. Фото 2017 года. Обелиск идентичен тому обелиску, что пропал с Татаро-Башкирского кладбища в 1981 году

Однако на Нижне-Исетском кладбище Екатеринбурга по состоянию на 2019 год существует внесенный в «Государственный список памятников истории и культуры Свердловской области, принимаемых под местную государственную охрану» от 18 февраля 1991 года памятник «Вечная слава партизанам гражданской войны 1917—1919 годов», дата создания которого неизвестна. Этот памятник похож на пропавшую с Татаро-Башкирского кладбища стеллу и в СМИ высказывалось предположение, что это один и тот же объект. В «Государственном списке» 1991 года этот объект описан как «Место захоронения героев гражданской войны»
В 2019 году на Татаро-Башкирском кладбище Олегом Хабибуллиным и «Уральским хронотопом» был установлен взамен пропавшего новый обелиск. Данный обелиск представляет собой высокий каменный столб с постаментом, при этом по фотографии обелиска 2020 года видно, что этот столб ранее был расколот на части, а у постамента есть вмятины как если бы обелиск ранее был с помощью специального инструмента повален.
В 2020 году обелиск на Татаро-Башкирском кладбище был реконструирован: к нему были прикреплены каменные доски с именами 51-го захороненного воина. В навершие обелиска установили пятиконечную звезду. В 2020 году вокруг обелиска установили типовые каменные плиты с полумесяцами и к обелиску от входа на кладбище провели мощеную тротуарной плиткой дорожку.

Обелиск советским воинам (реконструированный в 2019 - 2020 годах) и его окружение
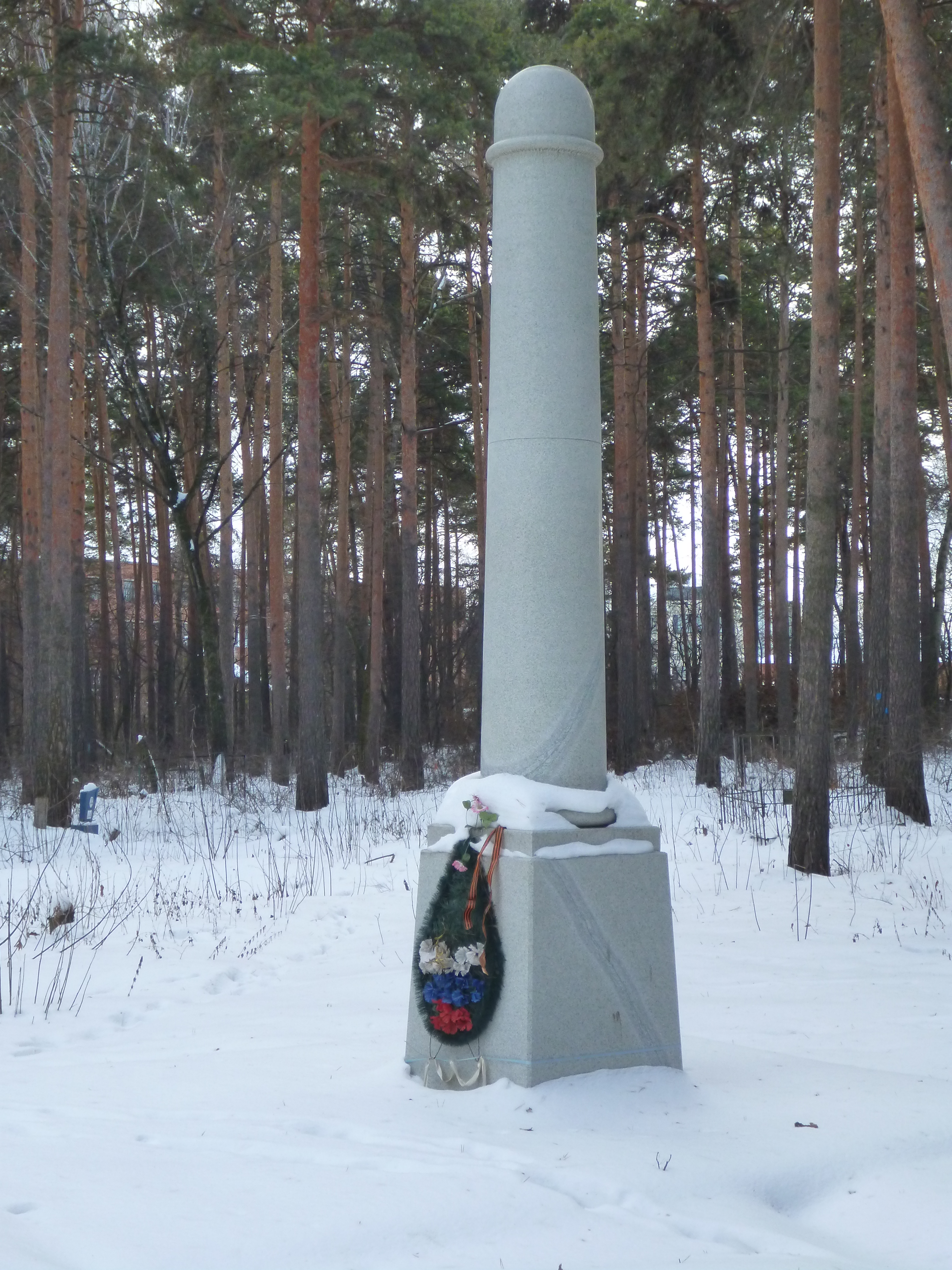
Обелиск советским воинам в январе 2020 года (до завершения реконструкции)
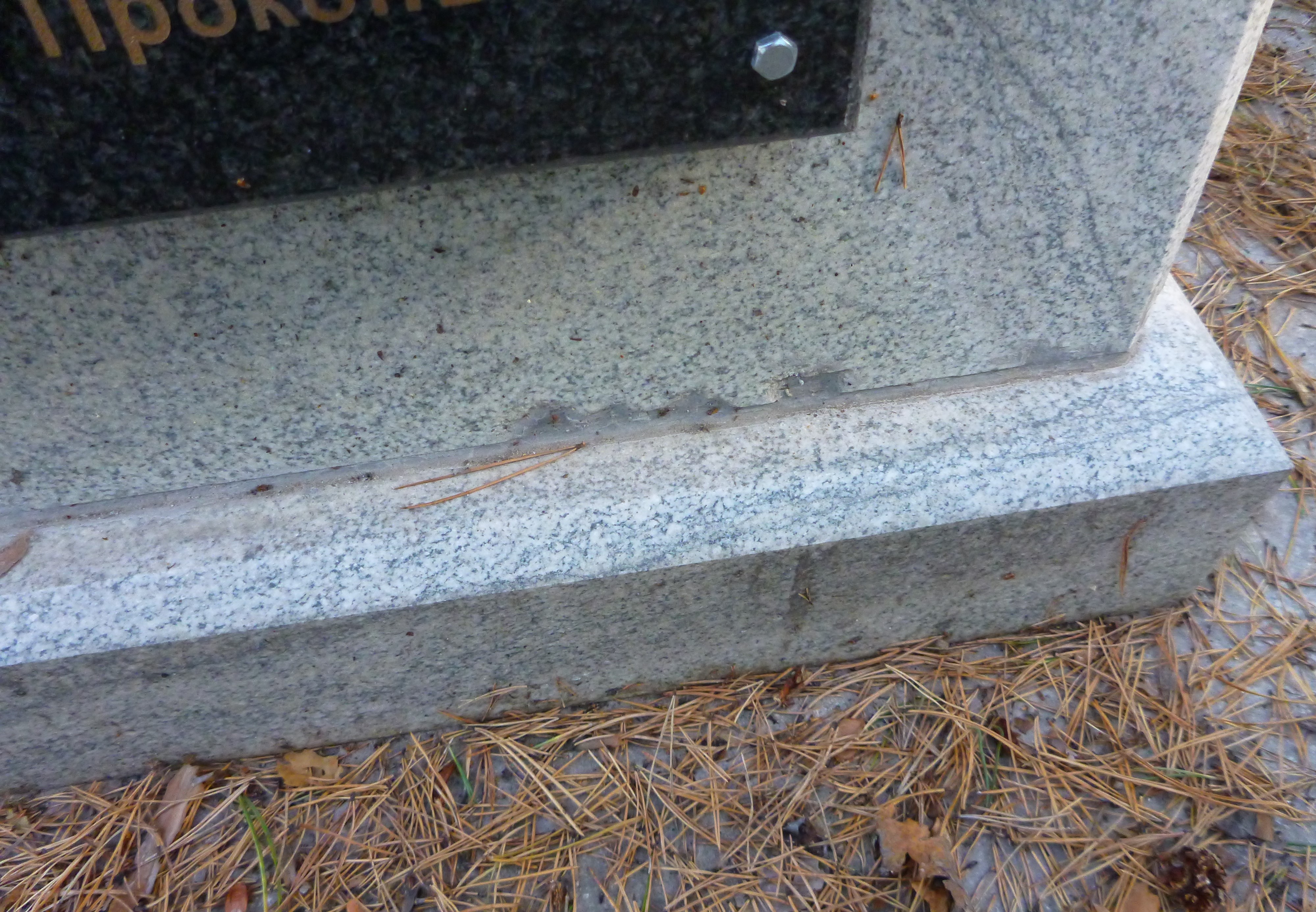
Следы сбрасывания в основании обелиска
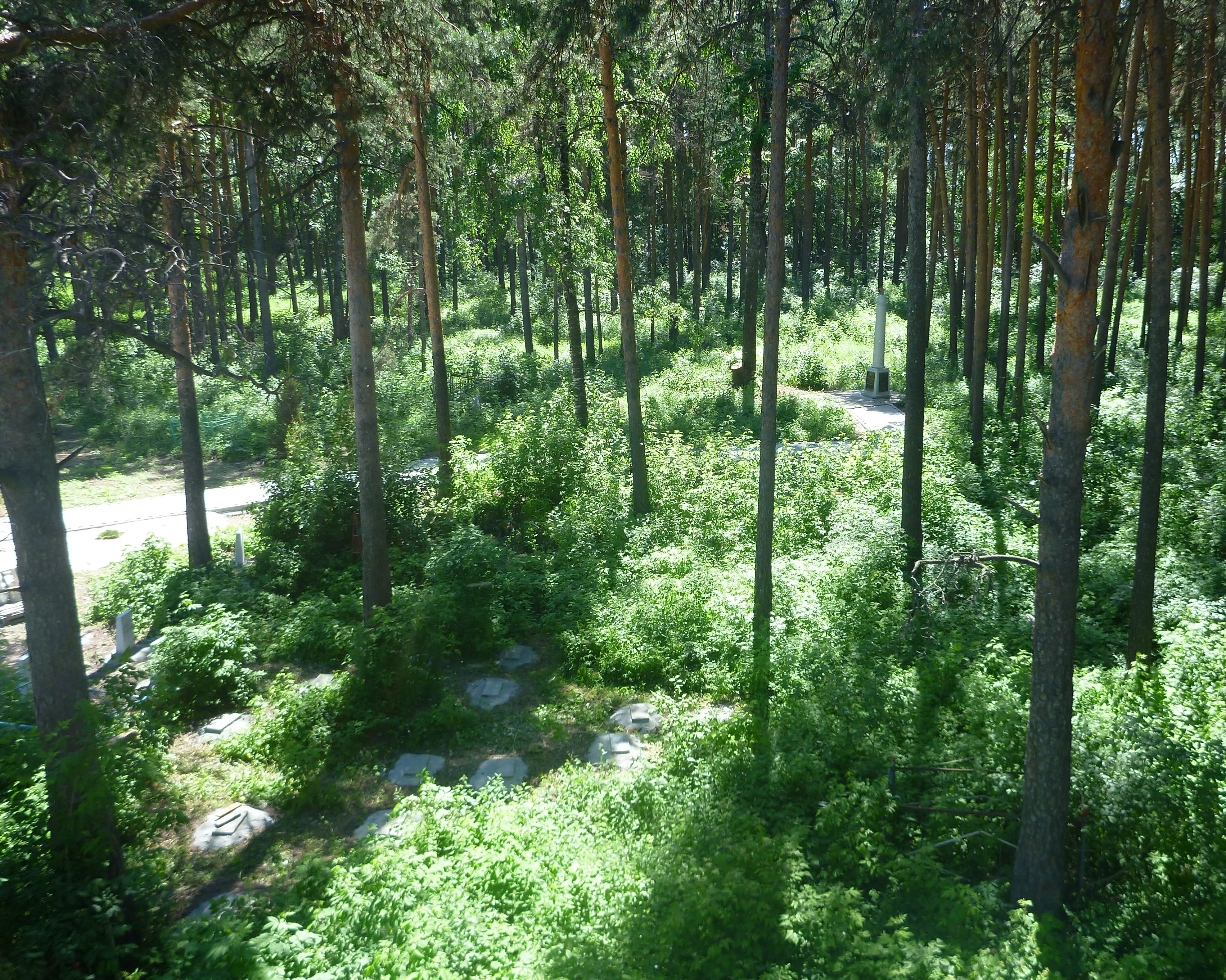
Дорожка к обелиску советским воинам после реконструкции 2020 года
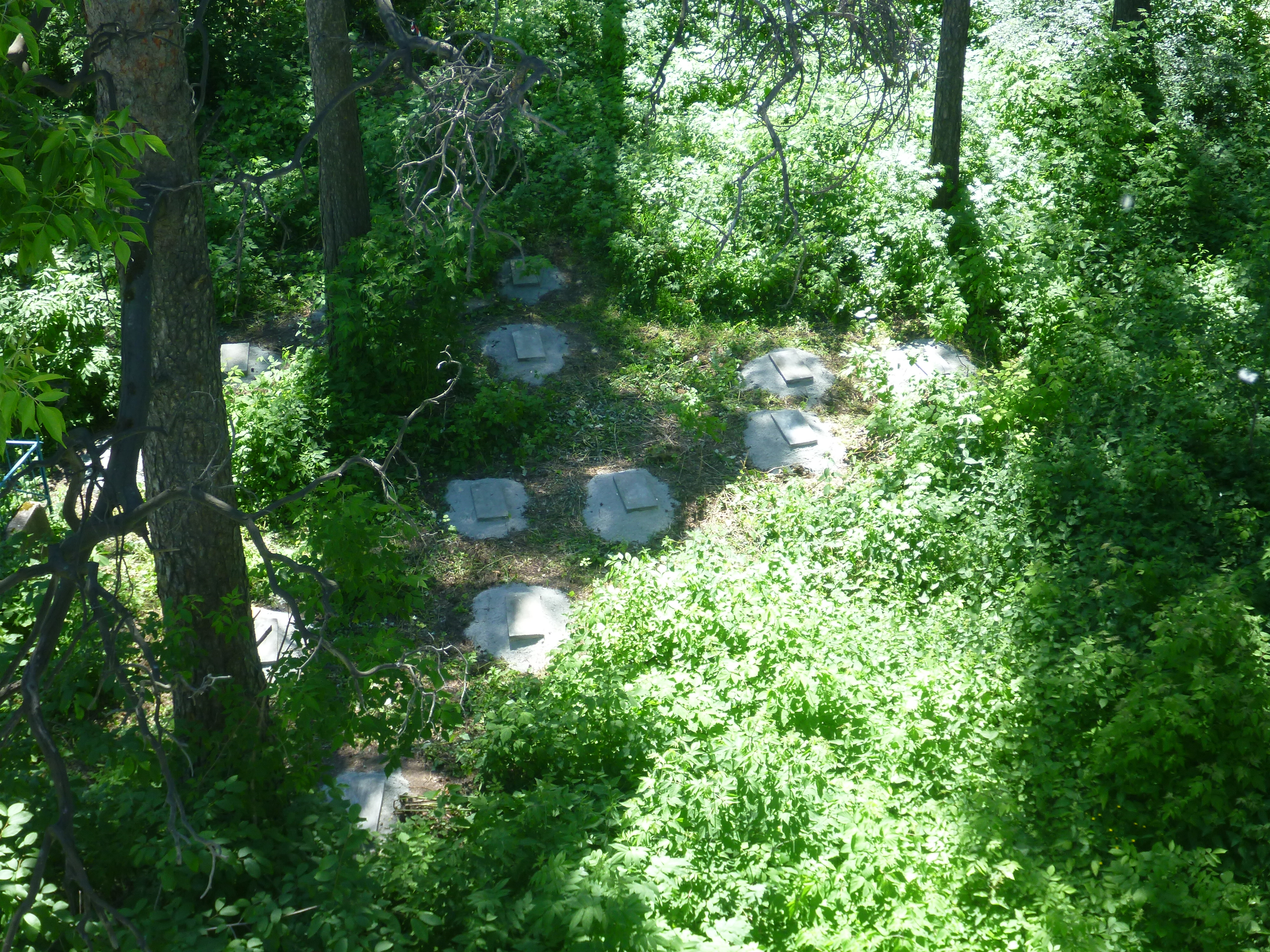
Фундаменты под стандартные памятники советским воинам около обелиска (июнь 2020 года)
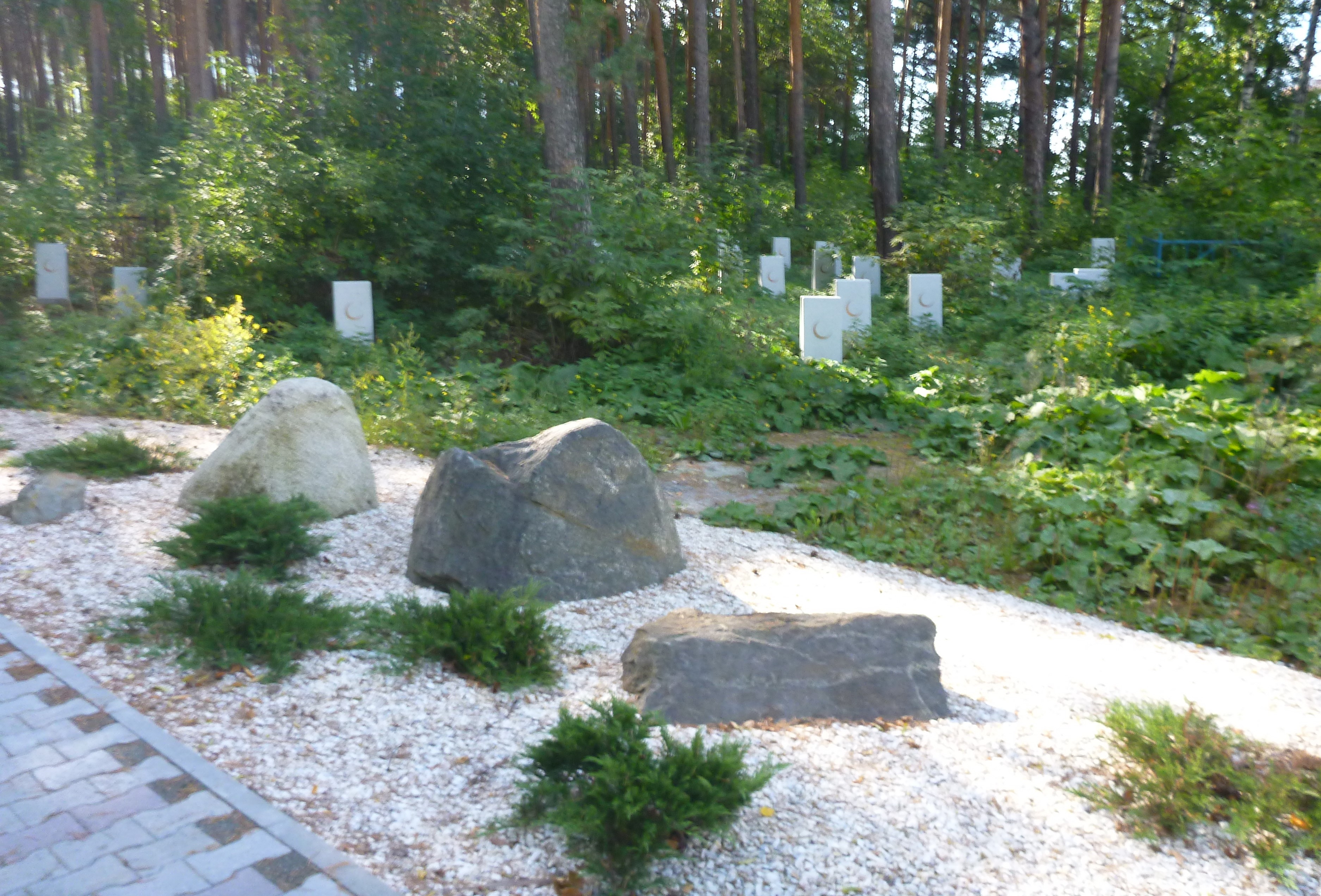
Сад камней и стандартные памятники советским воинам около обелиска
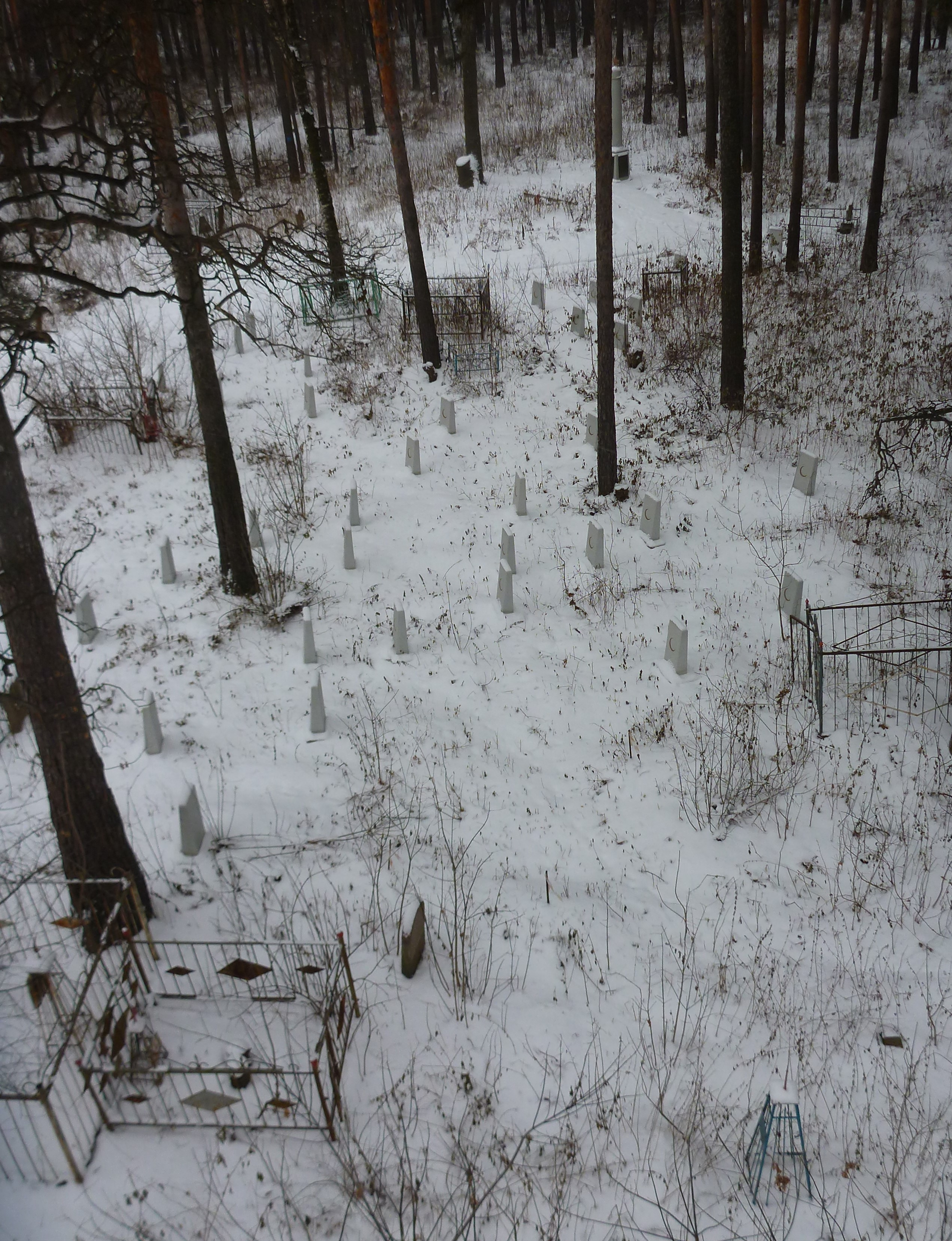
Стандартные памятники советским воинам и старые могильные памятники около обелиска, декабрь 2020 года

### Православные захоронения
Несмотря на то, что кладбище изначально было мусульманским, на нем имеются отдельные православные захоронения с христианской символикой. Есть на кладбище даже один крест.

Православные захоронения на Татаро-Башкирском кладбище
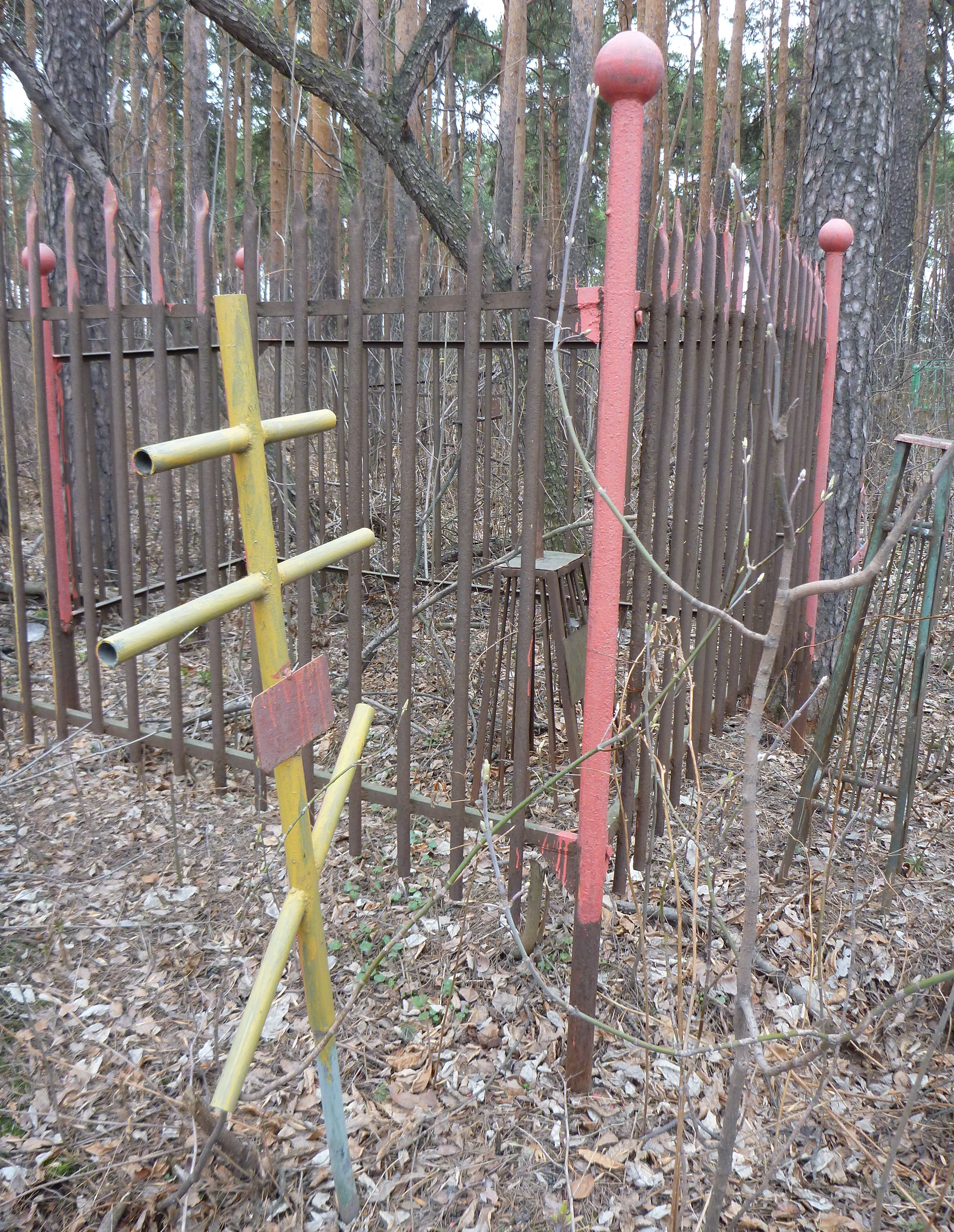
Крест на Татаро-Башкирском кладбище
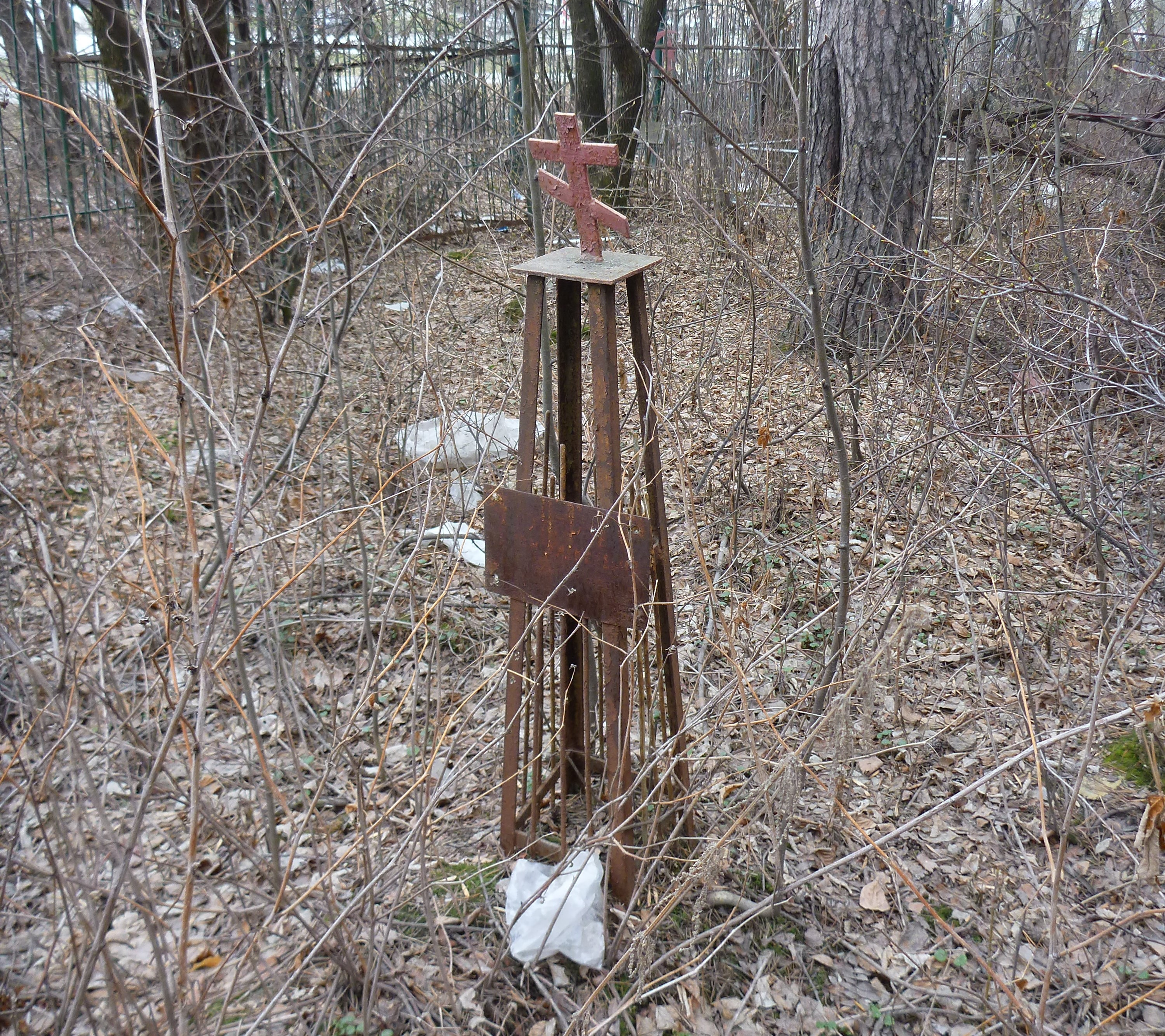
Неизвестное захоронение с христианским крестом
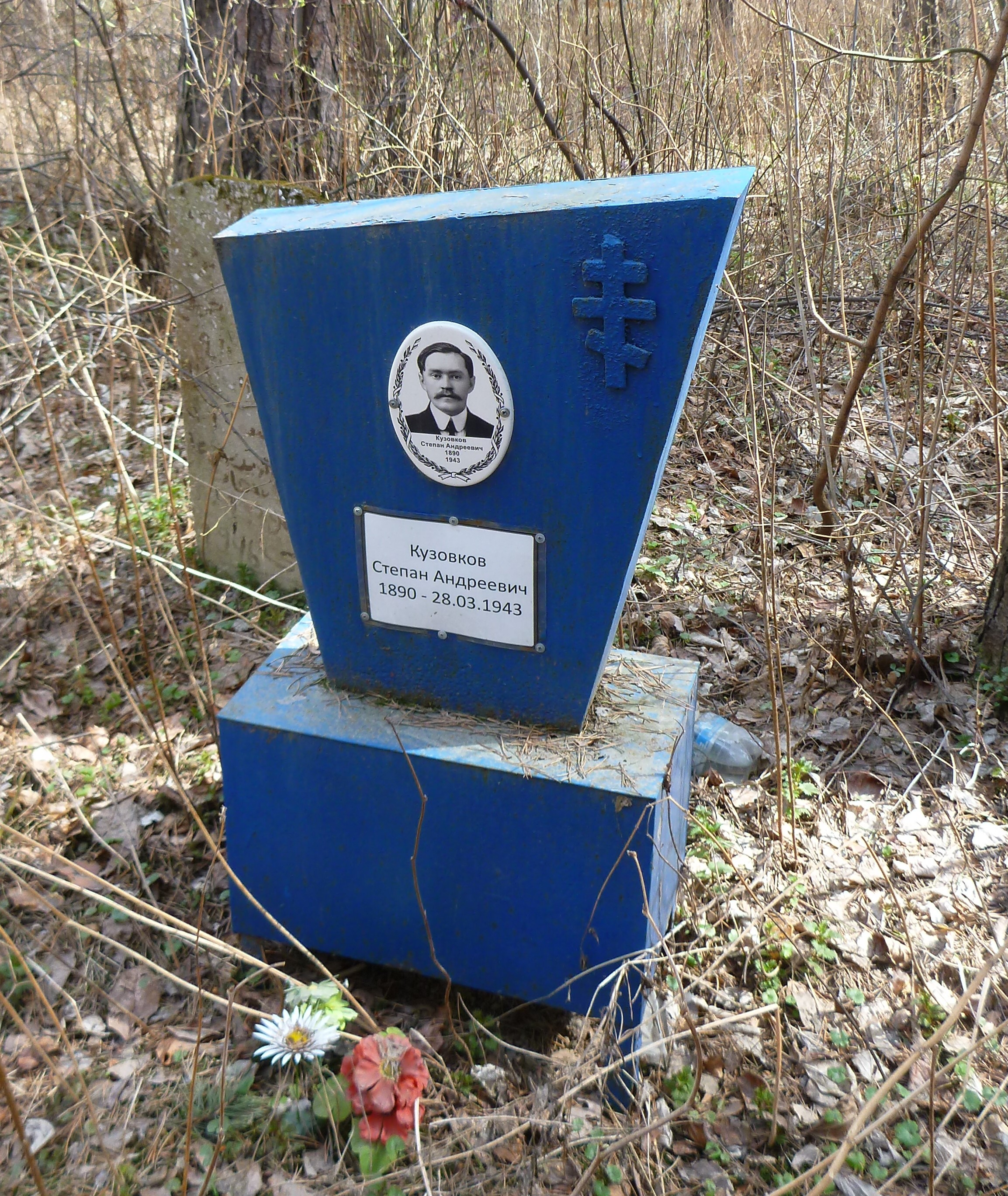
Памятник Кузовкову (умершему в 1943 году) с христианской символикой

### Секулярные захоронения
Некоторые надгробия советского периода на Татаро-Башкирском кладбище секулярные — без религиозной символики. Среди них есть надгробия родившихся в Российской империи представителей народов, традиционно не исповедовавших ислам. Например, имеется секулярная каменная пирамидка об умершей в 1933 году уроженке Риги Эмме Блодзен (Гарифзяновой), установленной ее мужем. Есть секулярное надгробие Никифора Скачкова, родившегося в 1861 году и умершего в 1943 году.

Секулярные захоронения на Татаро-Башкирском кладбище
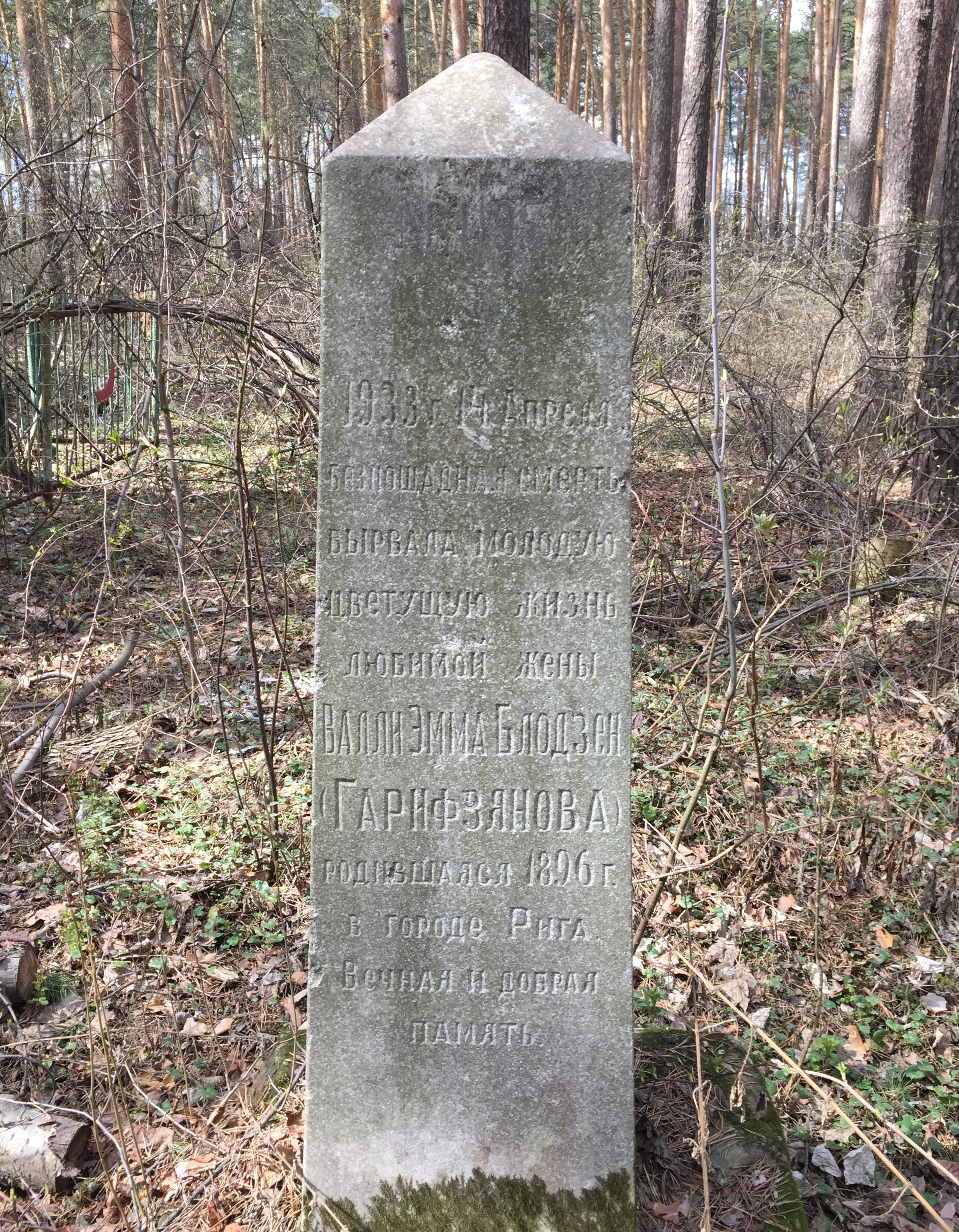
Секулярная пирамидка Эмме Блодзен (Гарифзяновой), 1933 год (на другой стороны пирамидки надпись только на арабице, полумесяц и шестиконечная звезда)
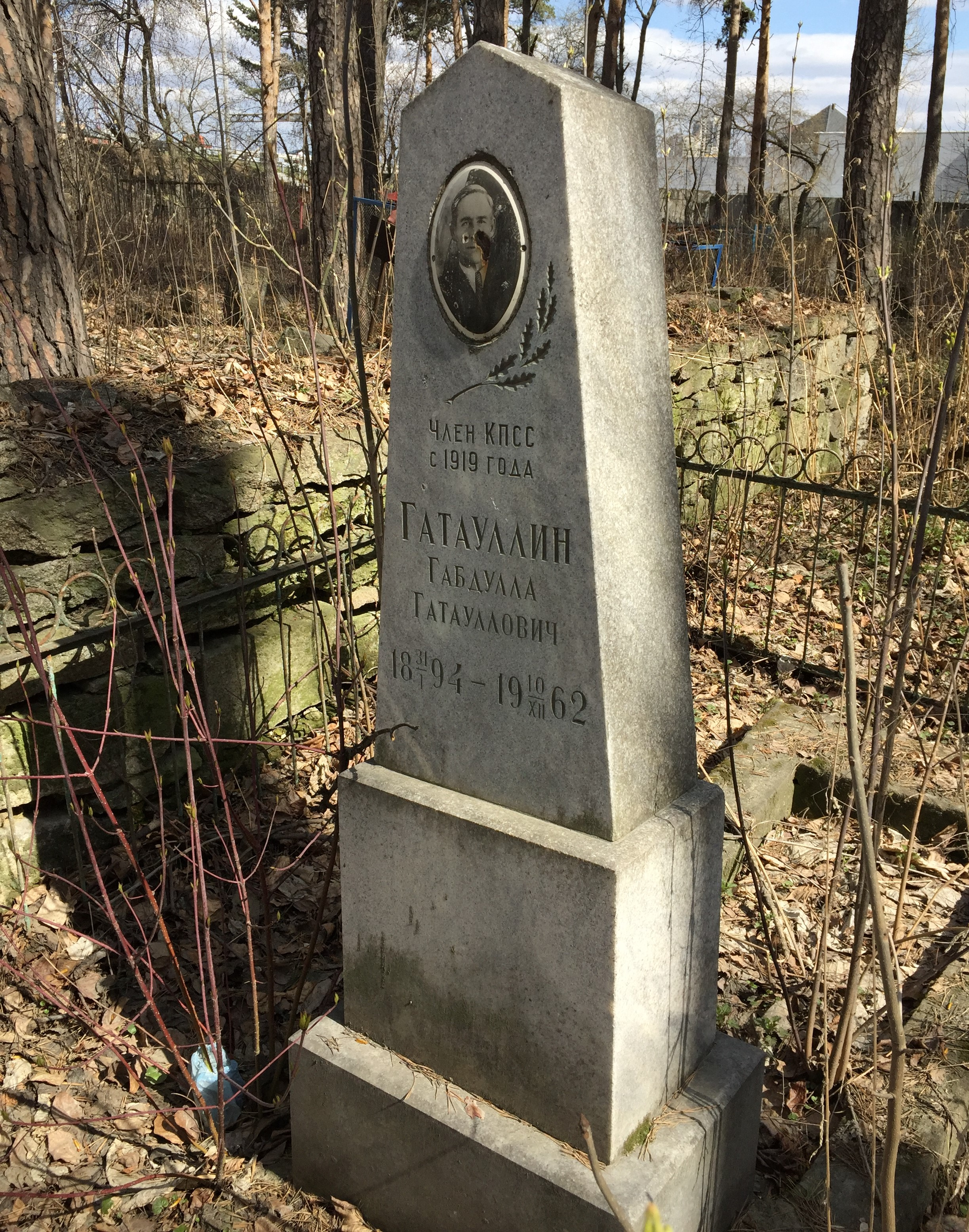
Секулярная пирамидка старого большевика (члена партии с 1919 года) Гатауллина, 1962 год
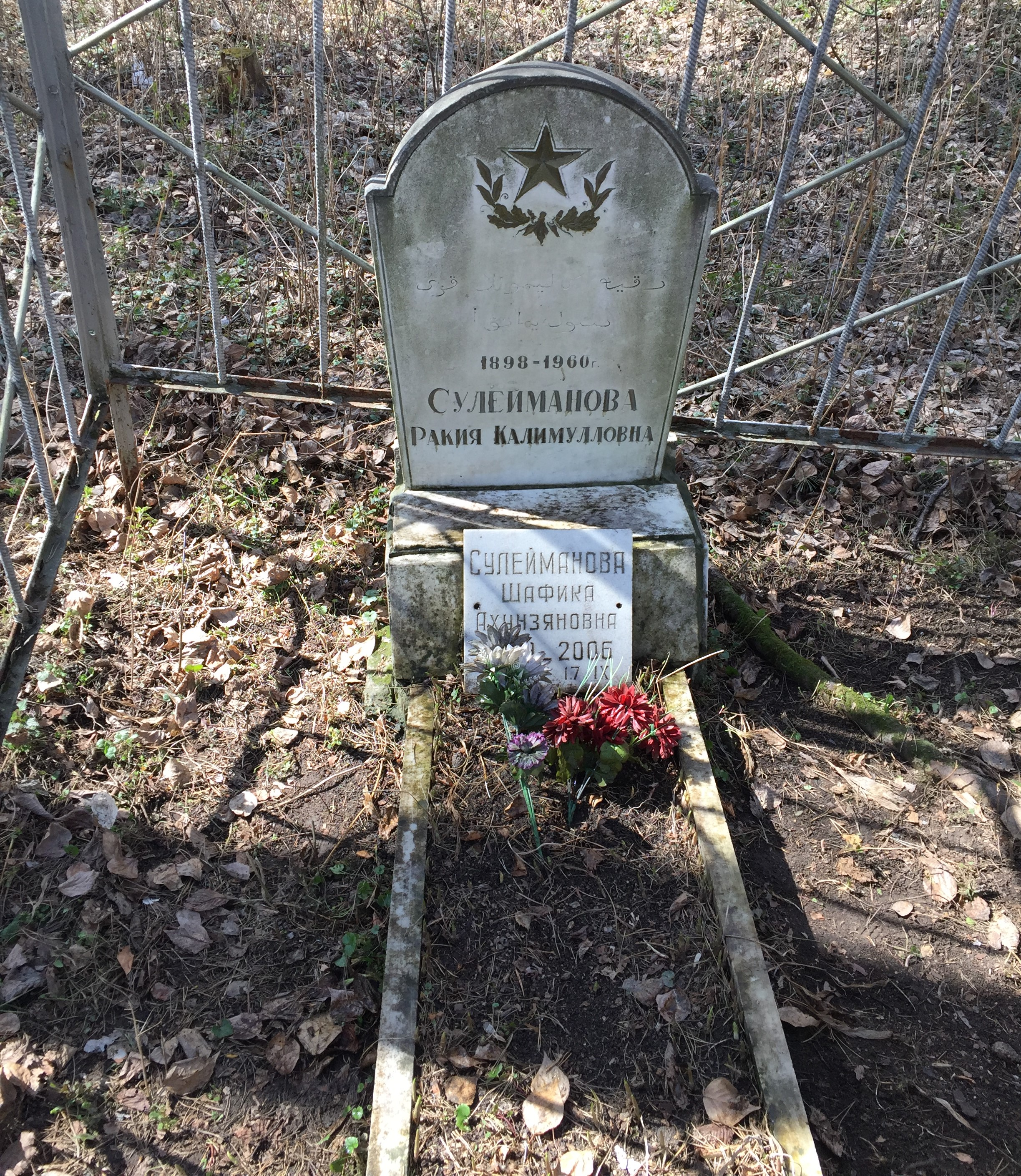
Секулярное захоронение традиционной овальной формы Сулеймановой, 1960 год
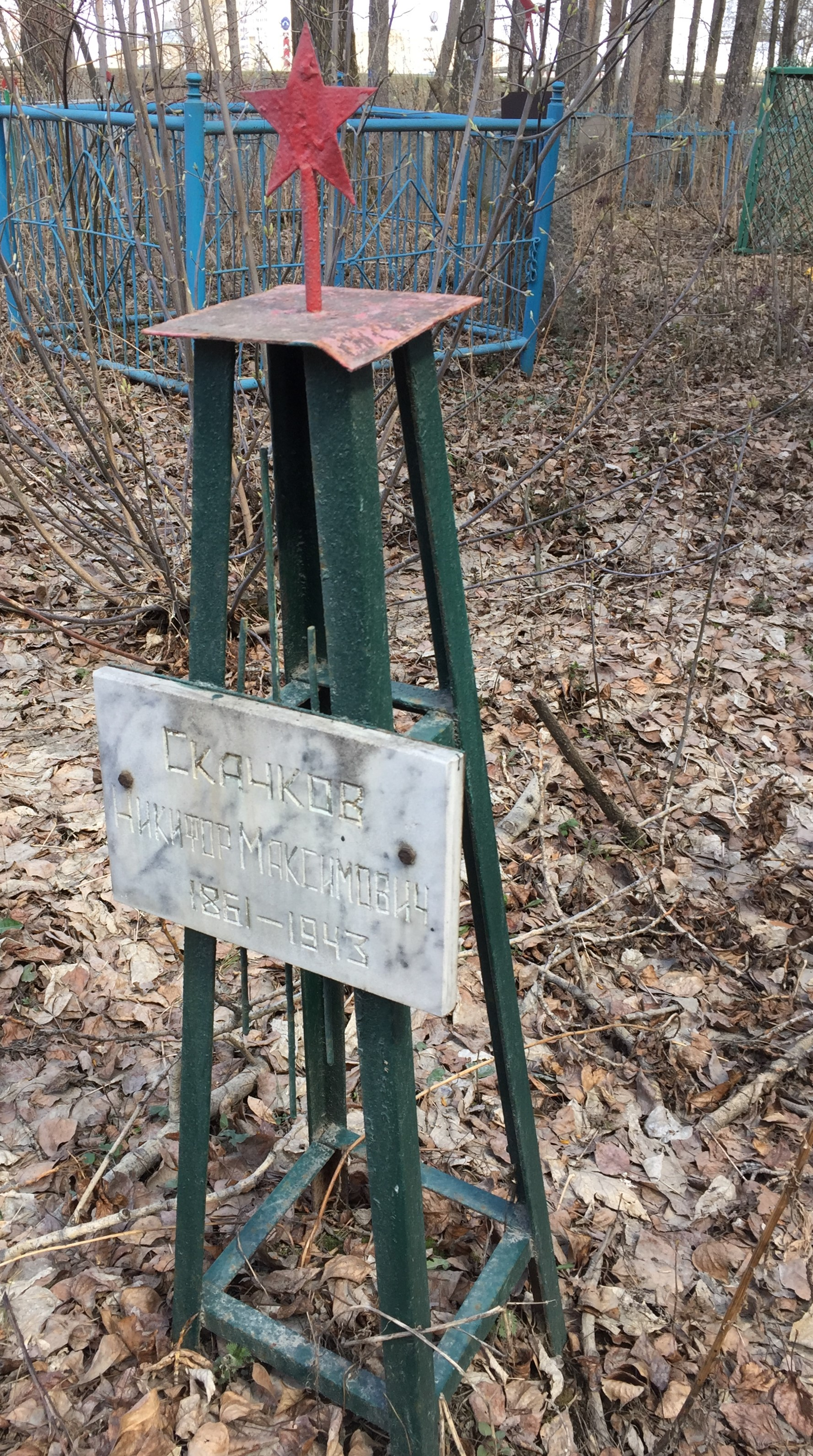
Секулярное захоронение Никифора Скачкова (1861 - 1943)

### Утерянные захоронения
В 1957 году на кладбище был похоронен видный инженер-энергостроитель Такиулла Алиев, память о котором увековечена мемориальной доской на фасаде дома по адресу г. Екатеринбург, ул. Московская, 29. В настоящее время захоронение Алиева утеряно.

## Влияние кладбища на планировку улиц Екатеринбурга
Из-за того, что кладбище ориентировано на Мекку, возникшая после землеотвода улица Репина также ориентирована на Мекку.